# Kocs
Kocs – miejscowość na Węgrzech, w komitacie Komárom-Esztergom, w powiecie Tata.

## Położenie
Miejscowość jest położona na terenie krainy Bársonyos w centralnej części komitatu i na wschodnich obrzeżach Małej Niziny Węgierskiej. Leży na drodze między Tatą a Győrem, 9 km od Taty. Z Budapesztu dojechać można do Kocsu autostradą M1 lub szosą nr 100, a potem 9 km od odgałęzienia na Tatę. Koleją do Taty i dalej autobusem.

## Warunki naturalne

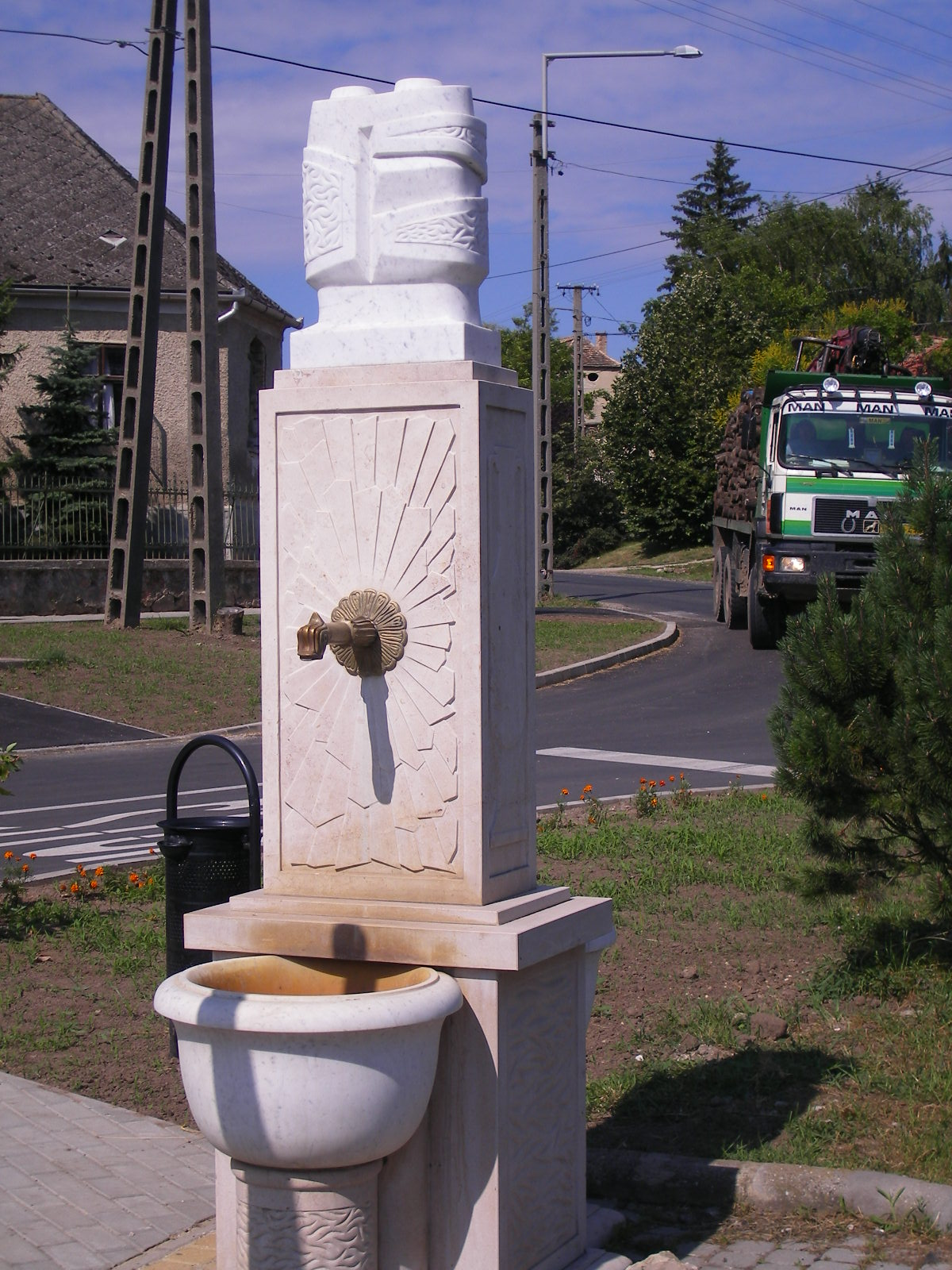
Uliczny zdrój na głównym placu

Środowisko naturalne Kocsu jest różnorodne. Geograficznie przynależy do piaszczystej części Małej Niziny Węgierskiej. Na jego granicy leżą wzgórza o coraz mniejszej wysokości, ciągnące się z południa na północ i pokryte lessem. Średnia wysokość miejscowości nad poziomem morza waha się od 112 do 158 m. Najwyższym punktem jest leżące na wschód od niej wzgórze Haraszt – 222 m, następnie Látóhegy 218, Sashegy 208 i Halom 197 m.
Średnioroczna temperatura wynosi 10,5 °C, styczniowa −1,4 °C, a lipcowa 20,5 °C. Roczne nasłonecznienie to 2100 godzin, a roczna suma opadów 570 mm. Przeważają wiatry północno-zachodnie.

## Pochodzenie nazwy
Nazwa pochodzi z okresu Arpadów od imienia osobowego Koch, Kocs lub Kos. Miejscowość otrzymała swą nazwę od niegdysiejszego właściciela.

## Historia

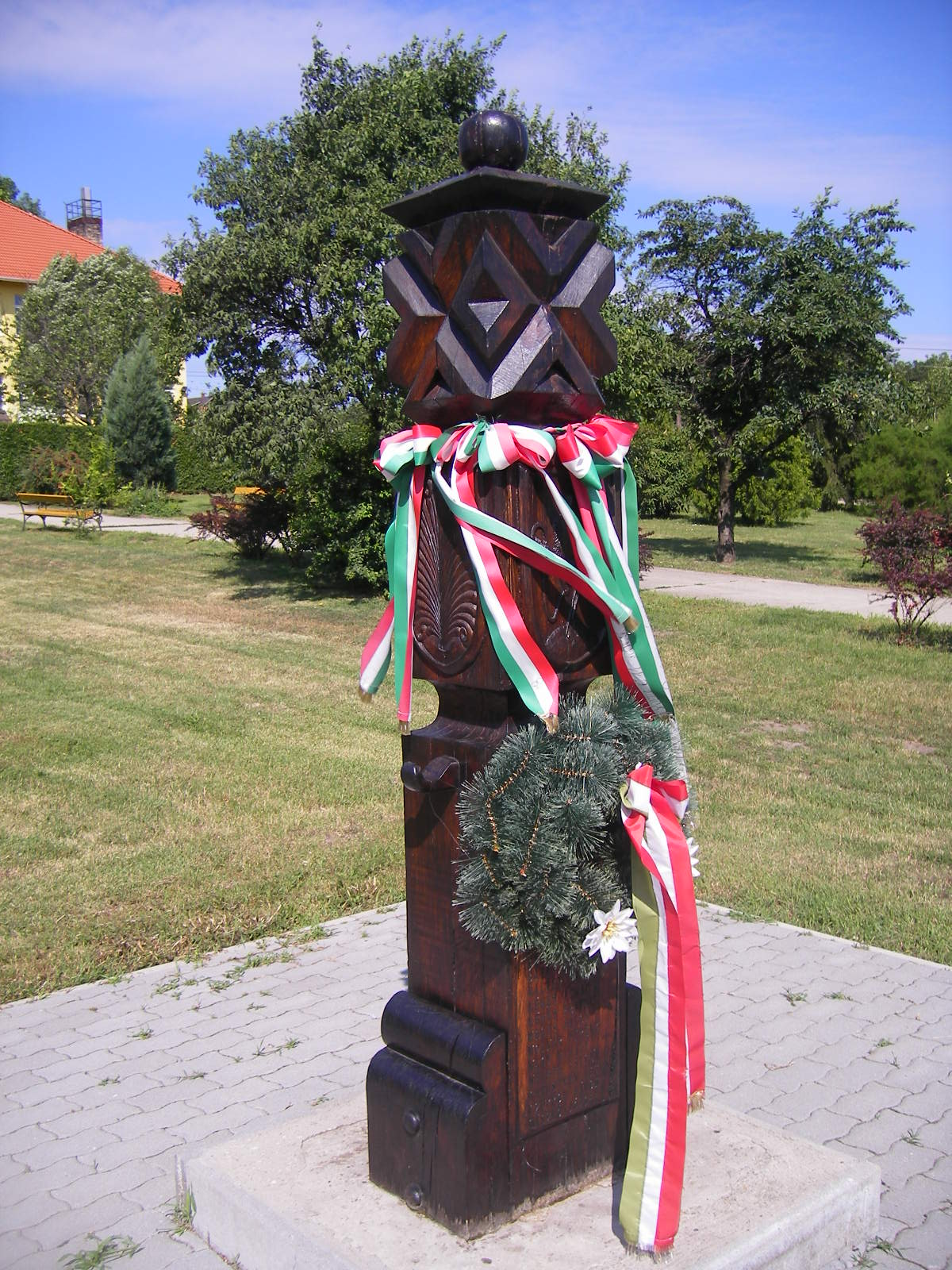
Pamiątkowy drewniany obelisk w parku

### Początki
Na podstawie badań archeologicznych wiadomo, że miejsce było zamieszkane już w epoce brązu. Pierwsza wzmianka w dokumentach o mieście pochodzi z 1267 roku, z opisem granic sąsiedniego Tömördu, gdzie jego nazwę zapisano w formie Ruch, Kuch (występują również wzmianki z formami Kuch, KWCH, Koch i Kocs). W roku 1325 właścicielem Kocsu był Pál Fekete z Kocsu (Paul Niger de KWCH). Jego córka Margit, żona Olivéra Halápiego, była właścicielką obecnie nieistniejącej wsi Haláp, leżącej na granicy z Bajem. Dokumenty z tego okresu wspominają o podziale majątku Pála Feketego z Kocsu, według których połowę zostawia swojej córce Margit, synowi Lőrinczowi i wnukowi Jánosowi Halápiemu.
Zgodnie z tradycją, nazwa wyrabianych przez miejscowych kołodziejów wozów, tzw. koczów, pochodzi właśnie od nazwy tej miejscowości (niem.: Kutsche, ang.: coach, franc.: cocher). Istnieje szereg odmian kocza, jak na przykład karoca czy fiakier.

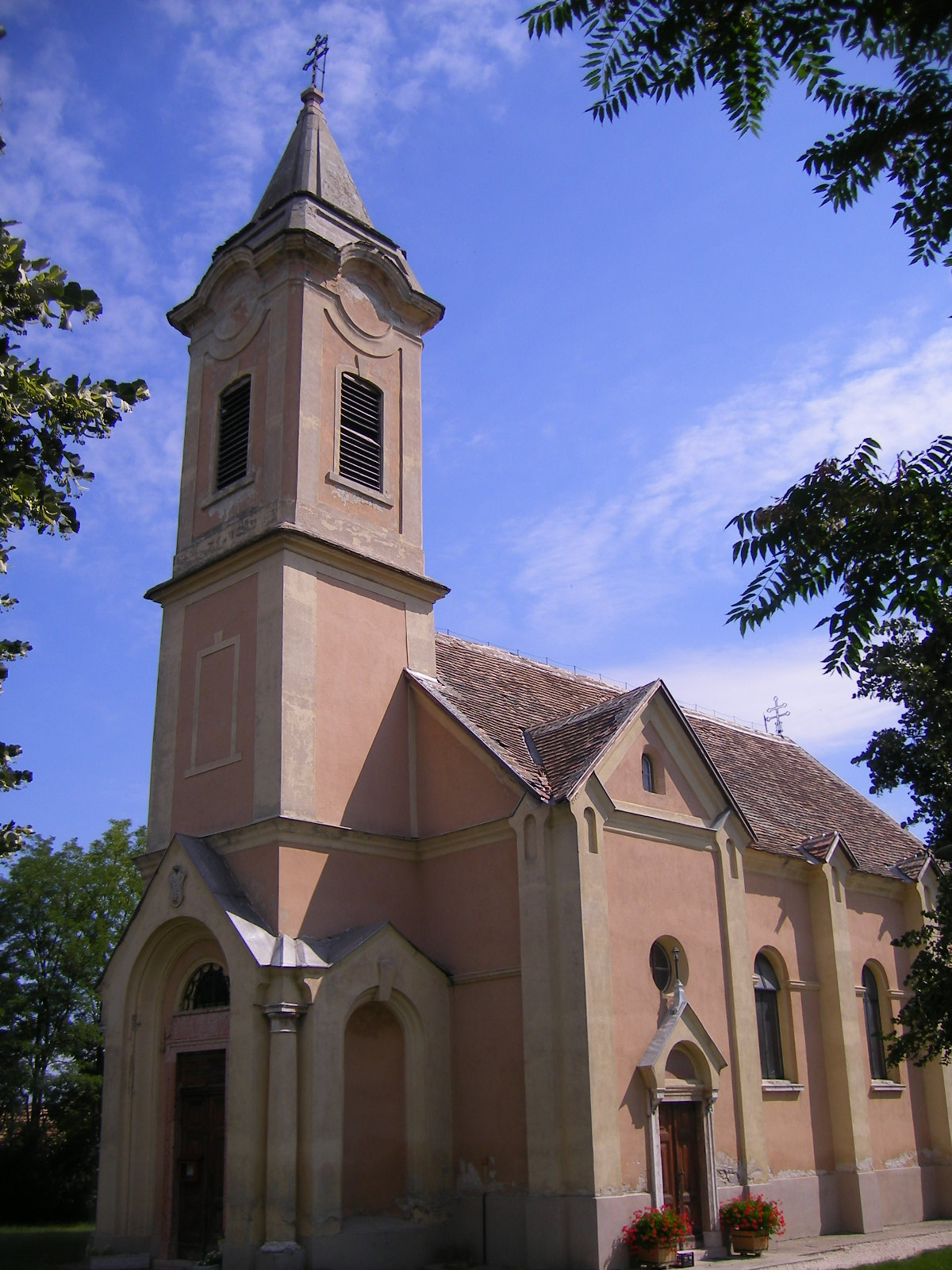
Kocs, kościół katolicki

### Kocs za Karola Roberta
Miejscowość, leżąca na ruchliwym skrzyżowaniu traktu z Budy do Wiednia oraz starej, jeszcze rzymskiej drogi łączącej Komárom z Székesfehérvárem, już wtedy była stacją postojową, na której wymieniano konie, a działający tu wytwórcy wozów byli szeroko znani. W 1332 roku wieś była już własnością królewską. Karol Robert podarował wtedy miejscowość, wraz z prawem do cła Tamásowi, synowi Pétera Csóra, panowi zamków Csókakő oraz Gesztes i swojemu późniejszemu koniuszemu, jako nagrodę za bohaterski czyn w czasie jesiennej wyprawy na Wołoszczyznę w 1330 roku przeciwko hospodarowi Basarabowi I. W dziele Magyar Nemzet Története opisano to tak: Tamás Csór, syn Pétera Csóra oddał królowi, „którego koń ze zmęczenia zaczął się narowić”, swojego konia, aby król mógł uratować swoje życie.
W czasach Karola Roberta, a zatem i w czasie, gdy właścicielem Kocsu był Tamás Csór, pojawiła się pierwsza wzmianka o karocy (currus mobilis). János Küküllei opisuje jako świadek karocę pogrzebową króla z 1342 roku, która już wtedy określana jest jako węgierski wóz resorowany.
Zapiski z 1343 roku wspominają, że wdowa po królu Karolu Robercie, królowa Elżbieta pojechała do Neapolu karocą ciągnioną przez 4 konie, a potem, jeszcze w tym samym roku, w opisie podróży matki króla Ludwika Wielkiego z Neapolu do Rzymu możemy przeczytać o karocy (currus mobilis) ciągniętej przez 6 koni. Ludwik Wielki w liście z 1372 roku pisał już o wozie wiszącym na pasach: Post ipsam curram pendentem transmittere. Po śmierci Ludwika Wielkiego wspomina się już obydwa pojazdy: wóz i karocę w związku z podróżą królowych Elżbiety i Marii, które w otoczeniu przedstawicieli rodu Garai podróżowały z Budy do Dzsakováru.

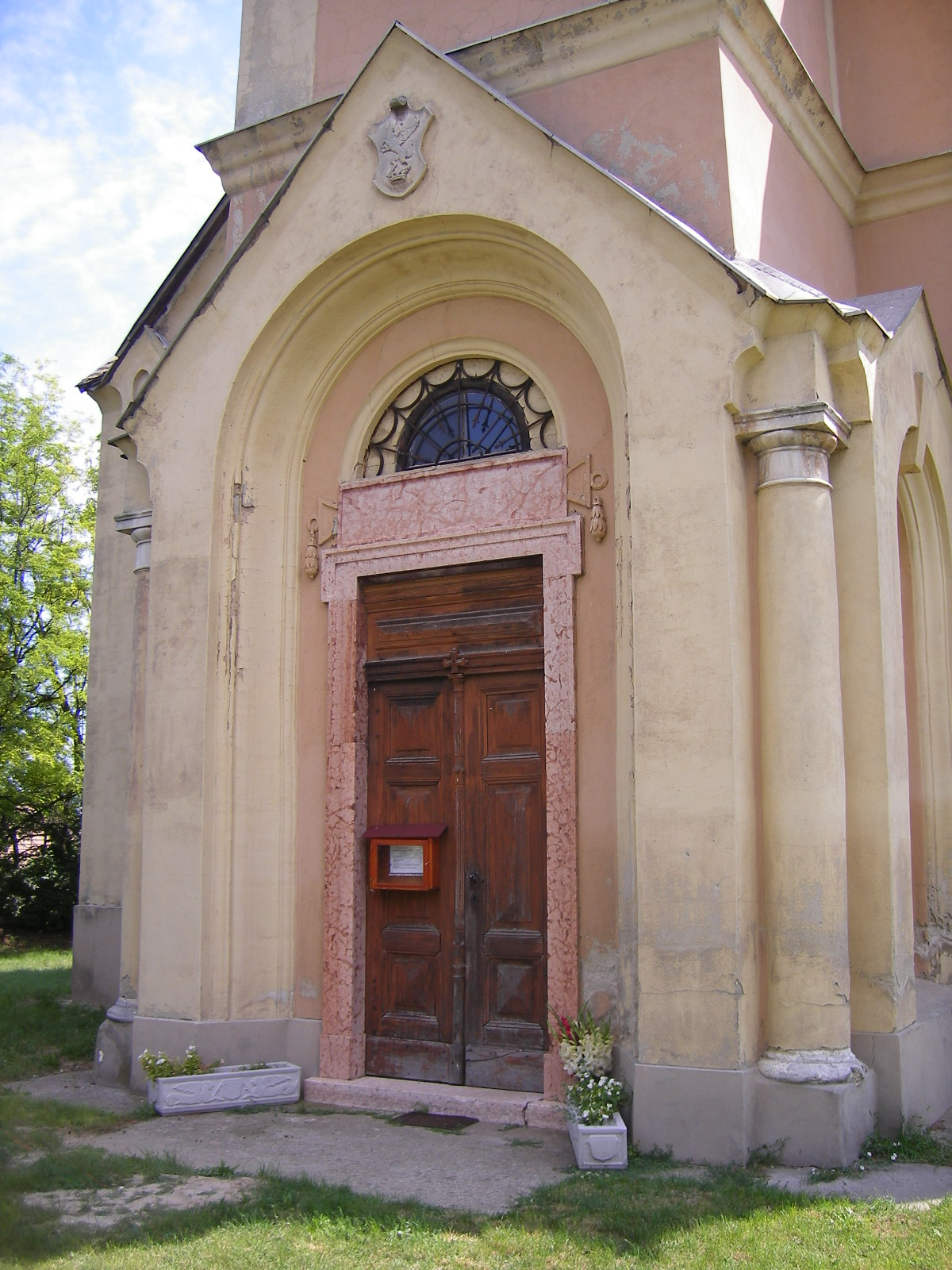
Wejście do kościoła katolickiego wybudowanego na podstawie projektu Jakaba Fellnera. Powyżej widoczny herb Esterházych

Po 1414 roku Kocs jest już wymieniany jako własność Dénesa, syna bana László Losoncziego z rodziny Bánffy z Losoncu, który poprzez małżeństwo z Anną, córką Jánosa Genyő, żupana komitatów Komárom i Kraszna wszedł w posiadanie dóbr w Felsővalkó. Dénes Losonczi wychowywał się na dworze Marii, córki Ludwika Wielkiego, która później została żoną Zygmunta Luksemburskiego.

### Kocs za Zygmunta Luksemburskiego
W 1421 roku król Zygmunt wymienił wieś Kocs za zamek Hunyad (późniejszy Bánffyhunyad) z rodziną Losonczy-Bánffy. W dokumencie wystawionym 23 czerwca 1421 roku monarcha przekazuje, poprzez kapitułę z Vasváru, własność miejscowości Kocs i Teke-Földe członkom rodziny Kocsy: Pergintowi, Imremu i Andrásowi, która w ten sposób dostała się do kategorii rodzin-donatariuszy.
Ponadto w tym samym roku członkowie rodziny Kocsi otrzymali: Pál – leżące w komitacie Vas posiadłości Olad i Si(j)e, królewski stolnik András w zamian za zasługi i za leżącą w komitacie Zala wieś Újbécs (Új-Bécs) pustki zwane Kónyadobroncza (Kónya-Dobroncza) i Pet, których właścicielami były wcześniej wymarłe bezpotomnie rodziny Kónyadobronczai i następnie Sitkei, a potem za obie te posiadłości wieś Mihályfalva (Keszegmihályfalva) w komitacie Veszprém, po również bezpotomnie zmarłym Mihályu Keszegu.
W tym czasie kołodzieje ze wsi Kocs przygotowali dla Elżbiety, córki króla Zygmunta i austriackiego księcia Albrechta powóz ślubny, będący krytym wozem ze skrzynią zawieszoną na pasach.
Ze ślubnego pojazdu zachowało się górne pudło ozdobione herbami narzeczonych, które można zobaczyć w muzeum w Grazu.
W 1432 roku Kocs był ponownie własnością króla Zygmunta, który właśnie wtedy podarował go swojemu łowczemu Lőrincowi Héderváriemu. W jego posiadaniu Kocs pozostał do śmierci, a potem odziedziczyli go synowie, Imre i Miklós. Później został własnością króla Macieja Korwina i jego syna Jana Korwina.

### Kocs za Macieja Korwina
W połowie XV w czasach Macieja Korwina, w leżącym przy głównym szlaku komunikacyjnym łączącym Budę z Wiedniem Kocsu, miejscowi mistrzowie kołodziejstwa zaczęli wyrabiać lekki, wyposażony w dotychczas niestosowane ulepszenia, trójkonny wóz, zwany po węgiersku kocsiszekér, który rozsławił nazwę miejscowości (na przykład w Polsce kocz) i do dziś słowem kocsi jest nazywany na Węgrzech prawie każdy pojazd czterokołowy, także samochód. Mistrzowie kołodziejstwa rozjechali się z Kocsu na teren całych ówczesnych Węgier, czerpiąc korzyści ze swojej wiedzy i produkując lekkie pojazdy podróżne na rynek krajowy i za granicę.
Od 1491 roku wieś należy przez pewien czas znowu do rodziny Hédervári. W latach 1516–1520 była własnością Bálinta Töröka z Enyingu. W 1520 roku odzyskała ją rodzina Hédervári.

### Czasy okupacji tureckiej
W 1526 roku rodzina Hédervári oddała Kocs w zastaw Benedekowi Batthyányemu. W 1553 roku otrzymują go z nadania królewskiego członkowie rodu Bakith, Pál Bakith i jego rodzeństwo. Od początku pierwszej dekady XVII w. ponownie jest własnością rodziny Török z Enyingu.
W 1594 roku Sinan Pasza, maszerując ze swoją dwustutysięczną armią z Taty w kierunku Győru, spalił wiele wsi, a między nimi także Kocs, natomiast uciekających mieszkańców pozabijał. Po tym tragicznym wydarzeniu wieś była niezamieszkana przez prawie 10 lat.
W 1612 roku jego właściciel, István Török z Enyingu, ponownie zasiedlił zniszczoną wieś.

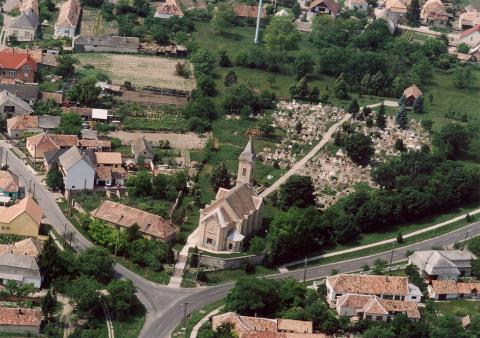
Widok z lotu ptaka

W 1622 roku trafia w posiadanie członka rodu Nyáry, Miklósa, w 1643 roku Istvána Zichyego, a 1659 roku Jánosa Pázmándyego (z Somodoru i Szomoru).
W 1683 roku armia Kara Mustafy, maszerująca spod Wiednia w kierunku Budy, spaliła wszystkie napotkane po drodze wsie wraz z Kocsem, a ich mieszkańców, zakutych w kajdany, uprowadziła w niewolę. Pamięć o tym zdarzeniu zachowała się do dziś w nazwie mostu znajdującego się na granicy wsi tzw. Sírók hídja, czyli mostu lamentów. Część mieszkańców uciekła przed nadchodzącymi Tatarami w pobliskie szuwary, którzy je podpalili, a schwytanych ludzi prowadzili w kajdanach przez ten właśnie most w niewolę.
W celu ponownego zaludnienia zdziesiątkowanej wsi jej posiadacz zastawny, István Zichy, sprowadził do niej rodziny z położonych na terenie obecnej Słowacji komitatów Pozsony, Nyitra i Bars, obiecując duże ulgi podatkowe. W spisie ludności z 1693 roku ponownie wymieniany jest jako własność rodziny Zichy.

### Między XVIII a XX wiekiem
W 1727 roku okolica trafiła w posiadanie rodziny Esterházych.
Po stłumieniu węgierskiego powstania w 1849 roku przez pewien czas była tu siedziba powiatu.
W wyniku komasacji przeprowadzonych w okresie międzywojennym powstały w okolicy 22 samodzielne farmy, przyczyniając się do jej rozwoju. Utrzymująca się z rolnictwa ludność wiejska w XX wieku zajmowała się i zajmuje do tej pory uprawą zboża konsumpcyjnego i paszowego, roślin przemysłowych (kukurydzy), owoców i hodowlą zwierząt.
Od lat 50. do zmiany ustroju głównym pracodawcą była rolnicza spółdzielnia produkcyjna, a usługami zajmowali się miejscowi rzemieślnicy. W czasach socjalizmu miejscowość była znana z tego, że jako jedna z pierwszych na Węgrzech zaczynała żniwa.
Najważniejszymi roślinami uprawnymi są kukurydza i pszenica, natomiast wśród zwierząt hodowlanych największe znaczenie ma trzoda chlewna, bydło i drób przyzagrodowy.

## Czasy współczesne
Największym przedsiębiorstwem w miejscowości jest spółdzielnia rolnicza Aranykocsi Rt. będąca jej głównym pracodawcą.
Kocs jest w pełni wyposażony infrastrukturalnie. Dostęp do sieci wodociągowej, gazowej, kanalizacyjnej i telefonicznej mają wszystkie gospodarstwa domowe. W 1996 roku wybudowano oczyszczalnię ścieków.
Samorząd zajmuje się prowadzeniem szkoły podstawowej z 14 klasami, przedszkola, ośrodka kultury i biblioteki. Klub sportowy ma własne boisko do piłki nożnej i inne potrzebne mu obiekty.
Opiekę medyczną zapewnia lekarz domowy, pediatra i pielęgniarka środowiskowa.

## Obiekty zabytkowe
- Kościół rzymskokatolicki.

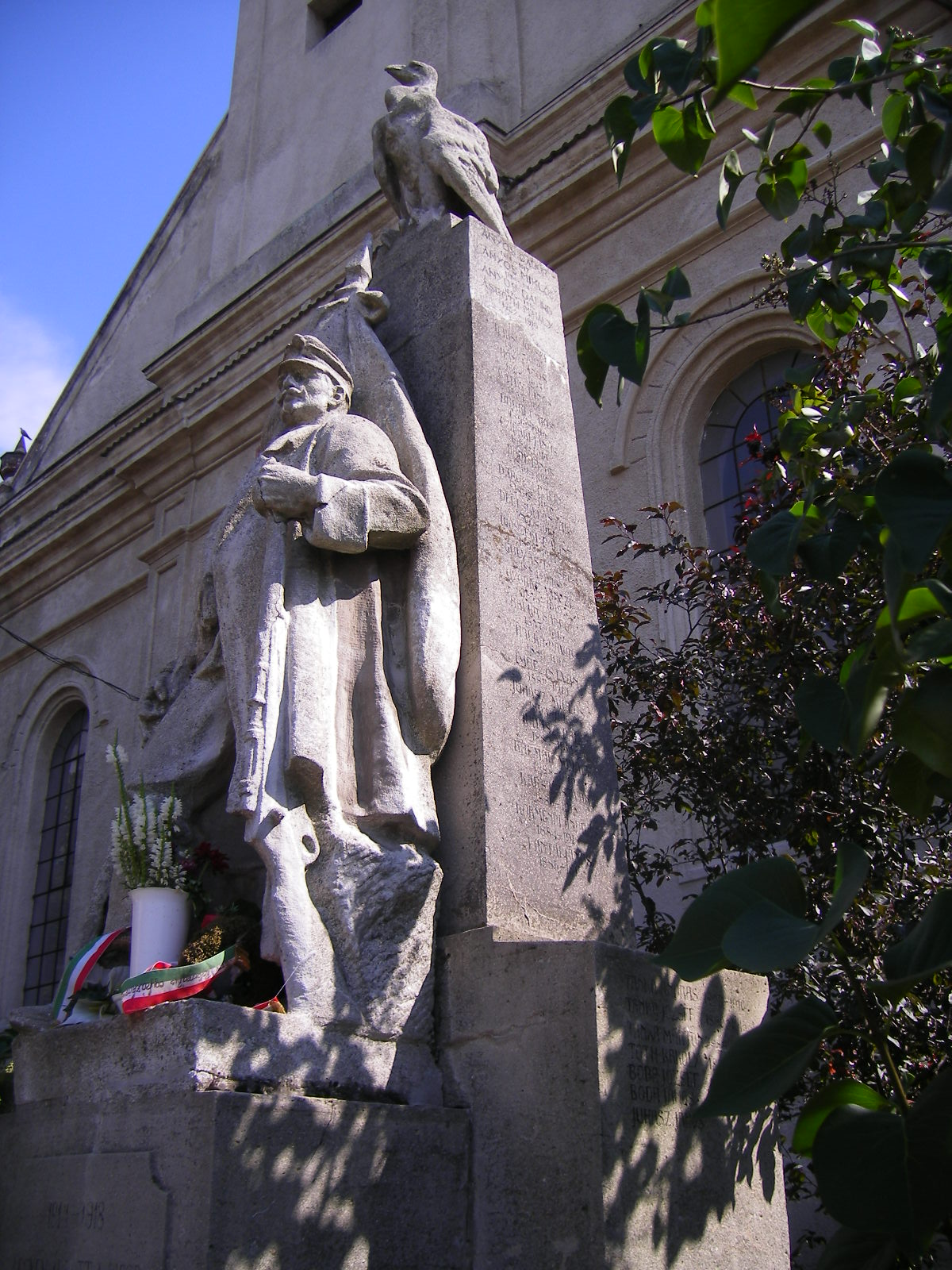
Pomnik poświęcony I wojnie światowej przed kościołem ewangelickim

Zgodnie z zapisem pochodzącym z 1325 roku kościół pod wezwaniem św. Michała został wybudowany w najwyższym punkcie wsi, prawdopodobnie w stylu romańskim.
Po okupacji tureckiej przejęli go ewangelicy, zasiedlający wyludnioną wieś. Po pewnym czasie właściciel tutejszych dóbr József Esterházy zwrócił go katolikom, których liczba znacząco wzrosła. W 1748 roku odnowiono go według projektu Jakaba Fellnera. Rok później Fellner wybudował obok kościoła plebanię w stylu barokowym. Budynek ten po długim okresie popadania w ruinę, został w 2007 roku, zgodnie z inicjatywą mieszkańców, przekształcony w Plébániaház Múzeum. Muzeum zostało utworzone przez miejscowych mieszkańców, którzy również darowali wystawiane w nim przedmioty.
W 1759 roku obok kościoła wybudowano barokową wieżę, także na podstawie planów Jakaba Fellnera. Zlecenie na jej budowę wydał hrabia Miklós Esterházy. W 1880 roku dokonano przebudowy wieży w stylu eklektycznym, a więc do stanu, w którym znajduje się do dziś. Obecnie w kościele odprawiane są msze i odbywa się nauka religii.
- Kościół ewangelicki. W 1746 roku ewangelicy otrzymali pozwolenie na budowę domu modlitwy. Budynek został uszkodzony w 1783 roku wskutek trzęsienia ziemi. Przedmioty kultu znajdujące się w kościele pochodzą z XVII i XVIII wieku[18].

- Tekevár. Najstarszym i dotychczas nieprzebadanym zabytkiem jest grodzisko, które zostało wzniesione około 300 lat przed przybyciem Węgrów przez lud nomadów. Obecnie jest tam widoczne tylko ziemne wzniesienie[19].
- Karczma rządowa: zaprojektowana i wybudowana w 1769 roku, na podstawie projektu Jakaba Fellnera[20].
- Barokowy dwór: wybudowany w 1830 roku i przebudowany dwadzieścia siedem lat później budynek dworu. Obecnie siedziba Urzędu Gminnego.[potrzebny przypis]
- Muzeum Powozów[21].
- Zabytkowy dom: w 1996 roku wyremontowano chłopską chałupę i urządzono w niej ekspozycję poświęconą historii miejscowości i okolicy[22].

## Tradycje
- Zawody w pchaniu wozów

W 1999 r. urządzono po raz pierwszy, a dzisiaj już tradycyjne, zawody w pchaniu wozów. Pomysł imprezy pochodzi z faktu, że miejscowi kołodzieje i kowale wymyślili i zaczęli wyrabiać kocsi, czyli lekki powóz. Oprócz uczestników zza granicy w tych niezwykłych zawodach biorą udział przedstawiciele okolicznych miejscowości. Zadaniem zawodników jest przepchnięcie po pagórkowatej drodze ważącego min. 380 kg powozu od skraju miejscowości do znajdującego się w centrum Domu Wiejskiego.

## Ludzie związani z Kocsem
Osoby, które urodziły się w tej miejscowości lub były z nią związane w inny sposób:
- Zsigmond Bátky (ur. 1874, Kocs – zm. 1939, Budapeszt) – naukowiec, etnograf
- József Kemenes Kempf (ur. 1854, Kocs – zm. 1922 Szend) – nauczyciel i dyrektor gimnazjum, filolog klasyczny, tłumacz
- Bálint Kocsi Csergő (ur. 1647, Kocs) – znaczący przedstawiciel węgierskiej, barokowej tzw. literatury galerniczej, duchowny protestancki
- János Kocsi Csergő (ur. 1648, Kocs – zm. 1711, Debreczyn) – biskup protestancki, teolog, poeta
- Sámuel Halka (ur. 1817, Kocs – zm. 1886, Kadarkút, 1886) – duchowny protestancki
- Dávid Sebestyén (ur. 1844, Kocs – zm. 1919, Pápa, 1919) – nauczyciel
- Mór Kóczán (ur. 1885, Kocs – zm. 1972, Alsógöd) – lekkoatleta, brązowy medalista w rzucie oszczepem, duchowny protestancki
- Imre Vincze (ur. 1926, Kocs – zm. 1969, Budapeszt) – kompozytor,
- Imre Vincze (ur. 1891, Kalotaszentkirály – zm. 1979, Kocs) – organista, rektor akademicki.

## Park pamięci Bálinta Kocsi Csergő
Bálint Kocsi Csergő skazany na galery protestancki kaznodzieja, urodzony w Kocsu, tak napisał w roku 1713, w wieku 77 lat, w swoich wspomnieniach:

…urodziłem się w 1647 roku w Kocsu w komitacie Komárom, od którego wziąłem swój przydomek. Nasz świętej pamięci książę, stary György Rákóczi, w tym właśnie roku odzyskał dla wiary protestanckiej dziewięćdziesiąt kościołów.

Wieś ta, jakby chciała naśladować historię Węgier, to znika z powierzchni ziemi, to zmartwychwstaje. Na początku wieku żołnierze Kara Mustafy spalili ją i opustoszała, a tylko obok jeziora Kápolna pozostało kilka powalonych ceglanych ścian, mieszkańców zakuli w niewolnicze kajdany i uprowadzili.

Kocs popadł w stan nędznego i utajonego życia, a jego pan wydał obwieszczenie, w którym obiecywał sześcioletnie zwolnienie z podatków i pańszczyzny tym, którzy przeprowadzą się do wsi, ale nie znalazł chętnych. Z Małej Kumanii sprowadził tu rodziny osadnicze, a między nimi i moich przodków. Jeszcze mój dziadek zachował słodką wymowę stron rodzinnych przez „ö”. …

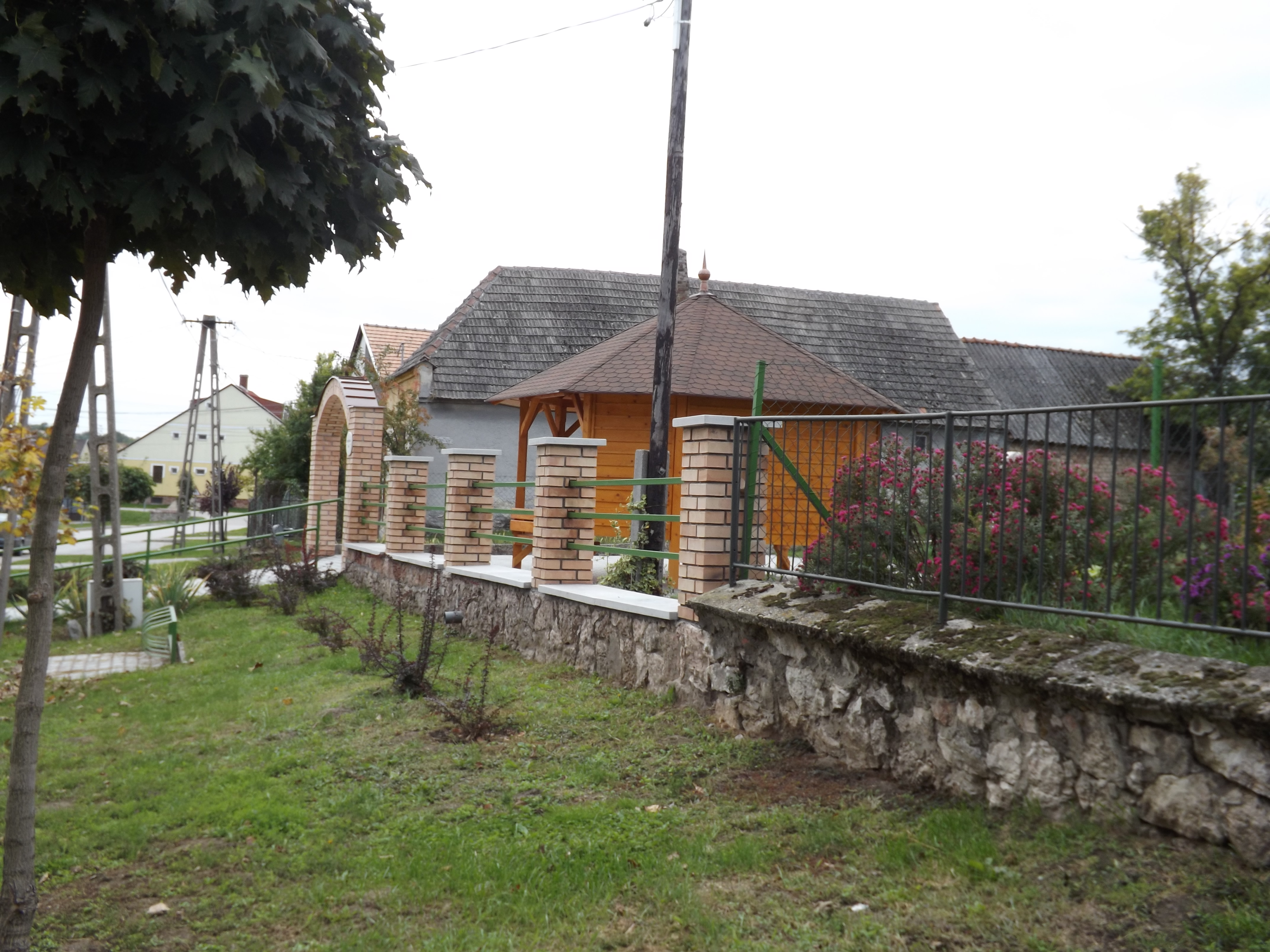
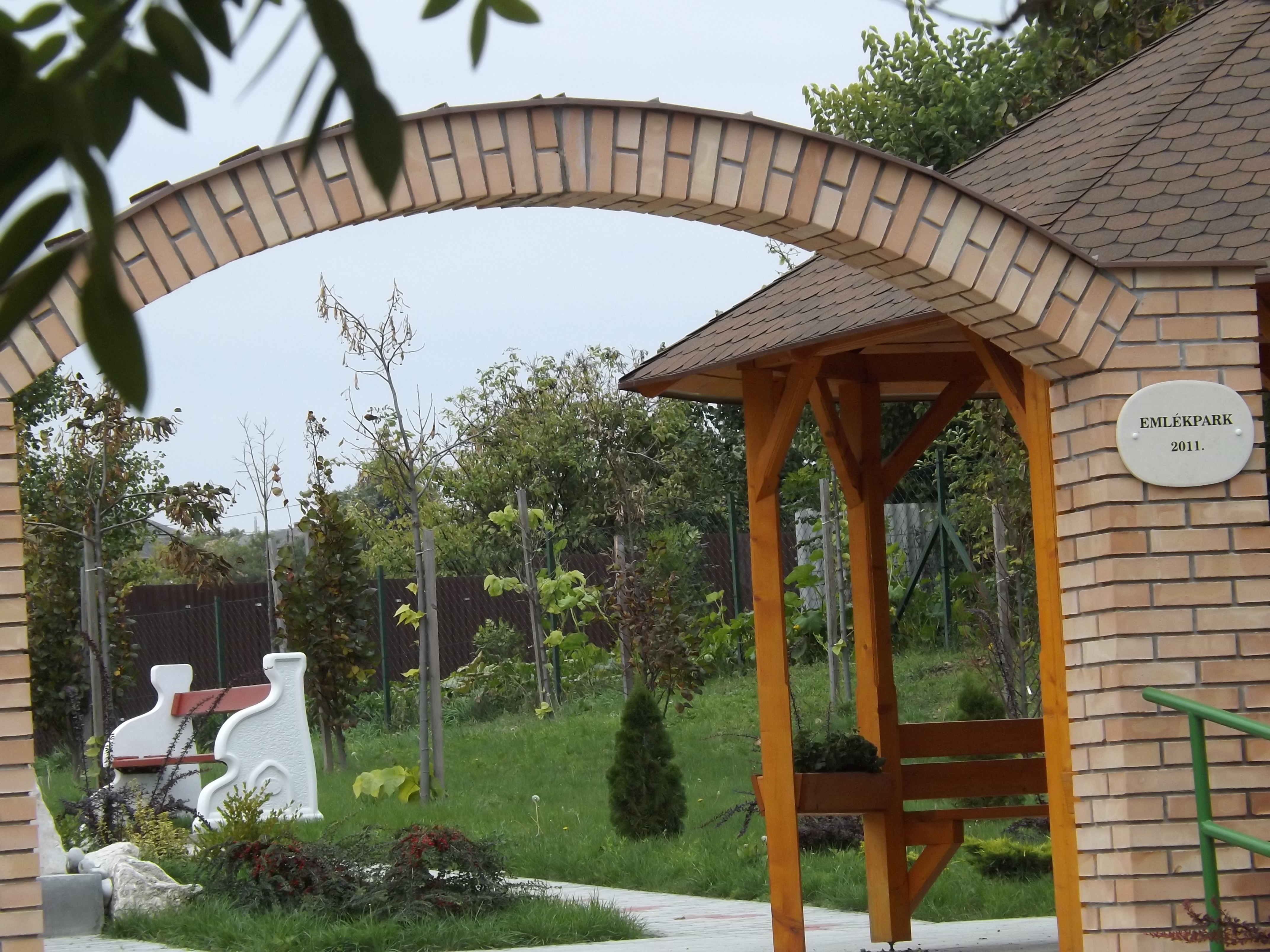
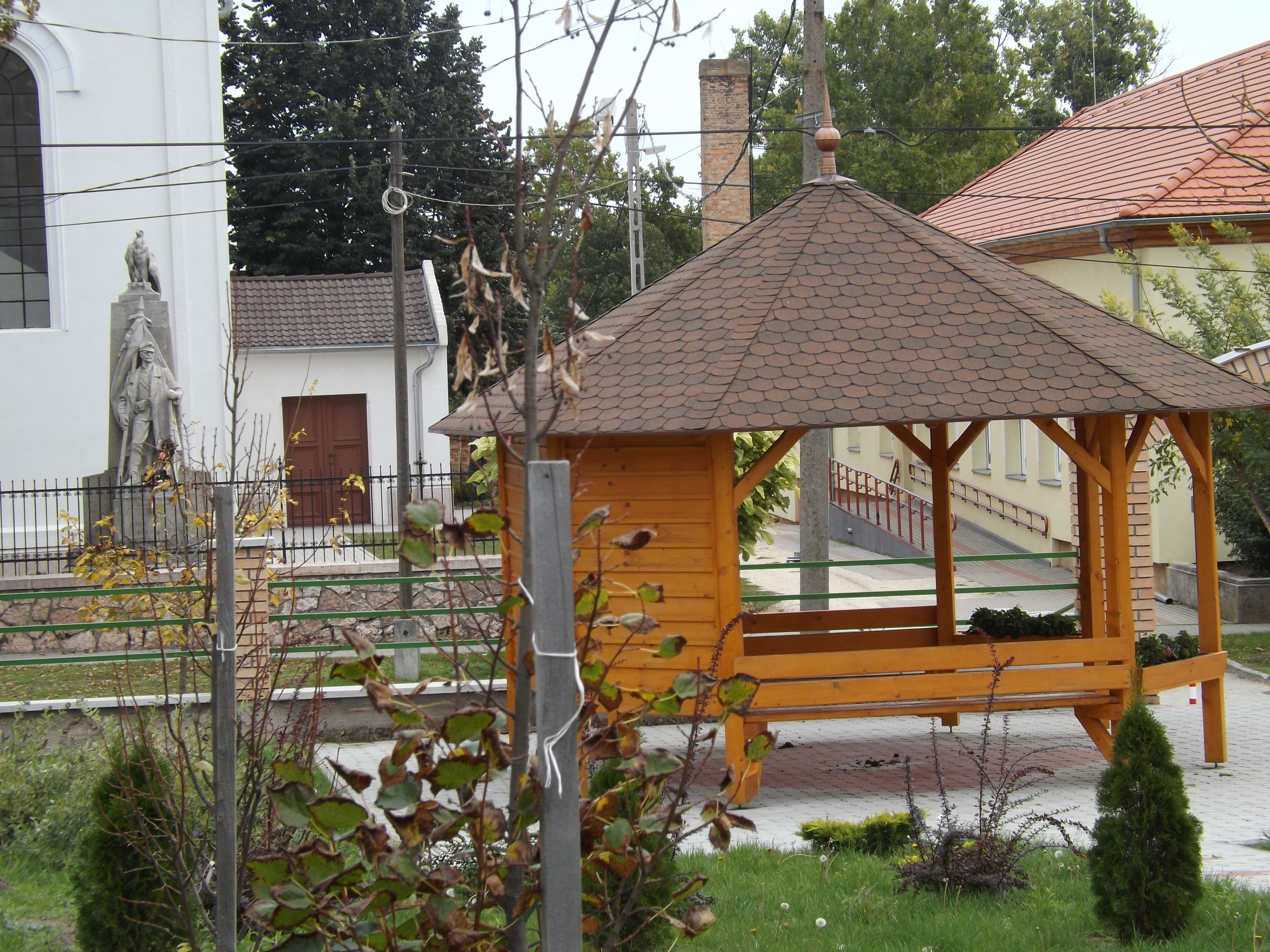
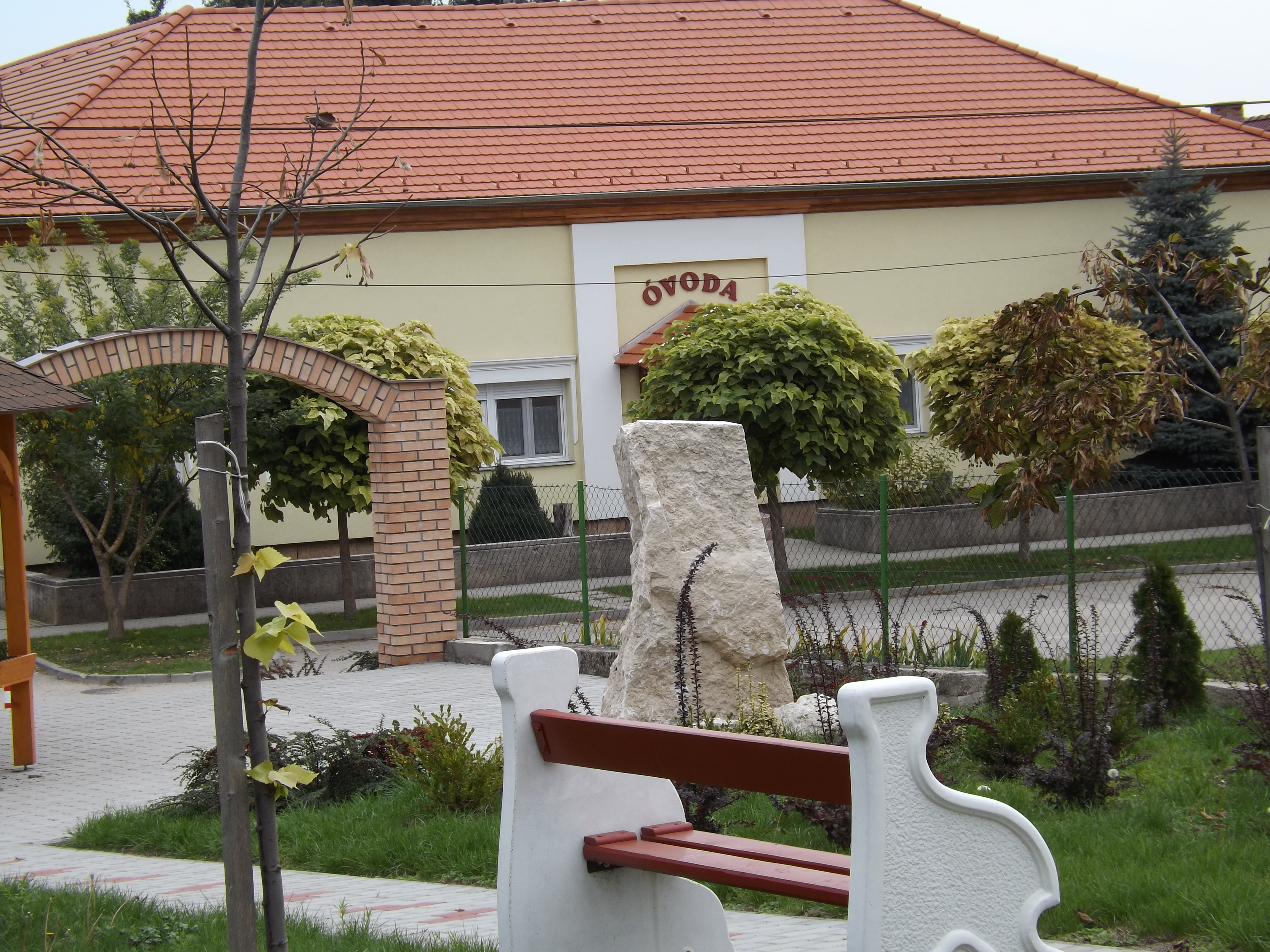
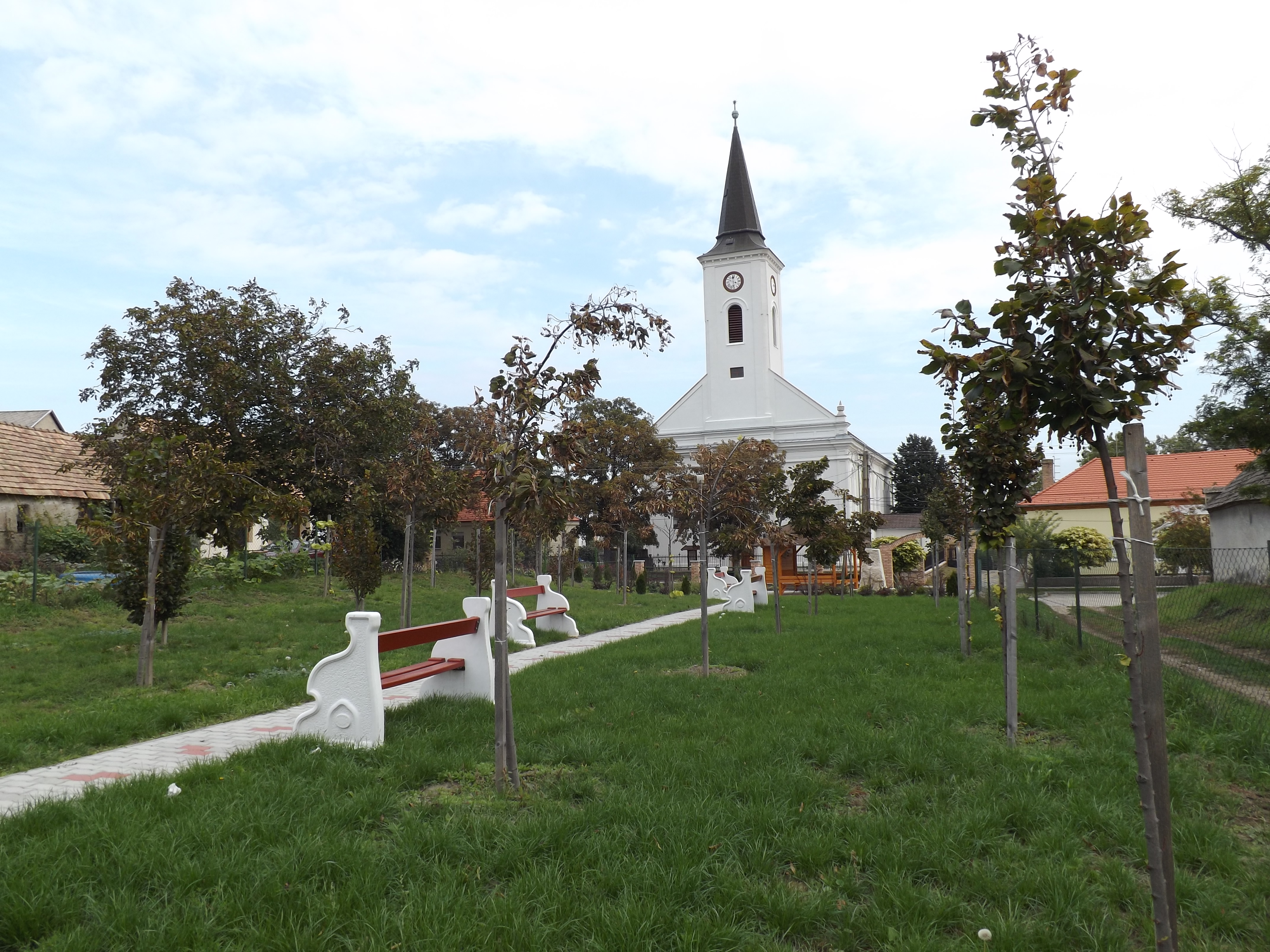
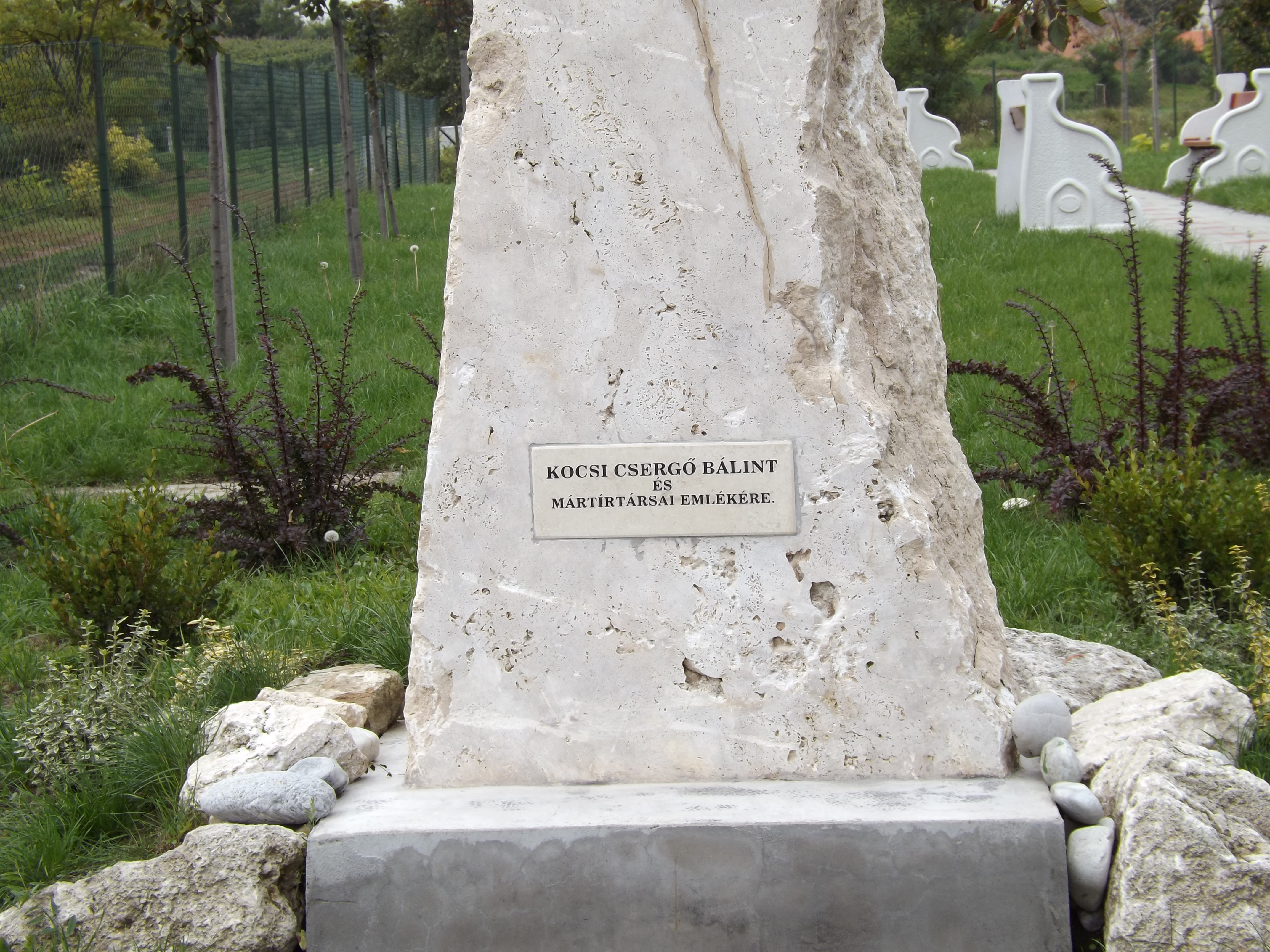
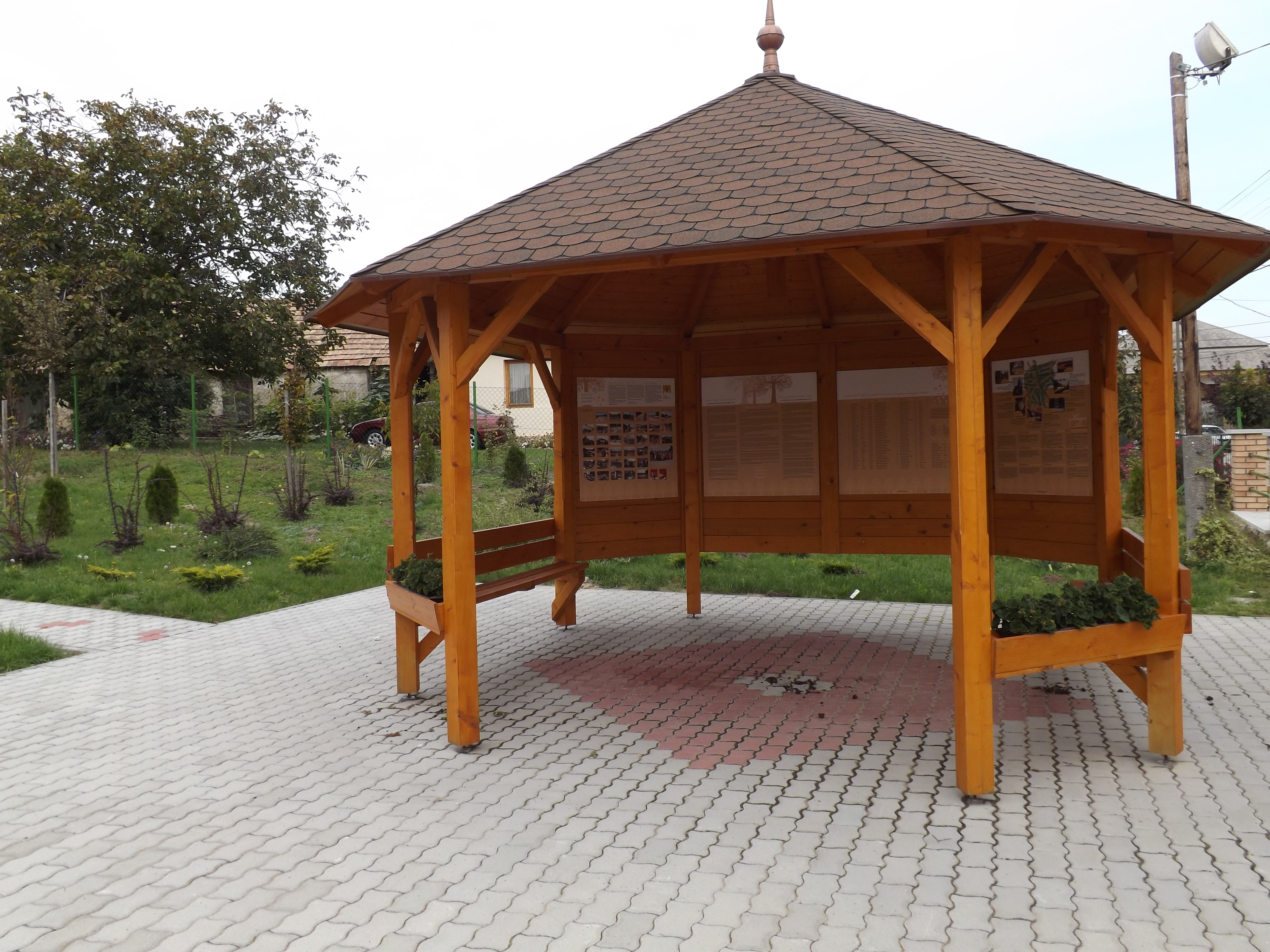
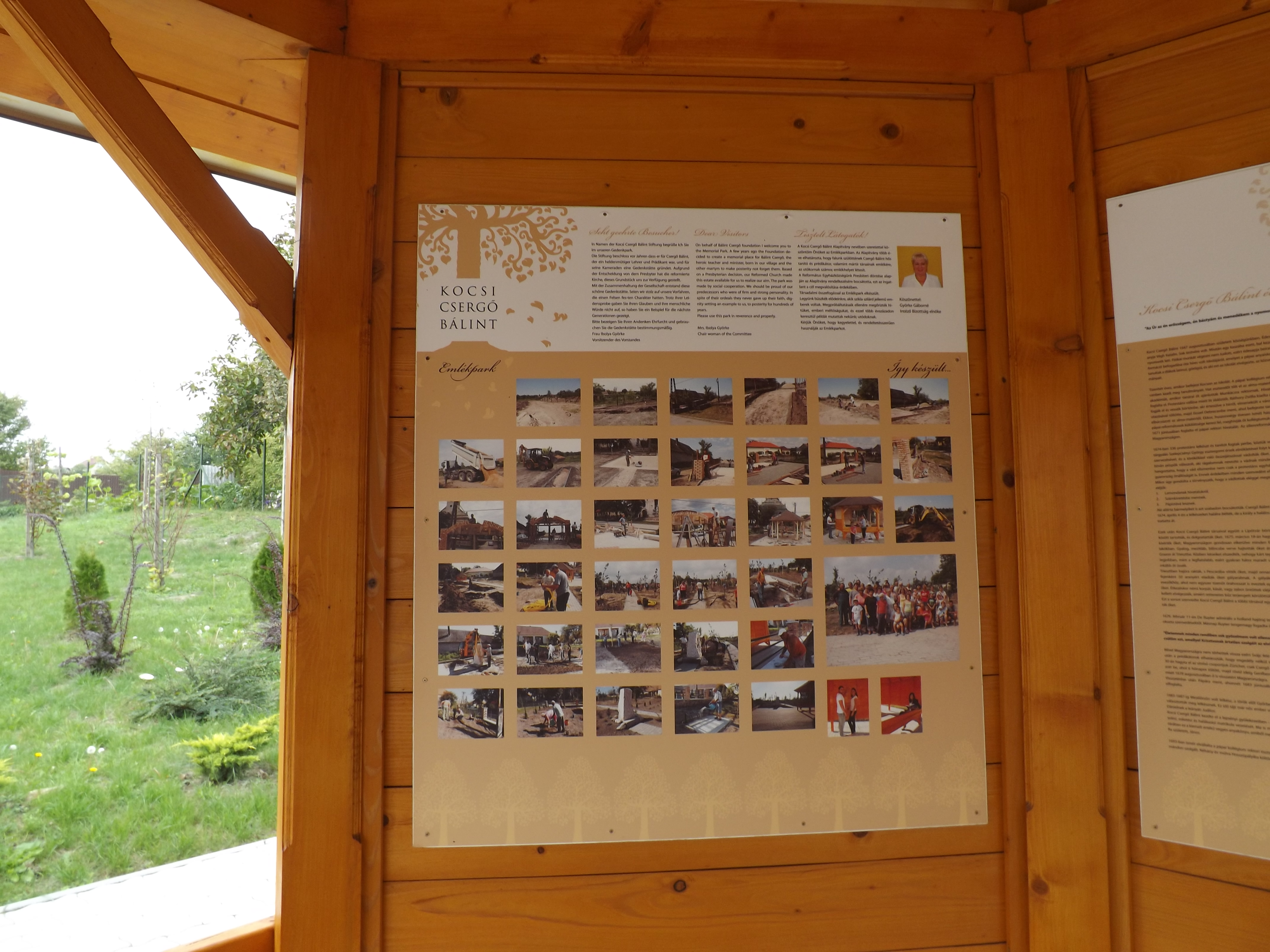
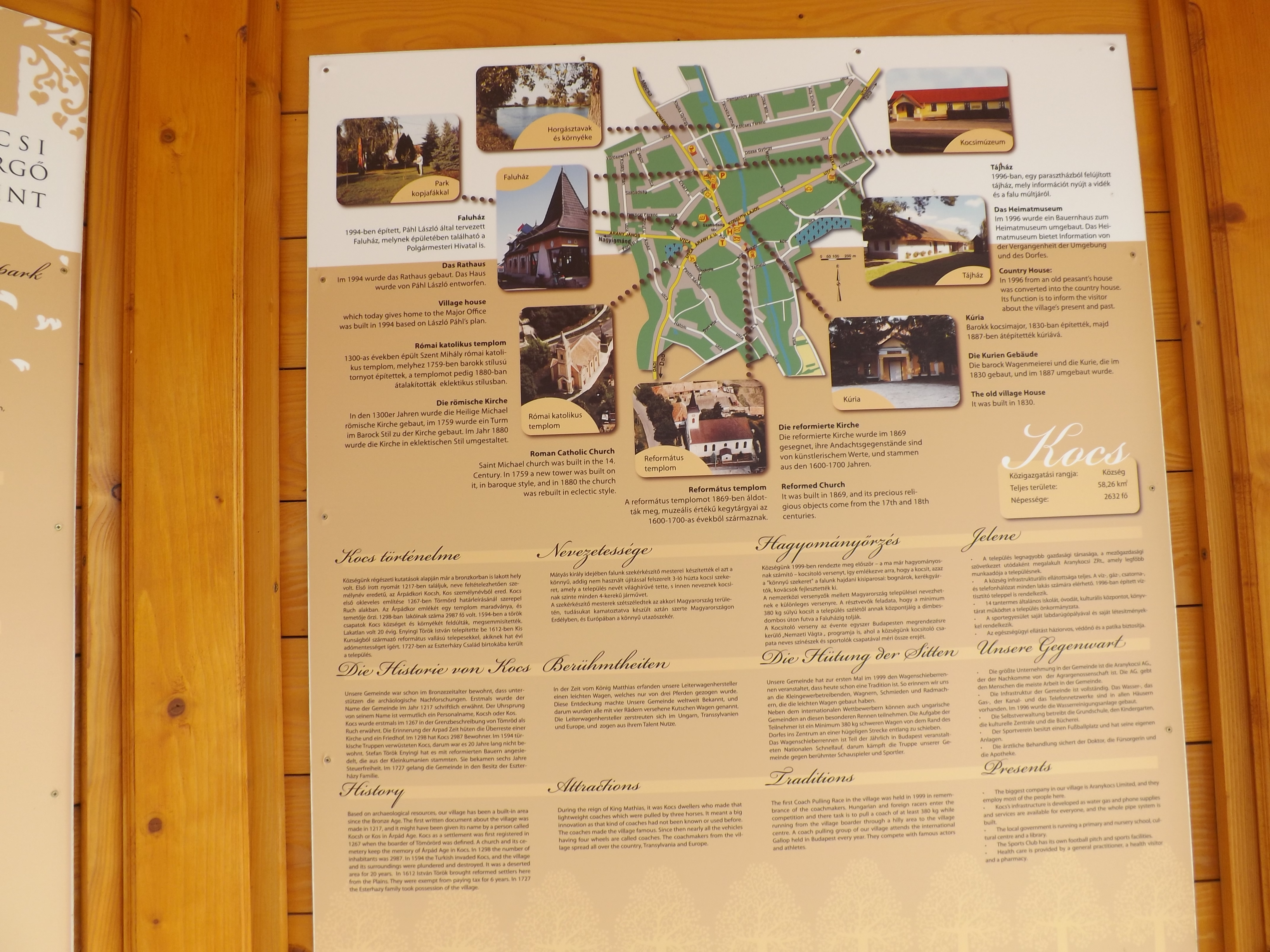
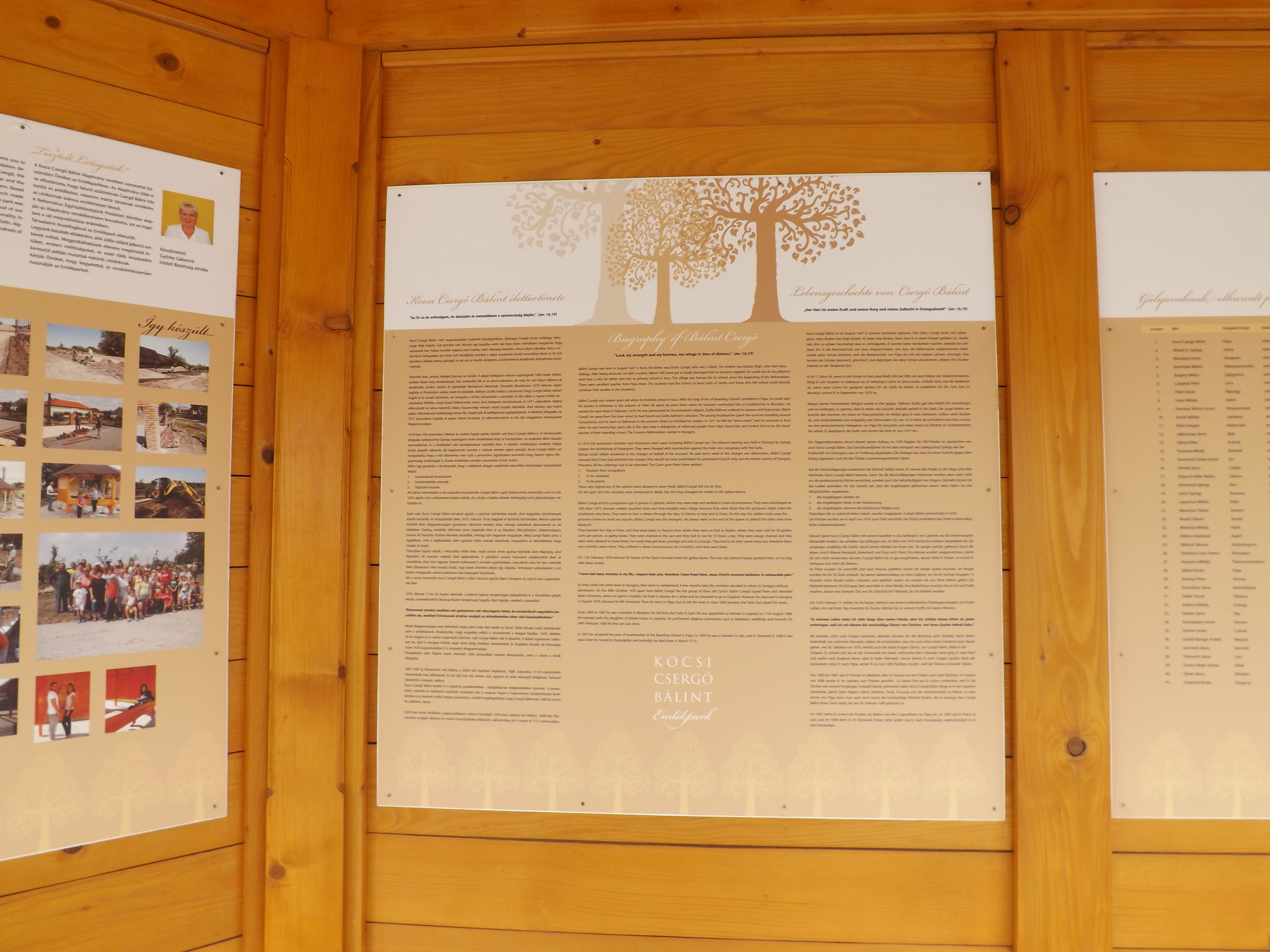
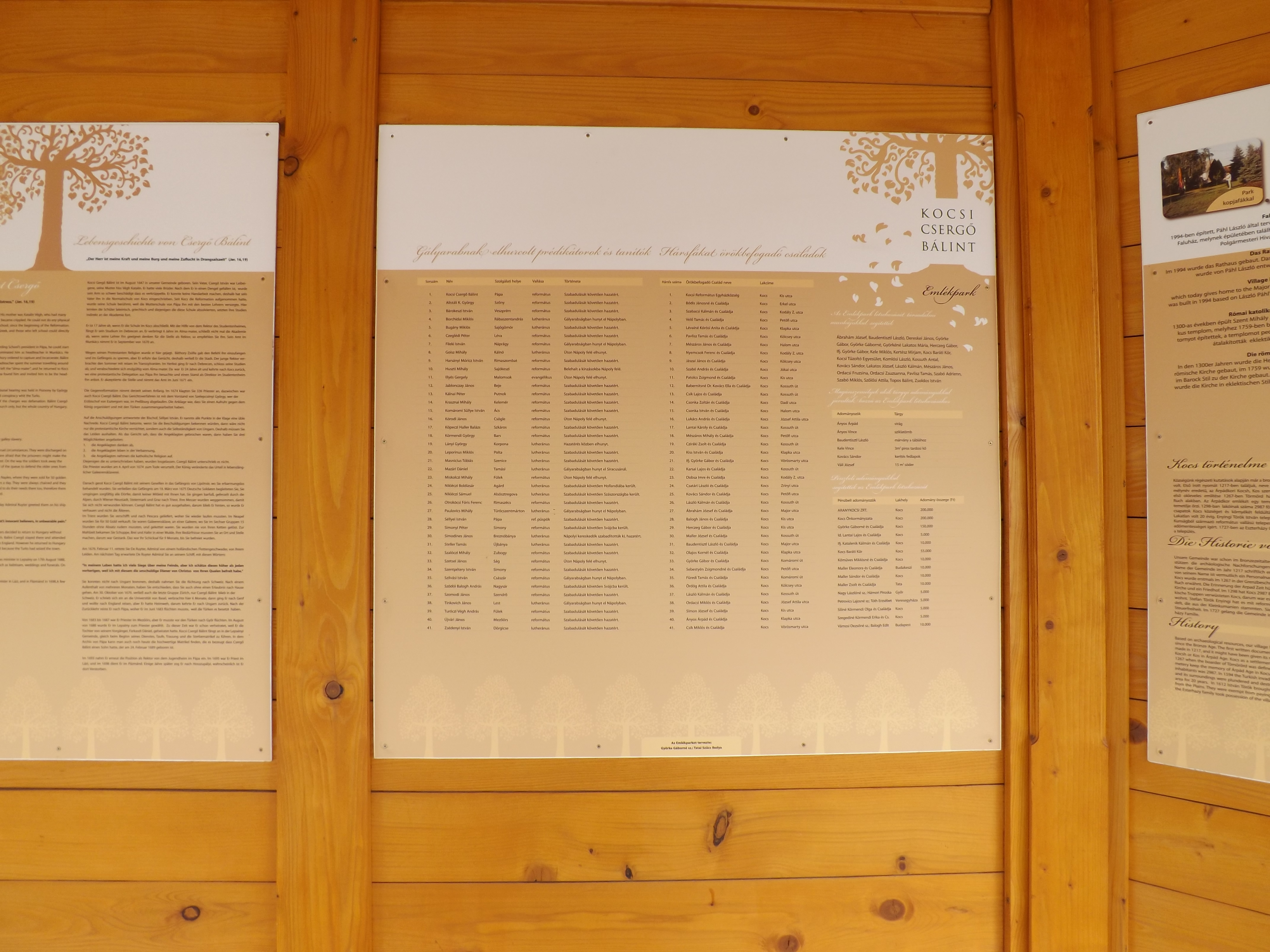

## Źródła gorzkiej wody
Na południowym skraju wsi położona jest jej część zwana Sóstó, w której wypływają źródła gorzkiej wody. Ze źródeł tryska na powierzchnię gorzka woda o najwyższym stężeniu soli gorzkiej w Europie.
Lecznicze działanie wody z tych źródeł znali już i korzystali z niego Rzymianie. Mieszkańcy pobliskiego miasta Brigetio z III w. n.e., położonego w dzielnicy Ószőny obecnego Komáromu, korzystali z leczniczych właściwości tej wody, stosując ją zarówno do kąpieli, jak i do picia. Przetrwałe do naszych czasów przekazy pisane wspominają o leczniczych właściwościach gorzkiej wody ze źródeł. Ponowne odkrycie zapomnianych źródeł związane jest z nazwiskiem Antala Schmidthauera, aptekarza z Komáromu, który w 1862 roku, na podstawie badań swojego syna Lajosa, odkrył lecznicze właściwości tych wód.
Analiza chemiczna gorzkich wód przeprowadzona przez nauczyciela chemii Vilmosa Hankó wykazała, że w większości ujęć woda jest tak bogata w magnez, że jest unikatem nie tylko na Węgrzech, ale i na całym świecie. Siarczan magnezu jest najważniejszym składnikiem czynnym gorzkiej wody, a na podstawie dotychczasowej wiedzy jego zawartość w tutejszych źródłach jest około siedemnaście razy większa niż w innych, dotychczas znanych.
Woda ze źródeł charakteryzowała się nadzwyczajną czystością, ponieważ studnie znajdowały się stosunkowo daleko od wsi i wody mineralne powstające w powierzchniowych warstwach gleby były pozbawione zanieczyszczeń.
Od lat 60. XIX w. do 1945 roku wodę z gorzkich źródeł sprzedawano pod nazwą Hunyadi Mátyás Keserűvíz (Gorzka woda Macieja Hunyadiego).
Po 1945 roku ze względu na zmiany granic, cała okolica trafiła administracyjnie do gminy Nagyigmánd i woda była sprzedawana pod nazwą Igmándi keserűvíz do połowy lat 60. XX wieku, kiedy rozlewnię w Komáromie zlikwidowano.

## Wartości przyrodnicze

### Flora
Na lessowych glebach pokrywających doliny zamknięte przez otaczające wieś wzgórza rozwinęła się bogata, zasługująca na ochronę szata roślinna, której fragmenty zachowały się do dziś w dolinie Hosszúvölgy, Badacsony i Bírósági dűlő (Györke gurjal).
Do rodzimych na tym terenie roślin należą, zaliczane do zagrożonych gatunki: krokusa (Crocus reticulatus), żeleźniak (Phlomis tuberosa), miłek (Adonis vernalis), dyptam jesionolistny (Dictamnus albus), chronione: storczyk purpurowy (Orchis purpurea), jaskier illiryjski (Ranunculus illyricus), kosaciec niski (Iris pumila, Jurinea mollis) z podrodziny Carduoideae, chaber (Centaurea canescens), oman (Inula oculus-christi), głowienka wielkokwiatowa (Prunella grandiflora), czosnek główkowaty (Allium spaerocephalon), goździk (Dianthus giganteiformis).
Na chronionych obszarach rośnie również ostnica włosowata (Stipa capillata), ożanka właściwa (Teucrium chamaedrys), krzyżownica czubata (Polygala comosa), traganek długokwiatowy (Astragalus onobrychis), sparceta piaskowa (Onobrychis arenaria) oraz pajęcznica gałęzista (Anthericum ramosum L.).

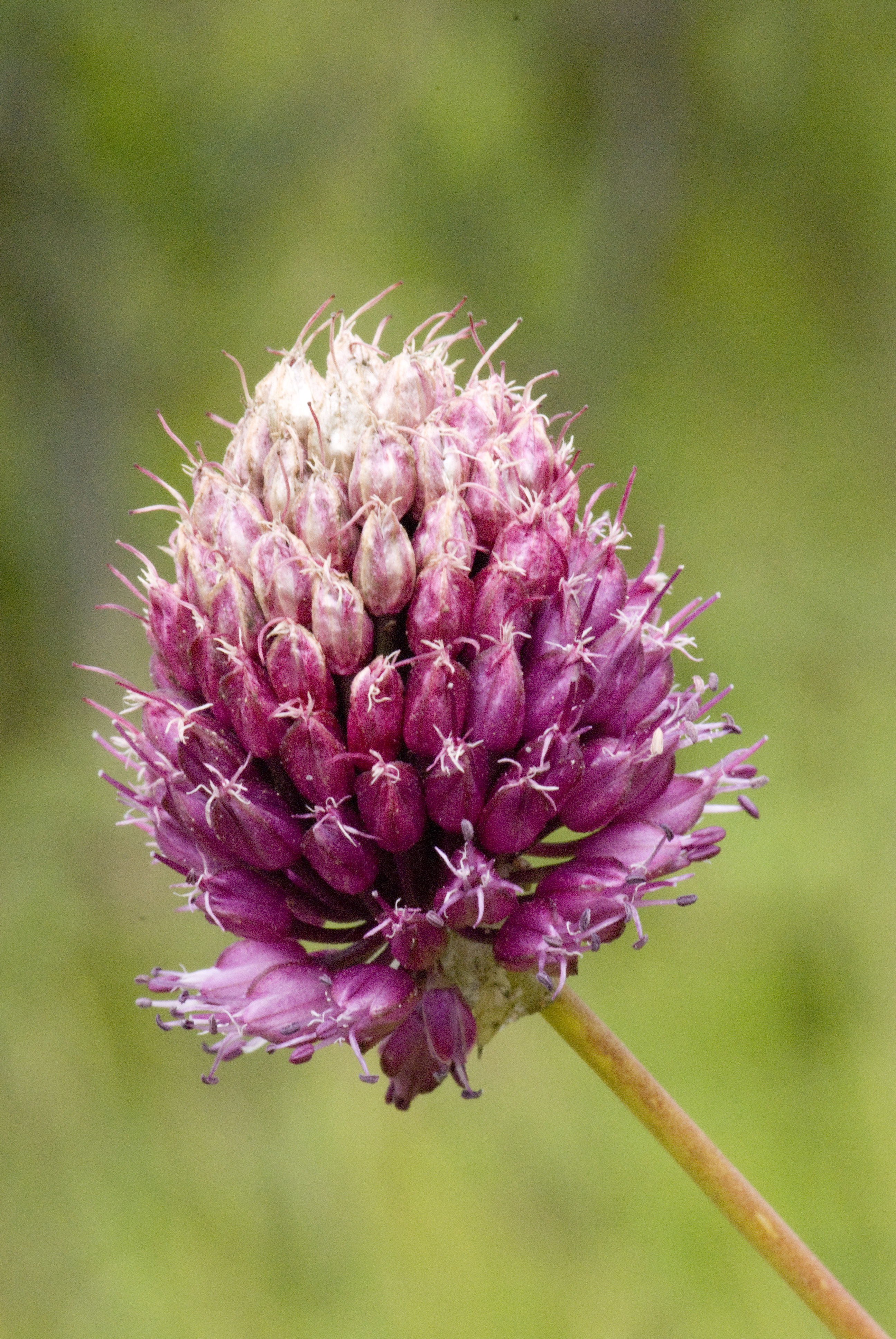
czosnek główkowaty (Allium sphaerocephalon)
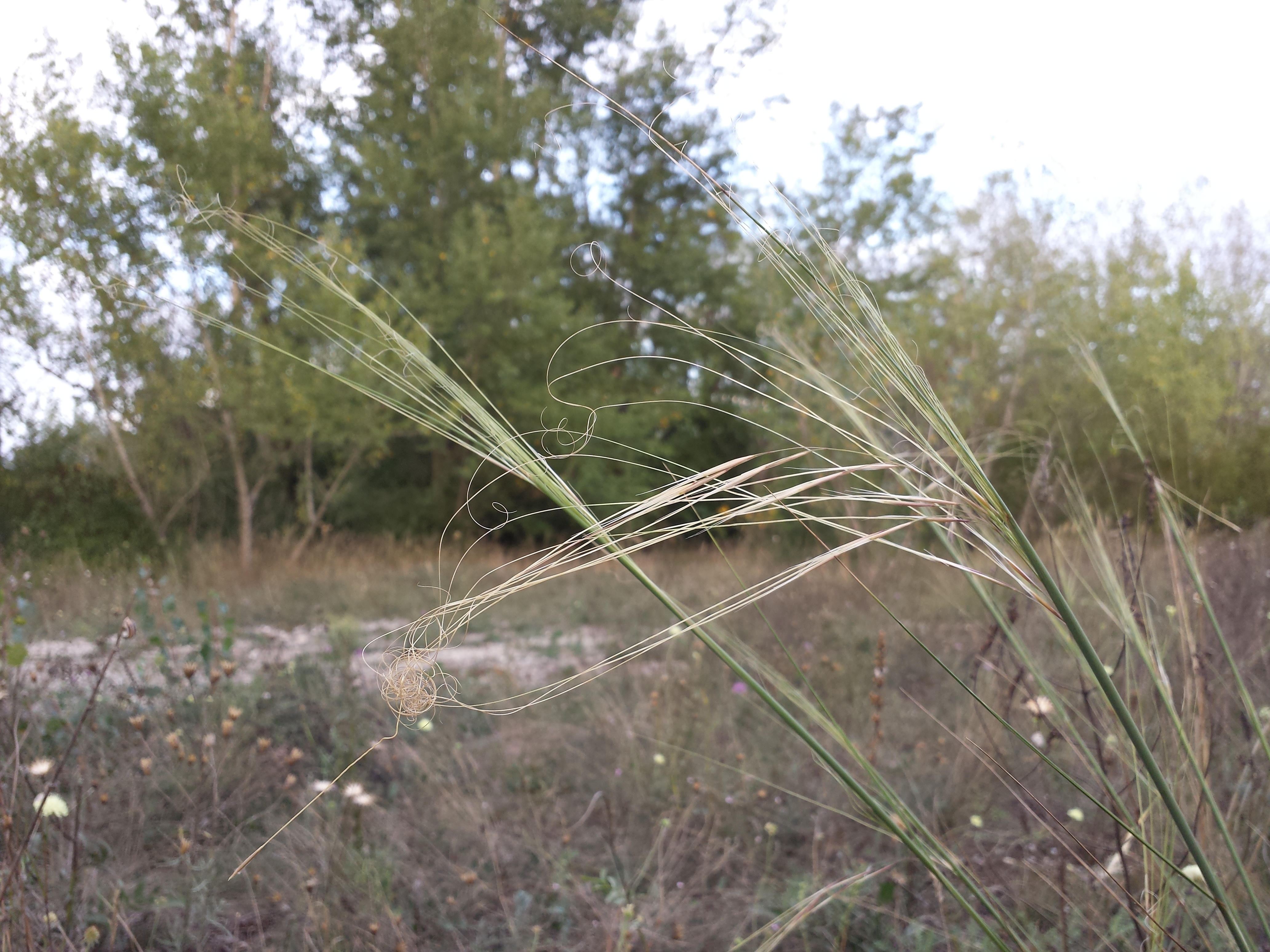
ostnica włosowata (Stipa capillata)
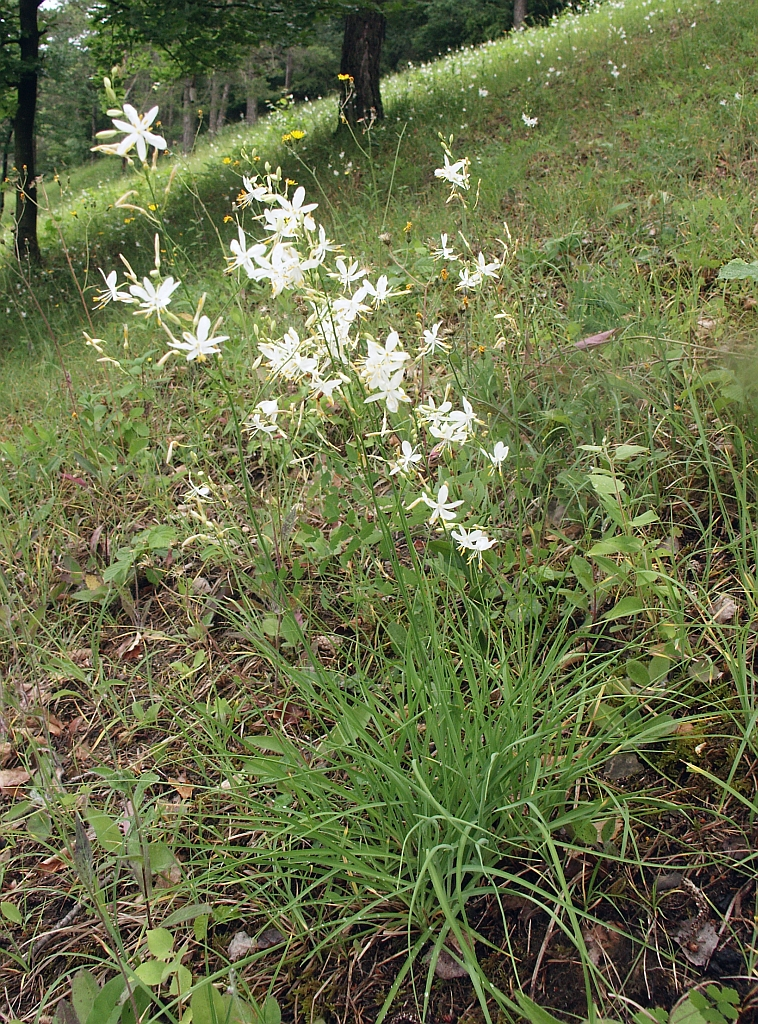
pajęcznica gałęzista (Anthericum ramosum)
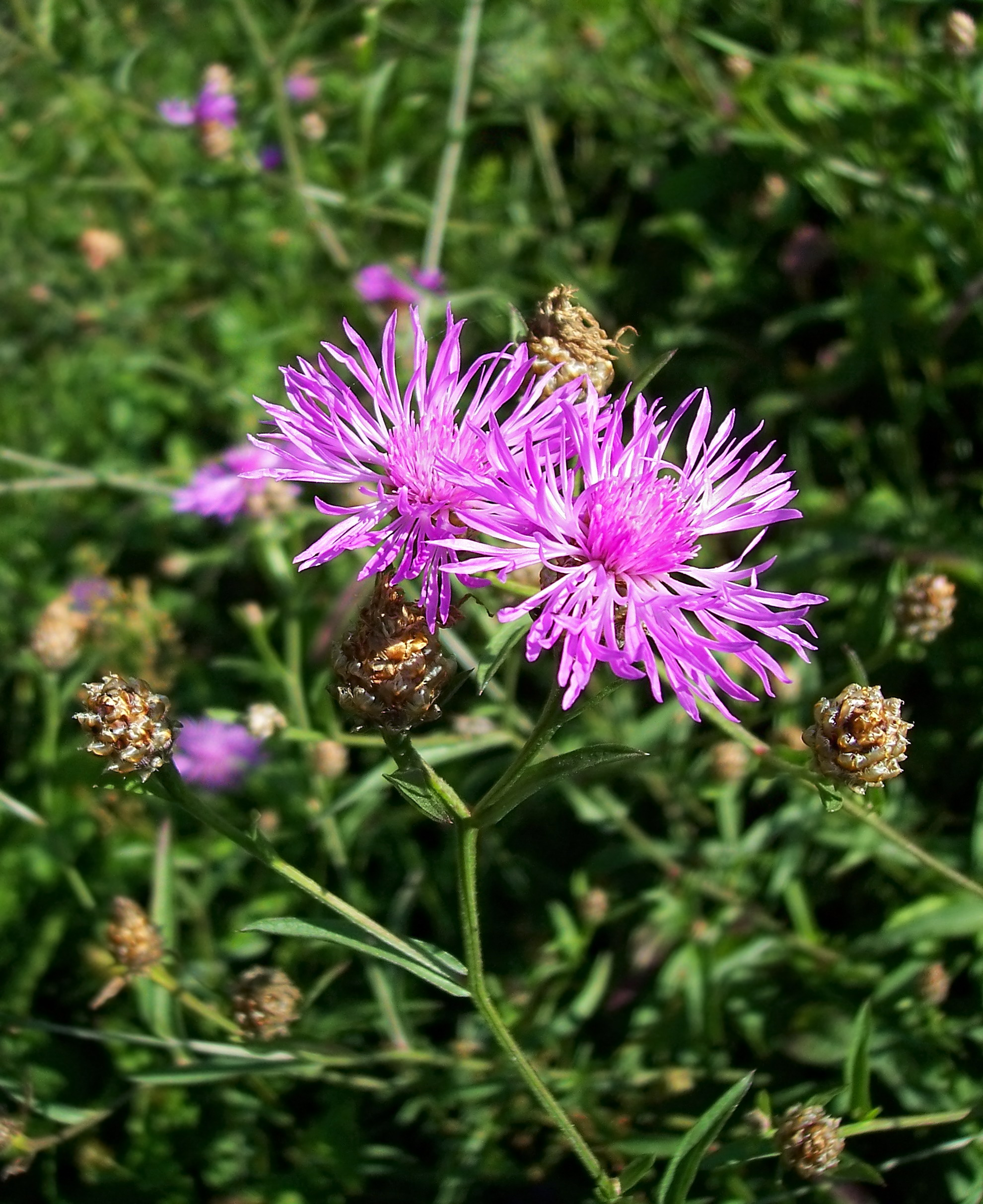
chaber (Centaurea canescens)
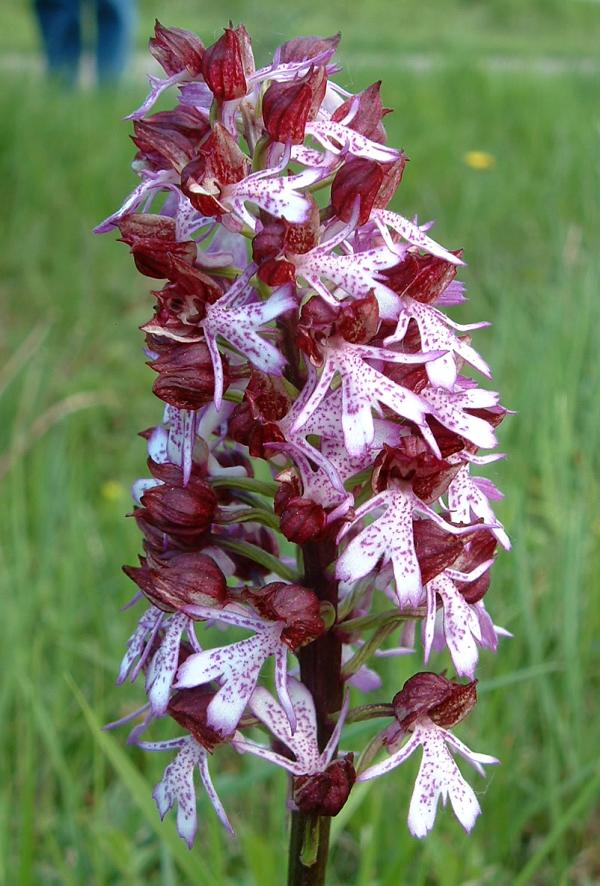
storczyk purpurowy (Orchis purpurea)
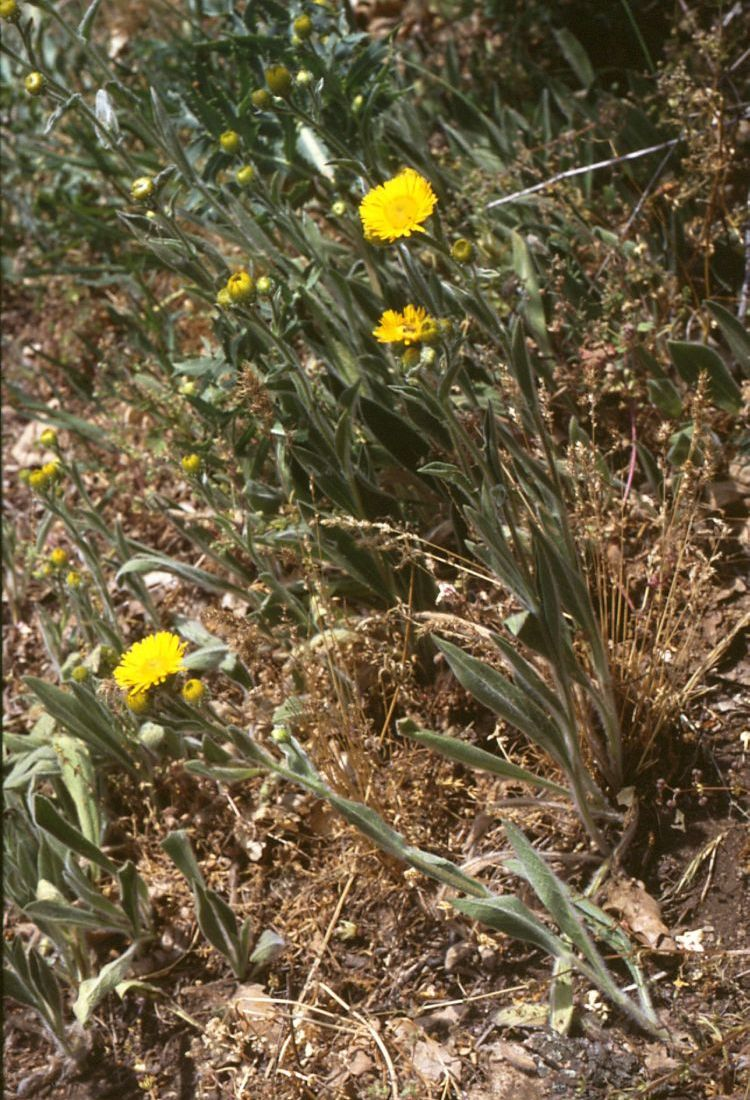
oman (Inula oculus-christi)
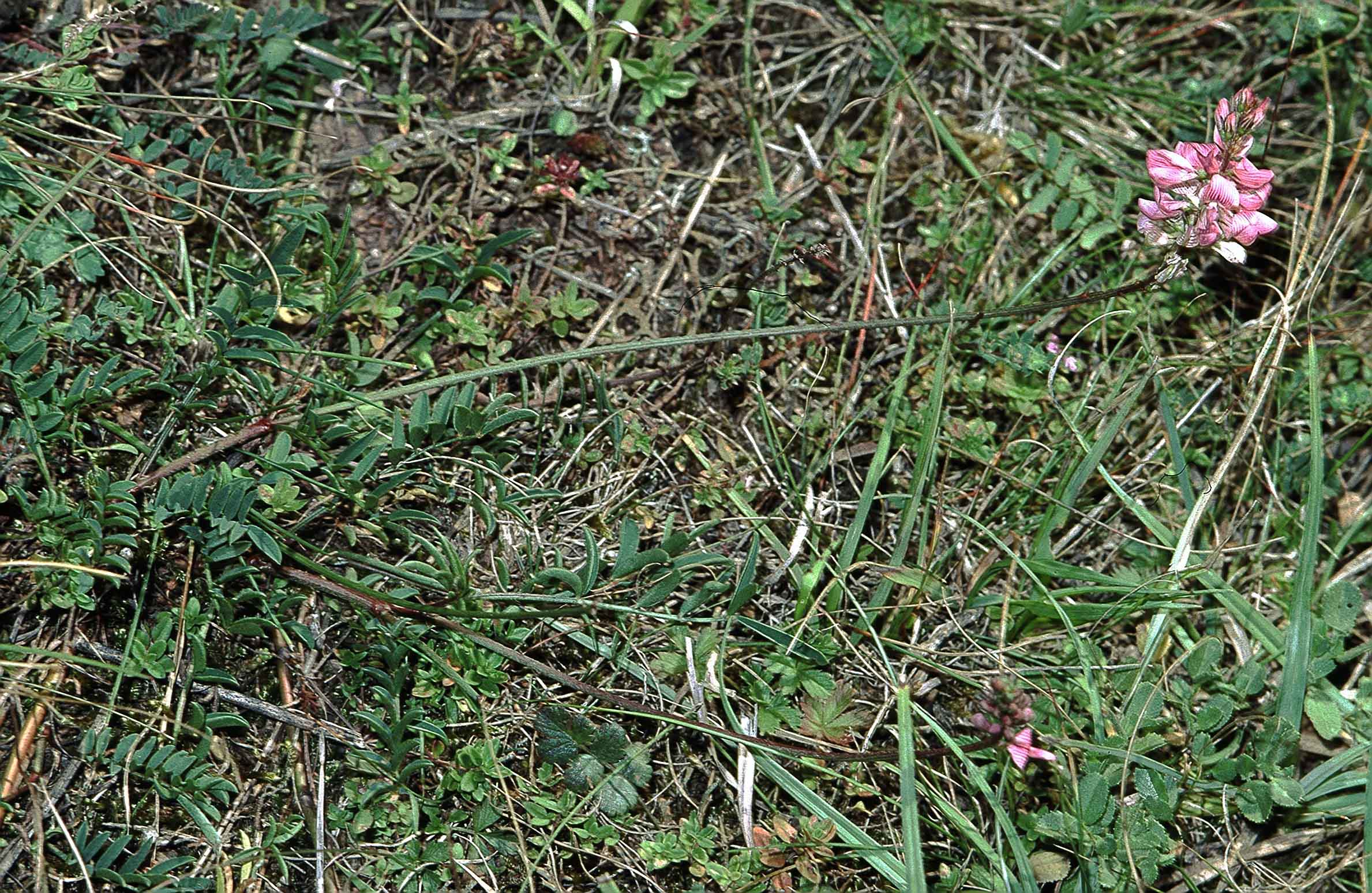
sparceta piaskowa (Onobrychis arenaria)
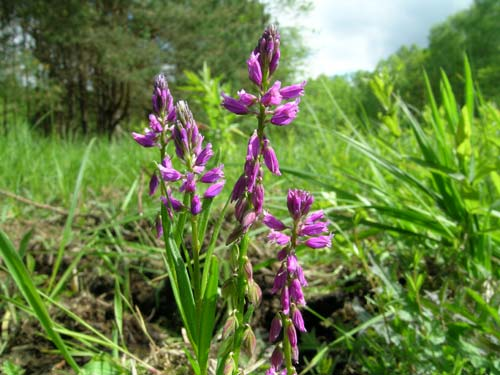
krzyżownica czubata (Polygala comosa)
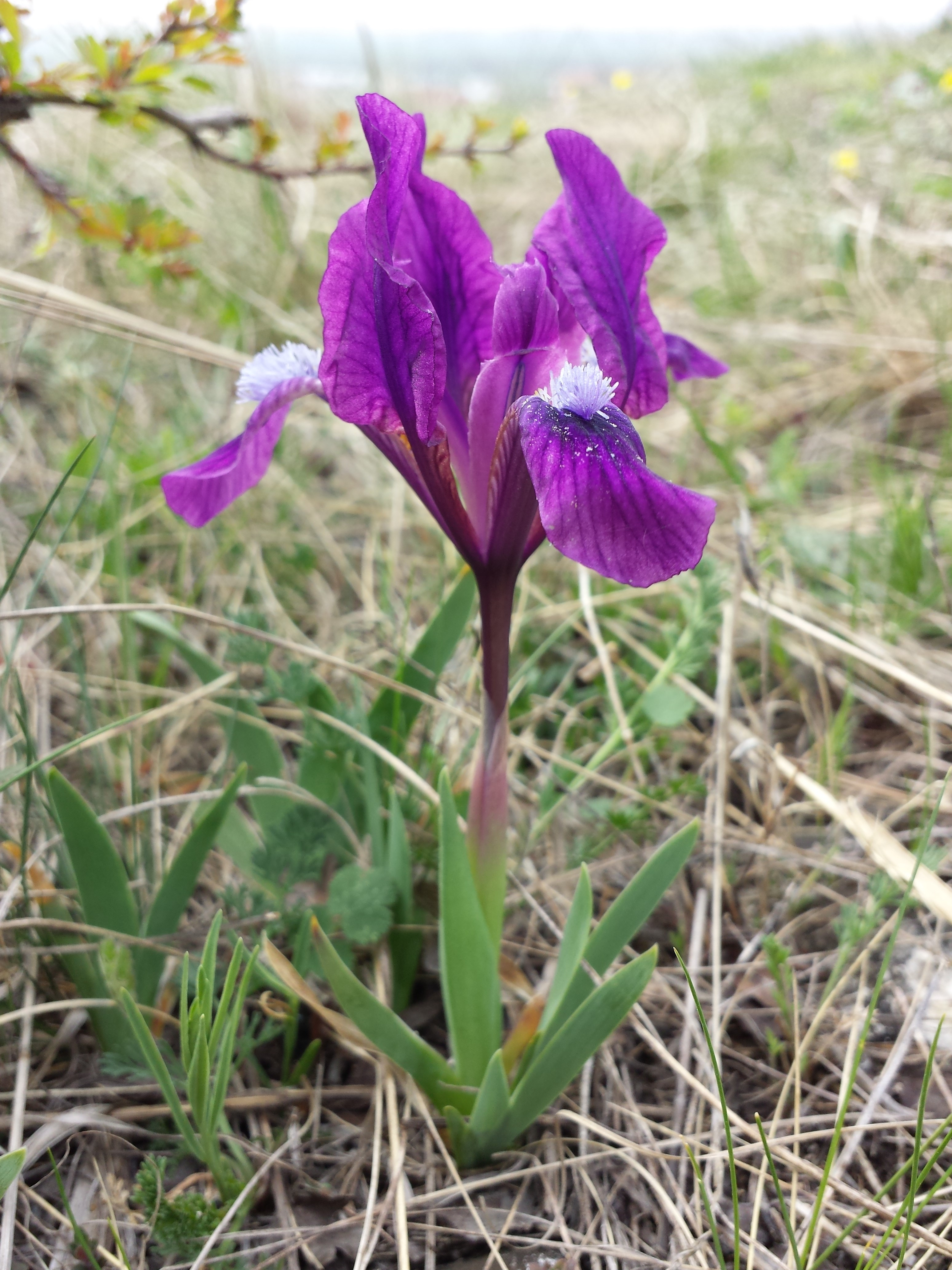
kosaciec niski (Iris pumila)
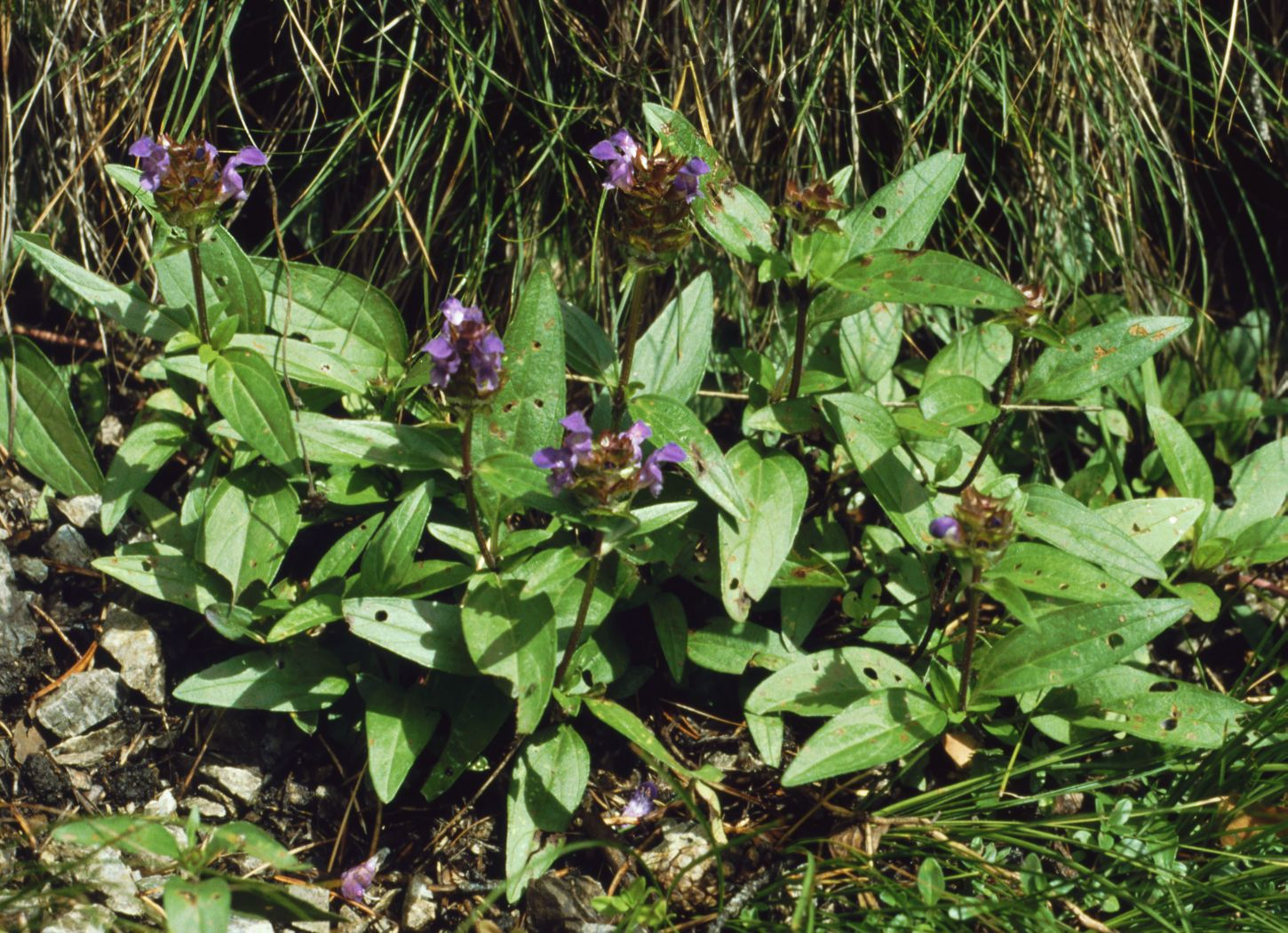
głowienka wielkokwiatowa (Prunella grandiflora)

### Fauna
Na uwagę zasługują gniazdujące tu ptaki objęte ochroną: strumieniówka (Locustella fluviatilis), dudek (Upupa epops), błotniak stawowy (Circus aeruginosus), czy pustułka zwyczajna (Falco tinnunculus).

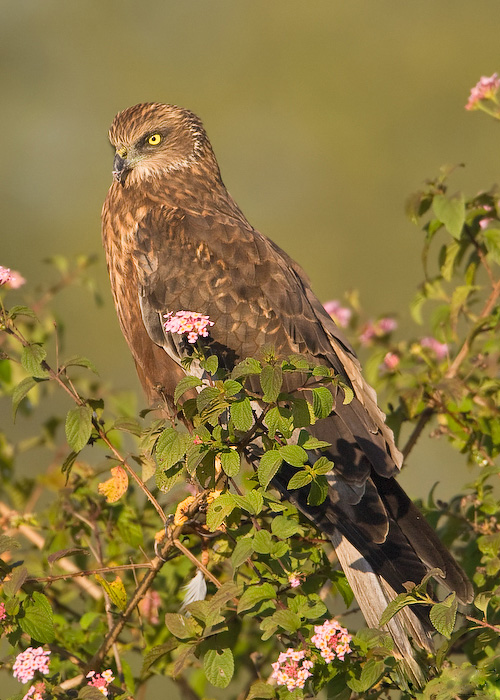
błotniak stawowy
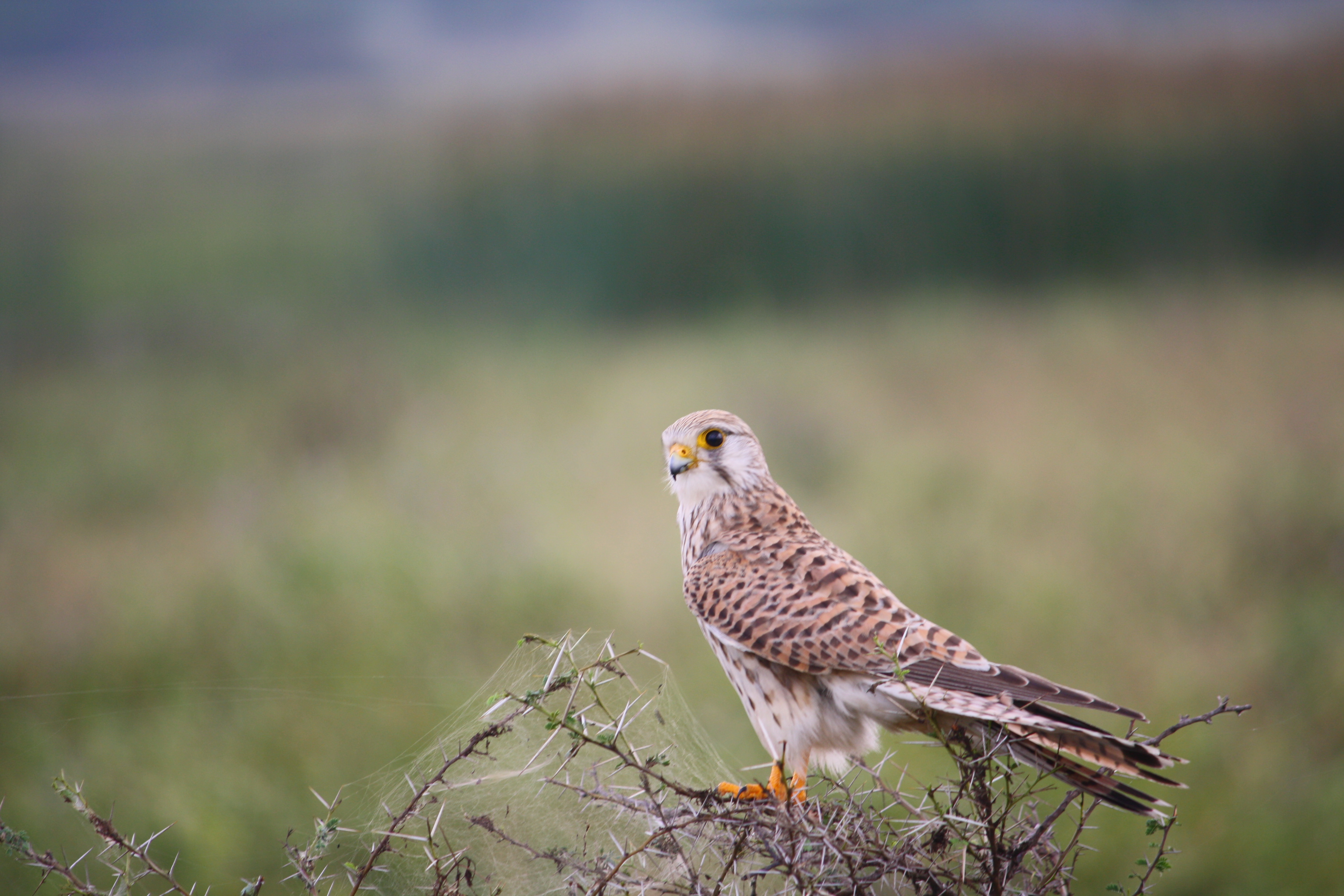
pustułka zwyczajna
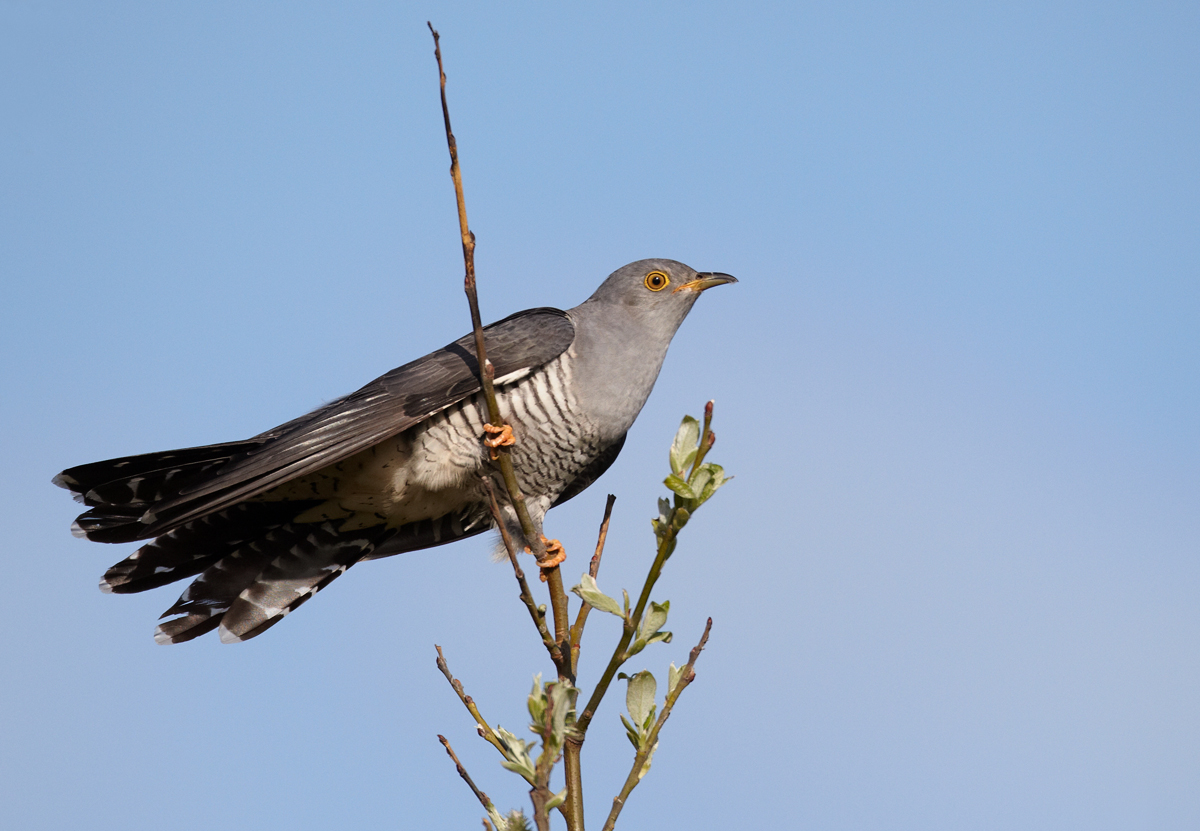
kukułka
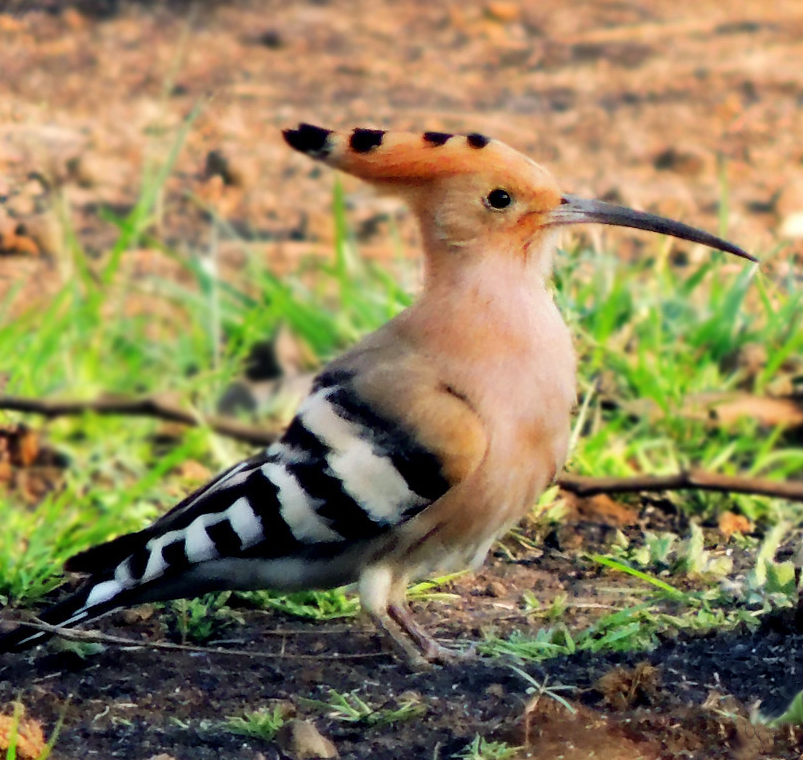
dudek
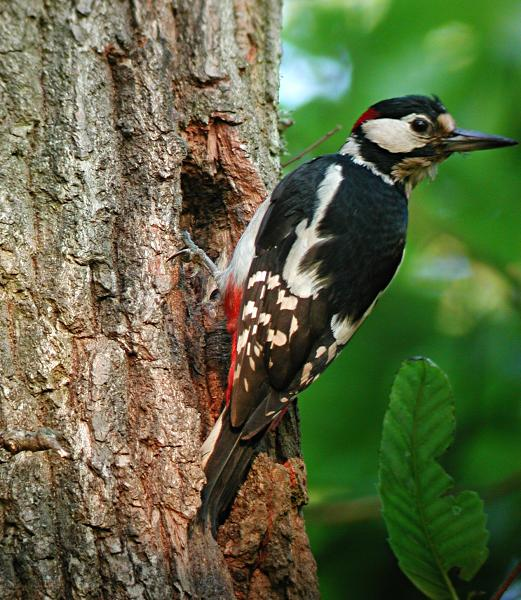
dzięcioł duży
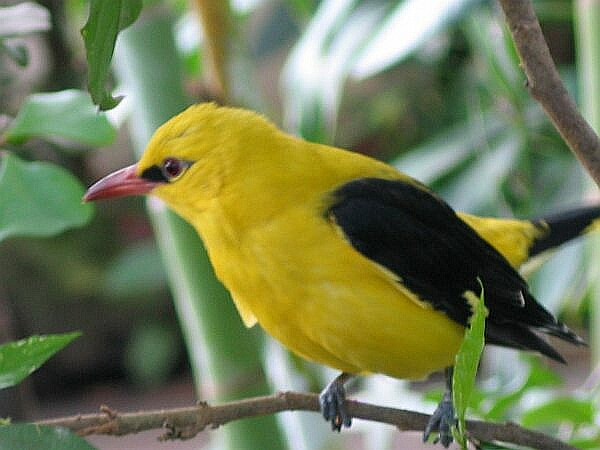
wilga zwyczajna
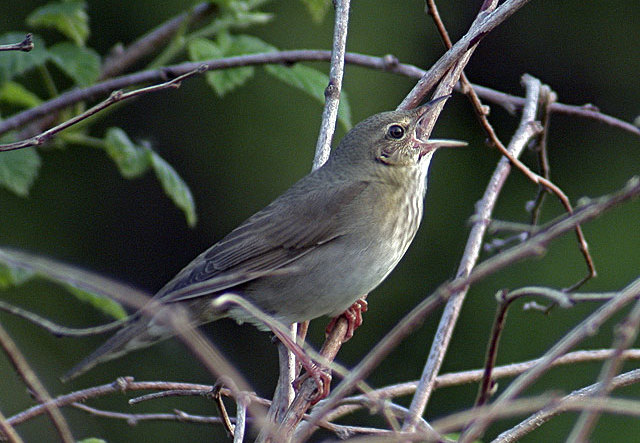
strumieniówka
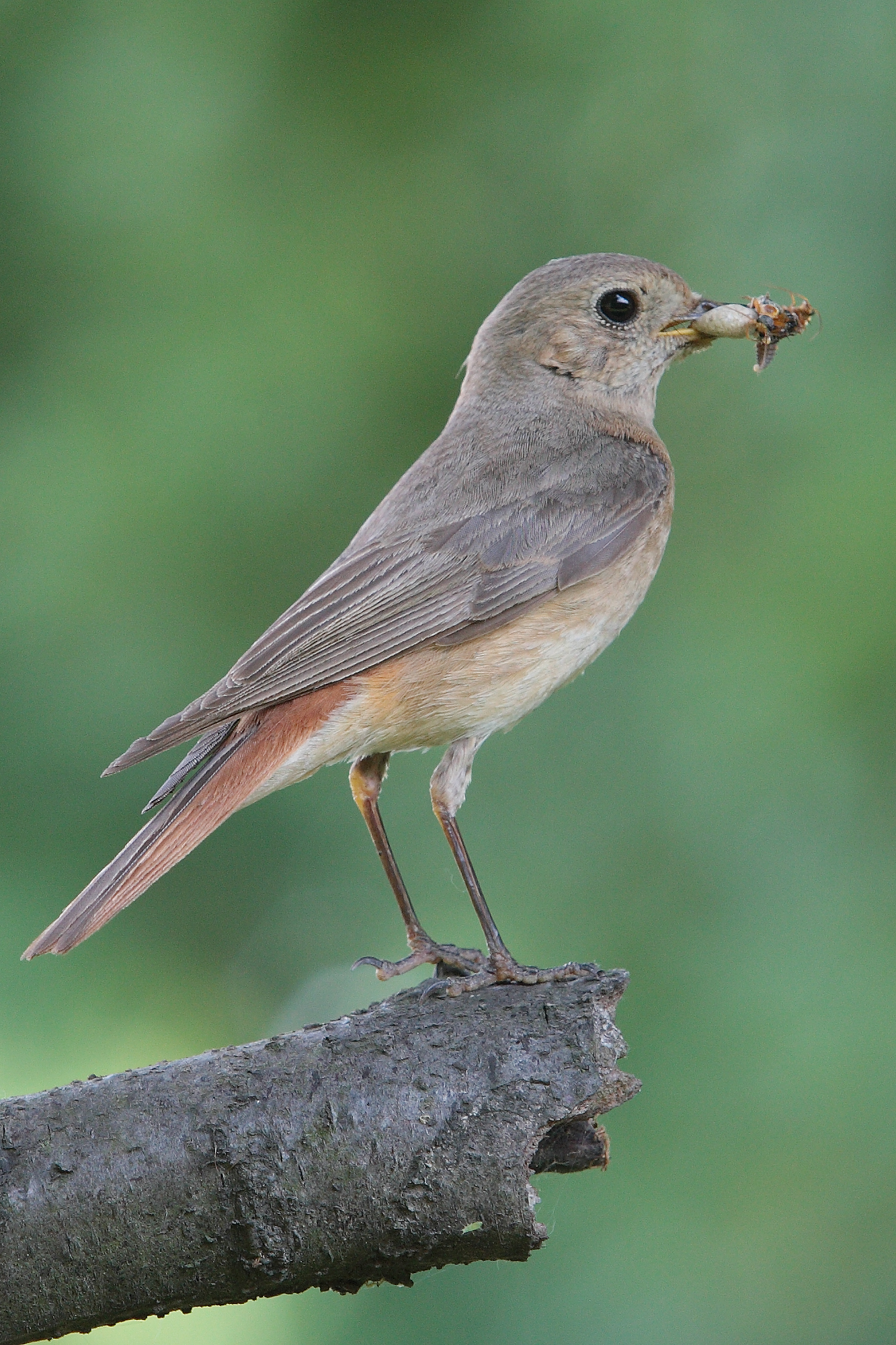
pleszka zwyczajna
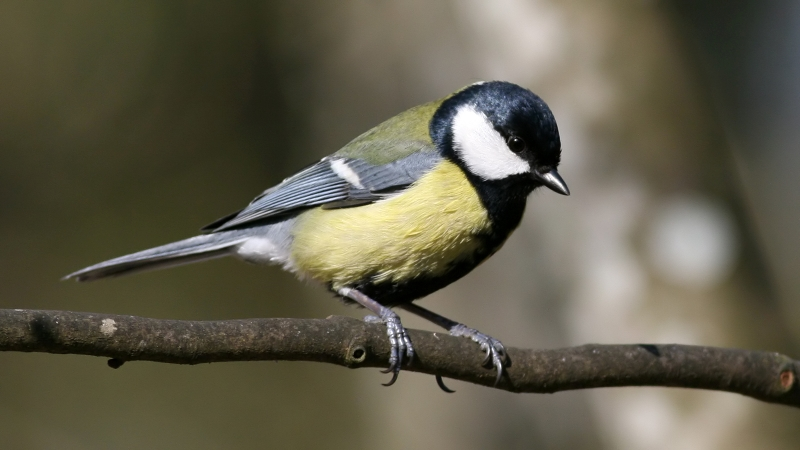
bogatka zwyczajna
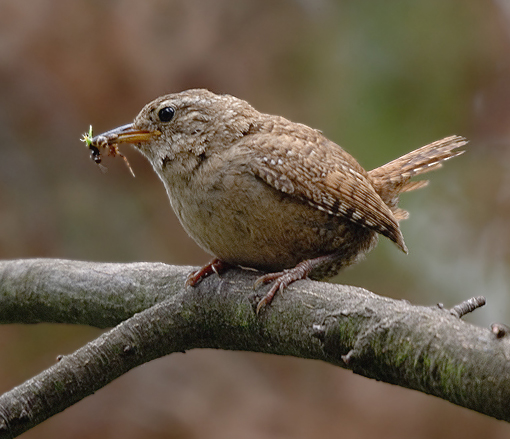
strzyżyk zwyczajny

## Miejscowości partnerskie
- Montebelluna (Włochy)
- Moča (Słowacja)
- Modrany (Słowacja)

## Galeria

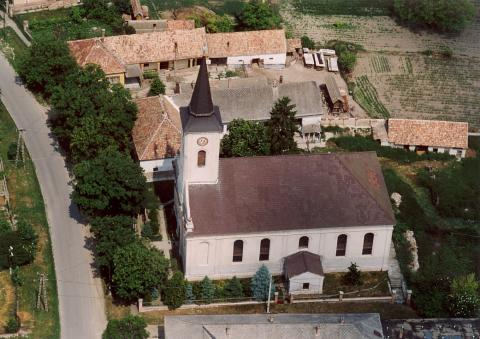
kościół ewangelicki
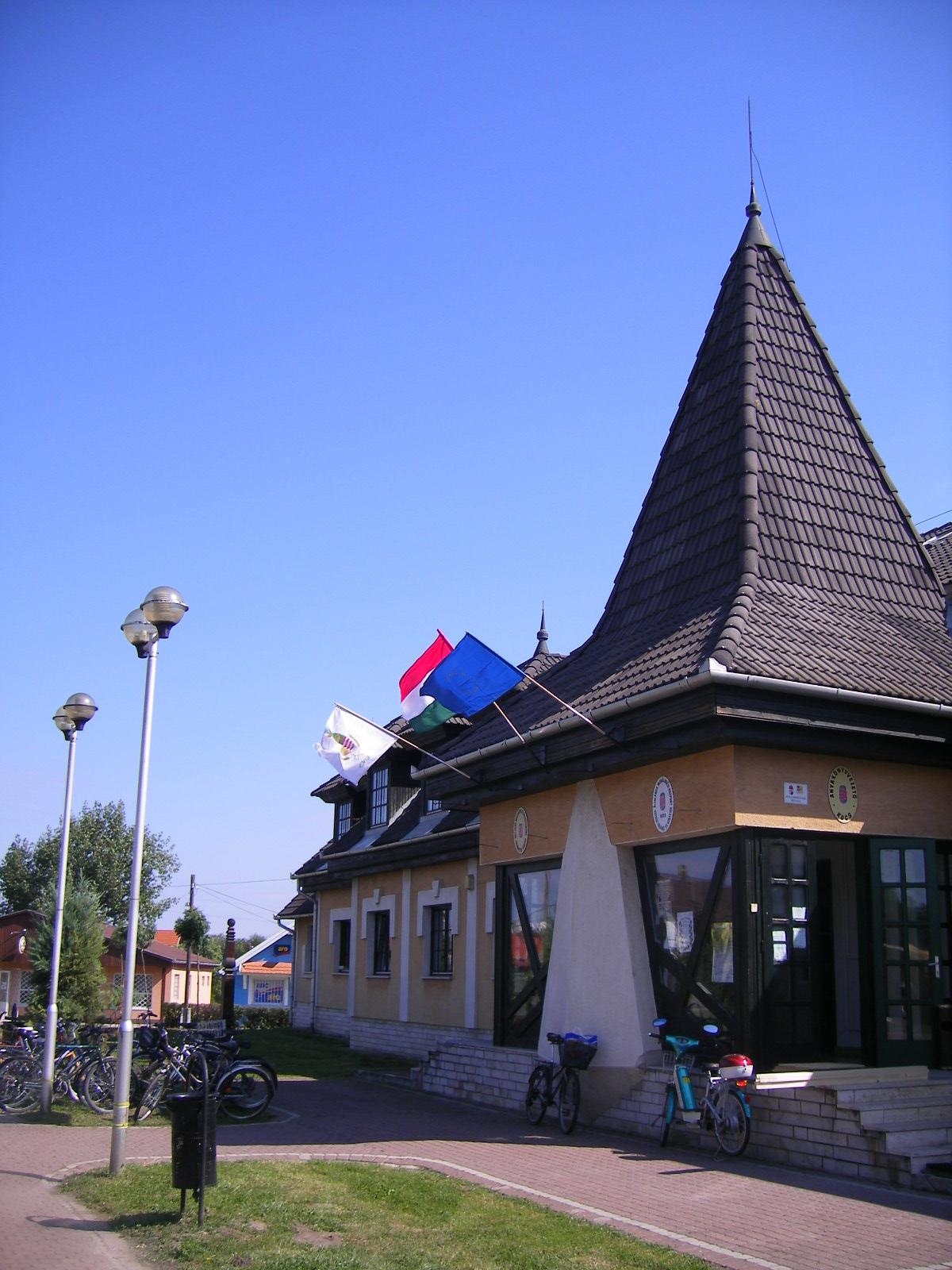
dom gminny
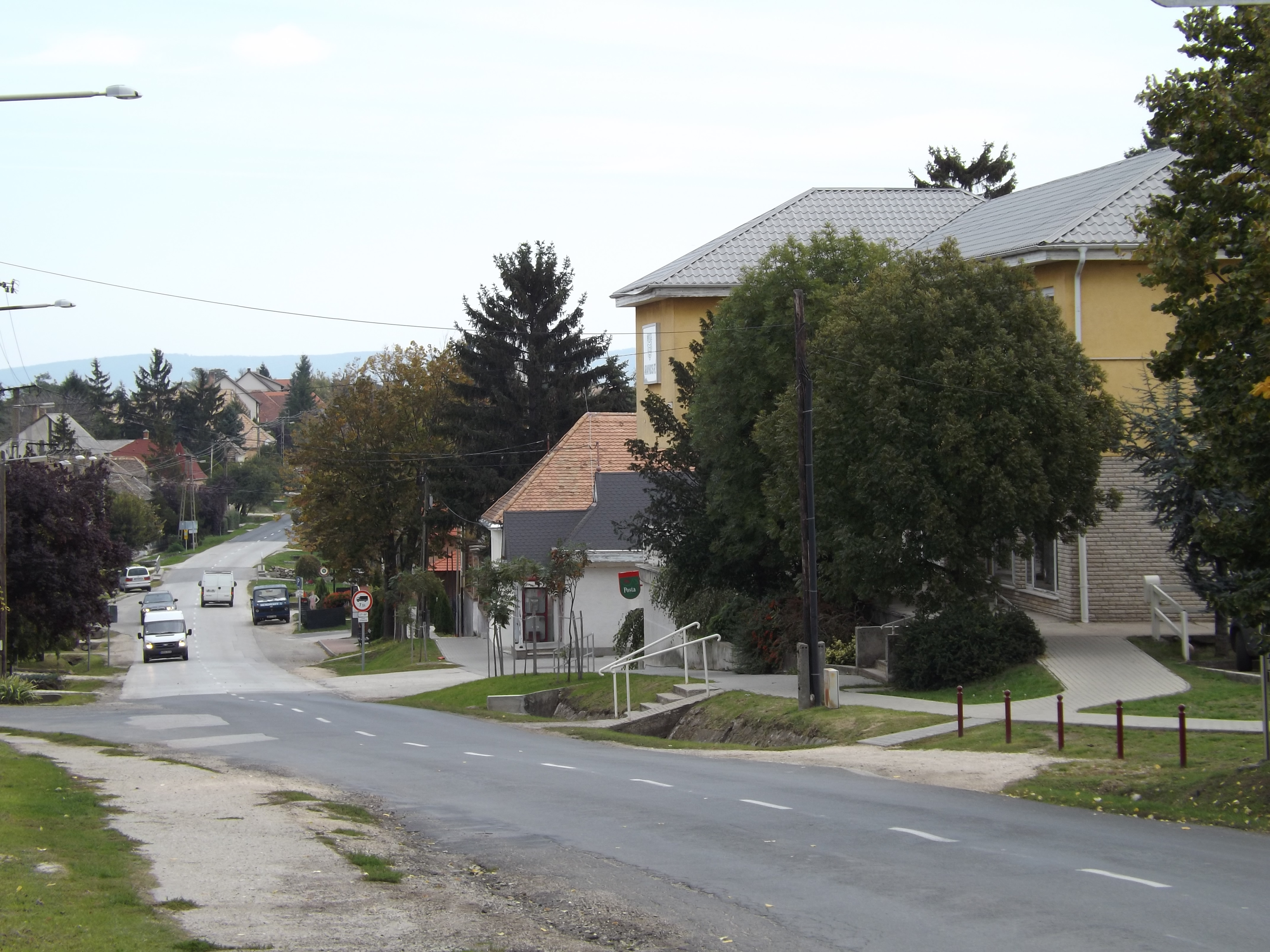
widok z Kocsu
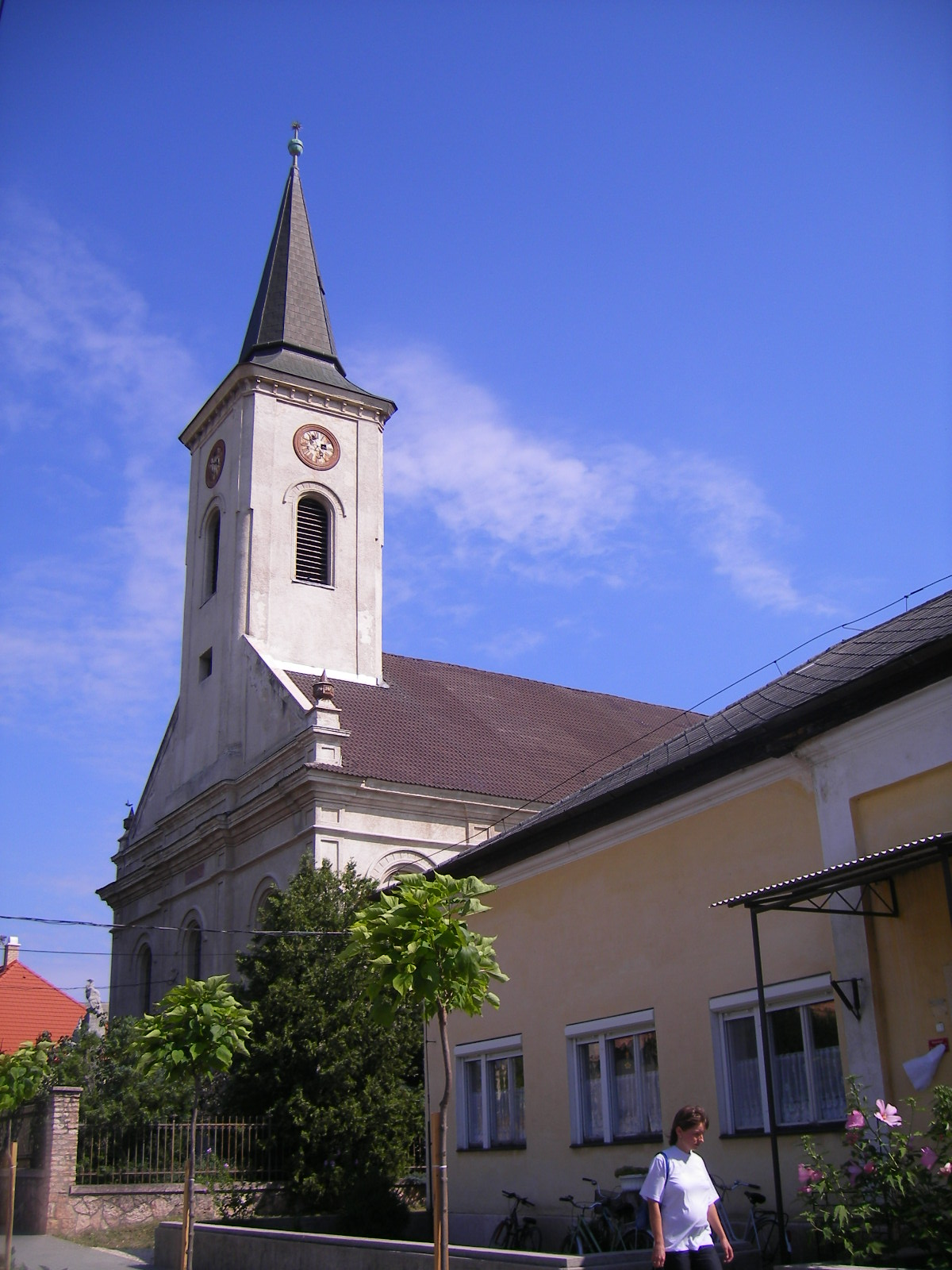
kościół ewangelicki
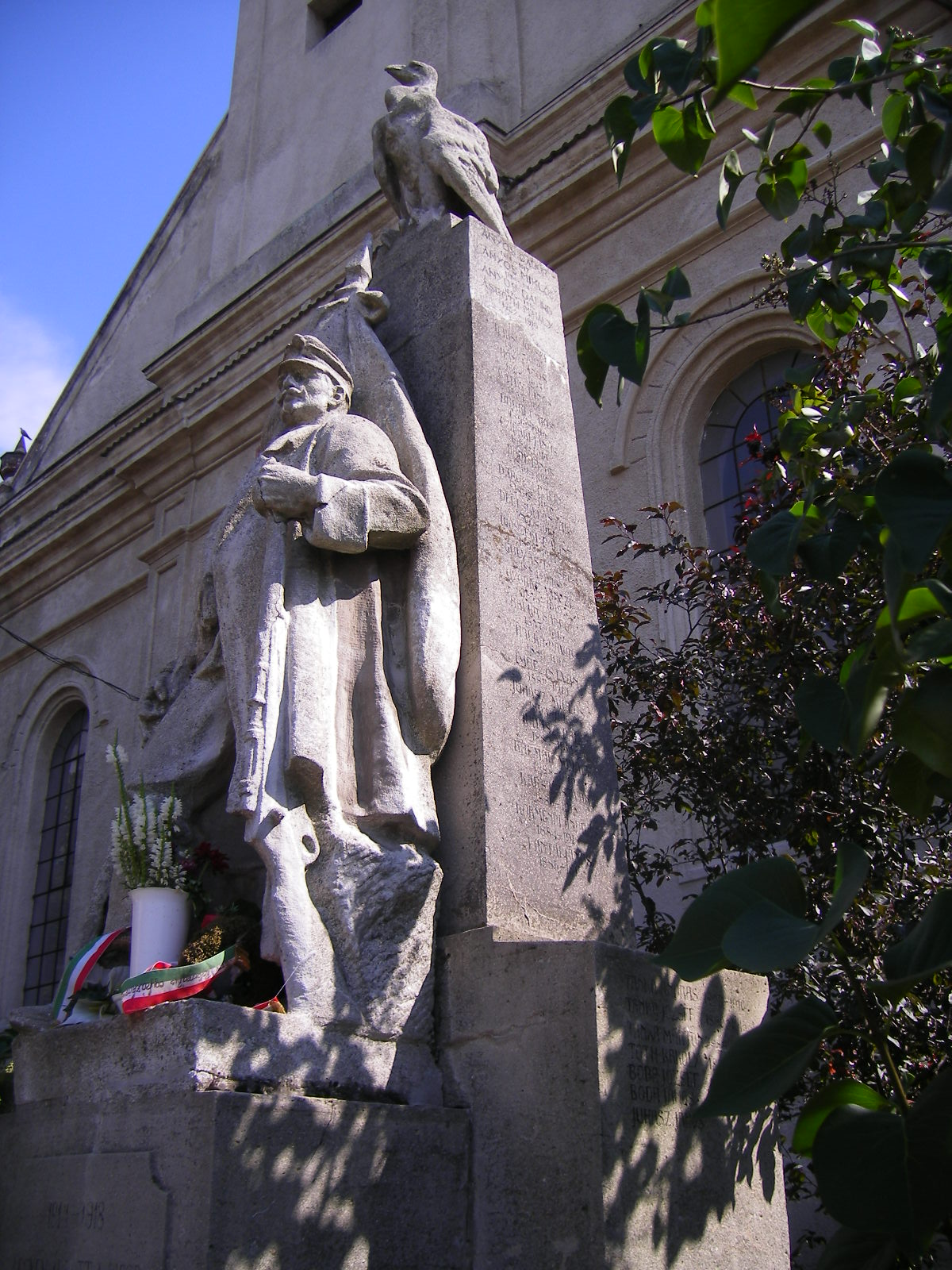
pomnik ofiar I wojny światowej
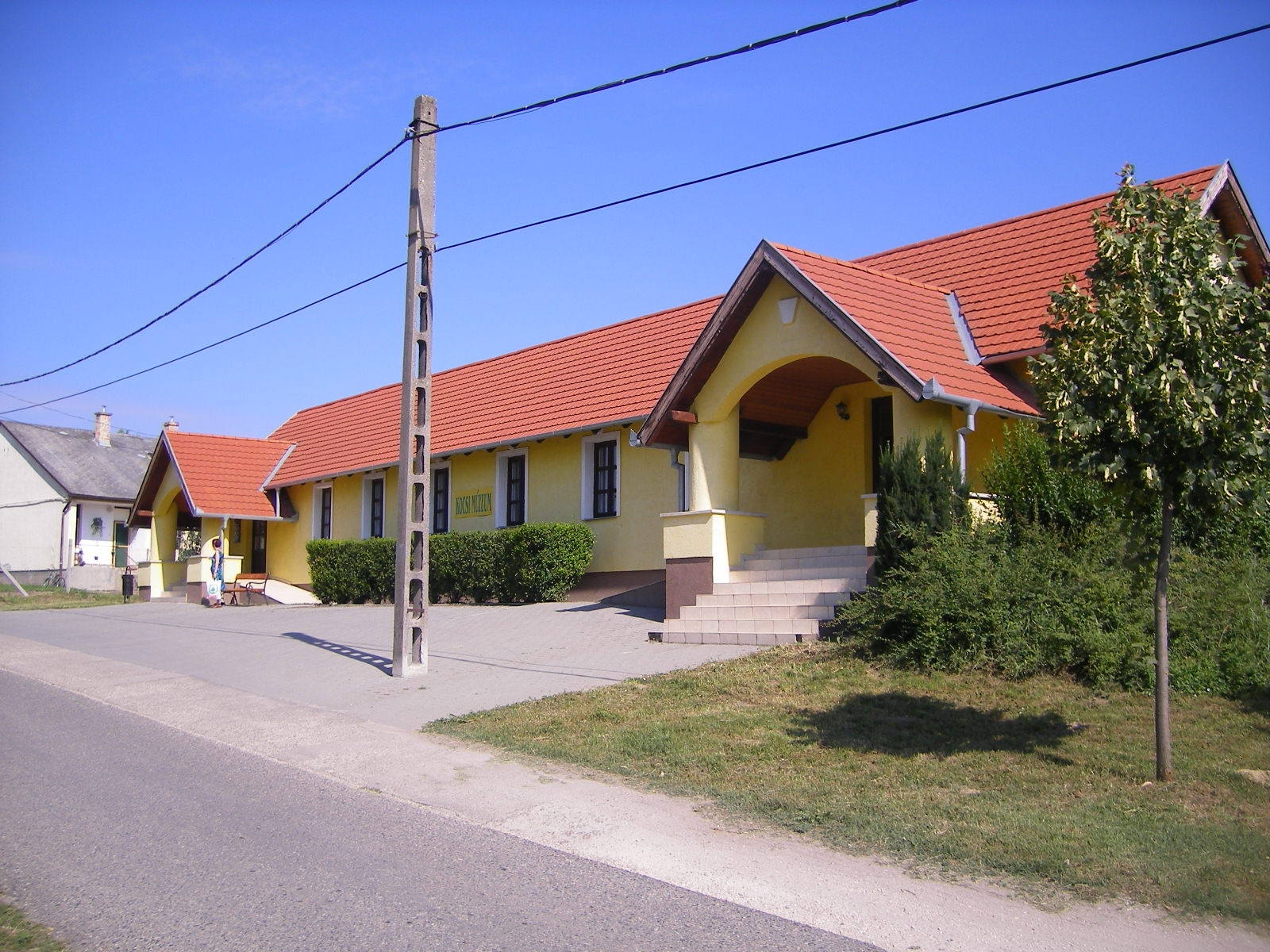
muzeum powozów
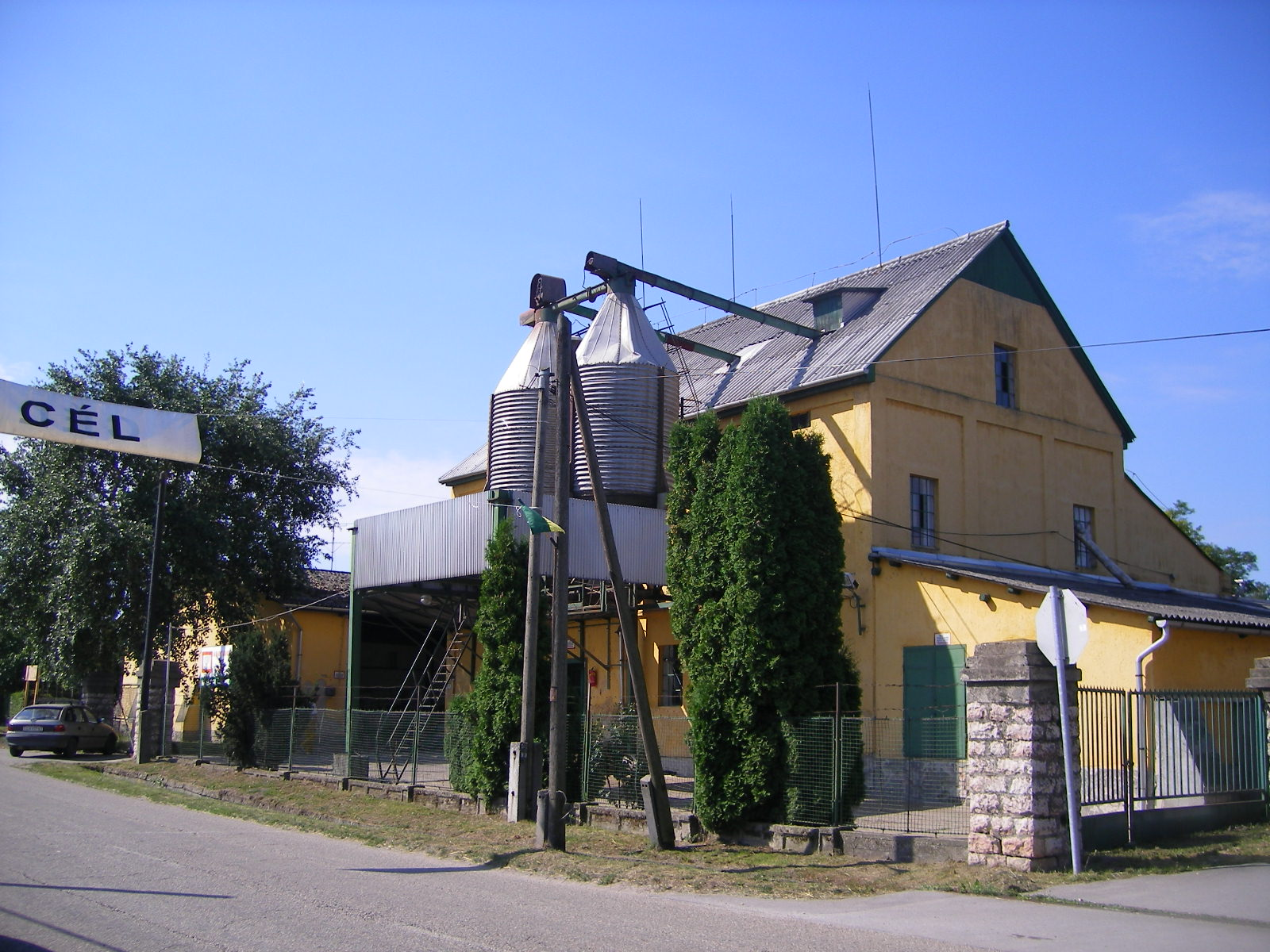
młyn
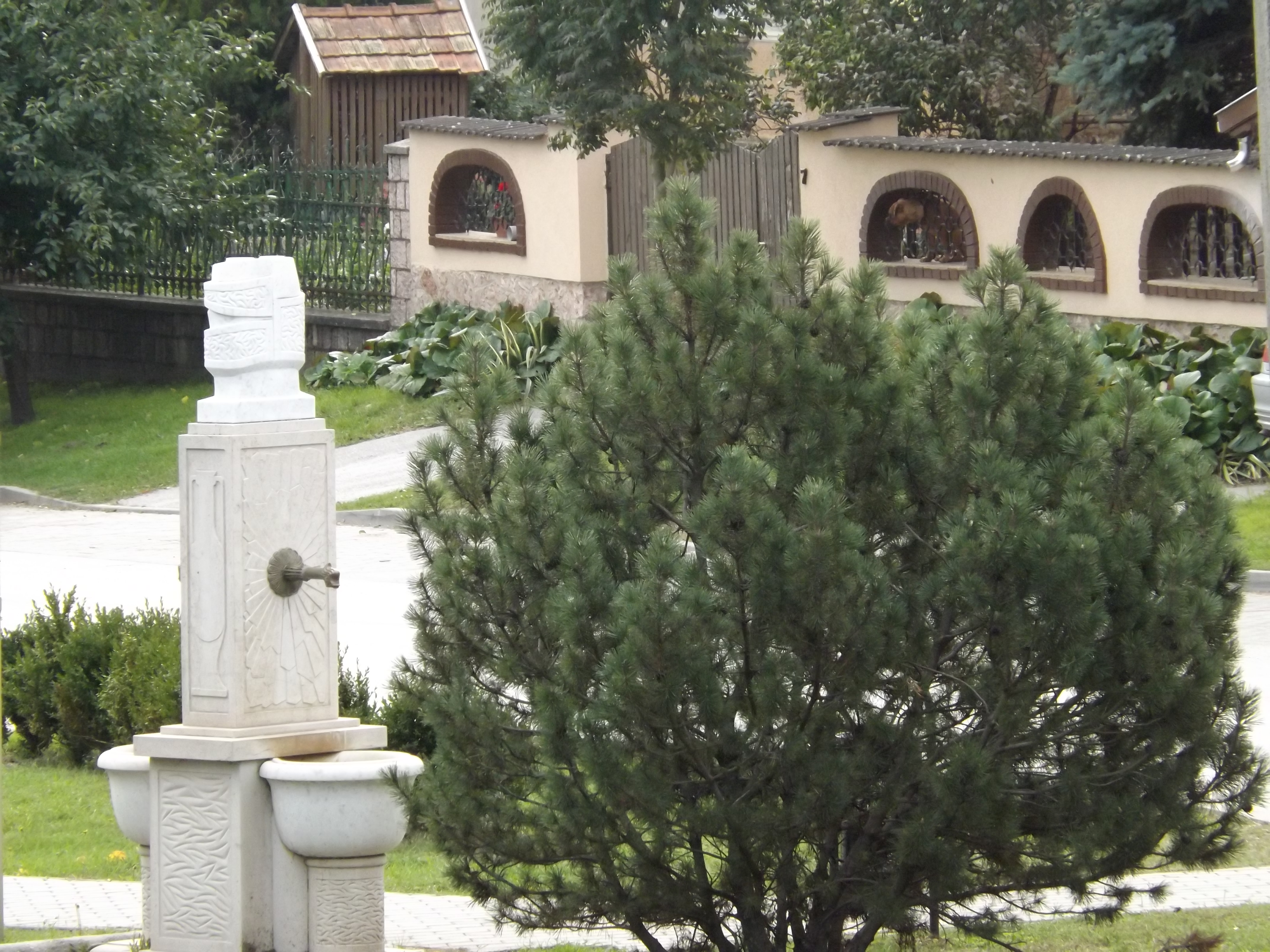
zdrój na głównym placu
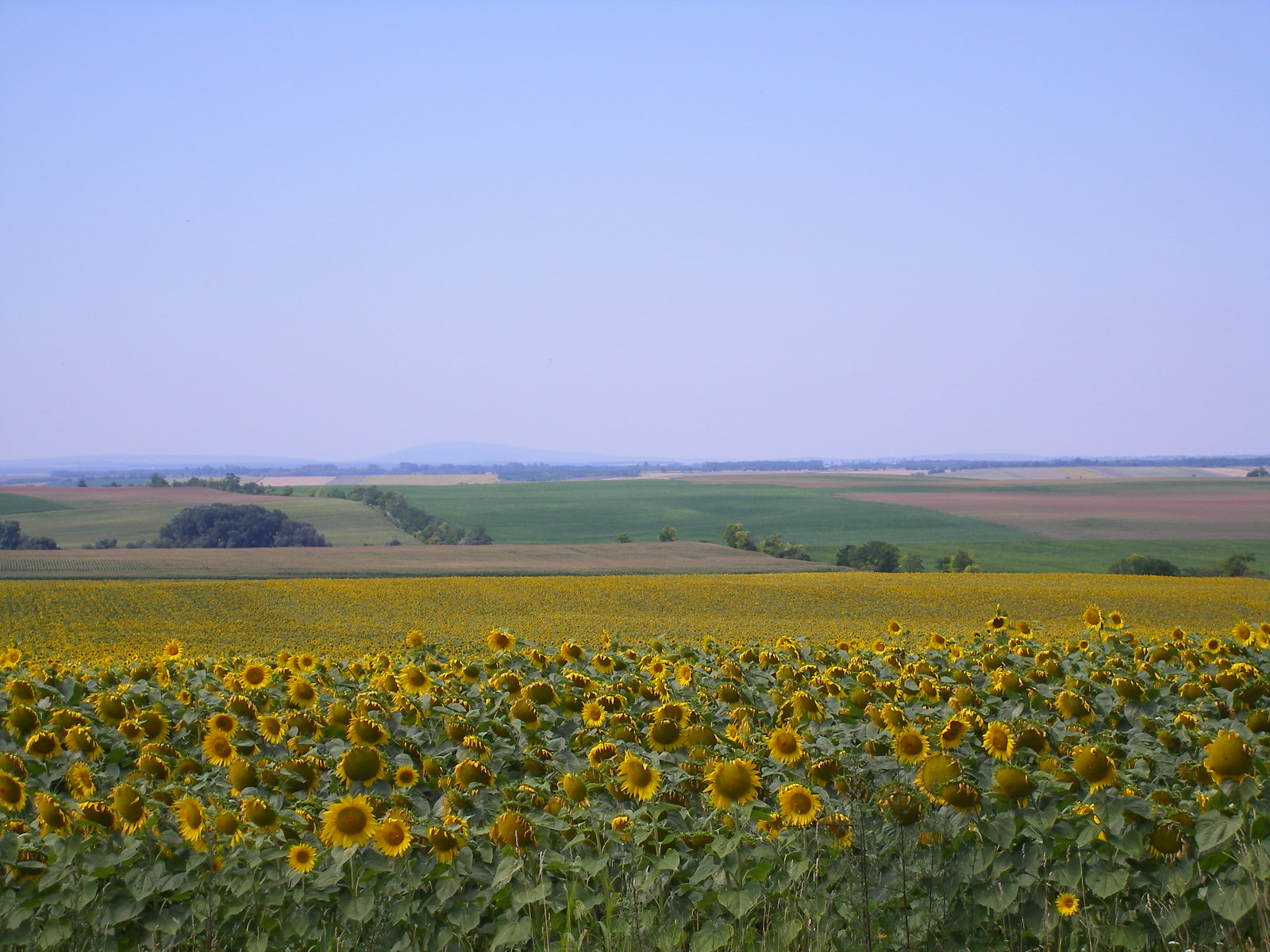
okolica na północny zachód od Kocsu
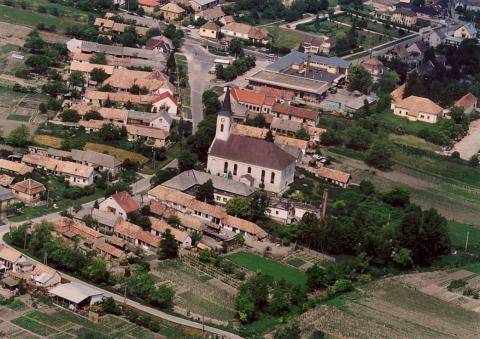
kościół ewangelicki z lotu ptaka
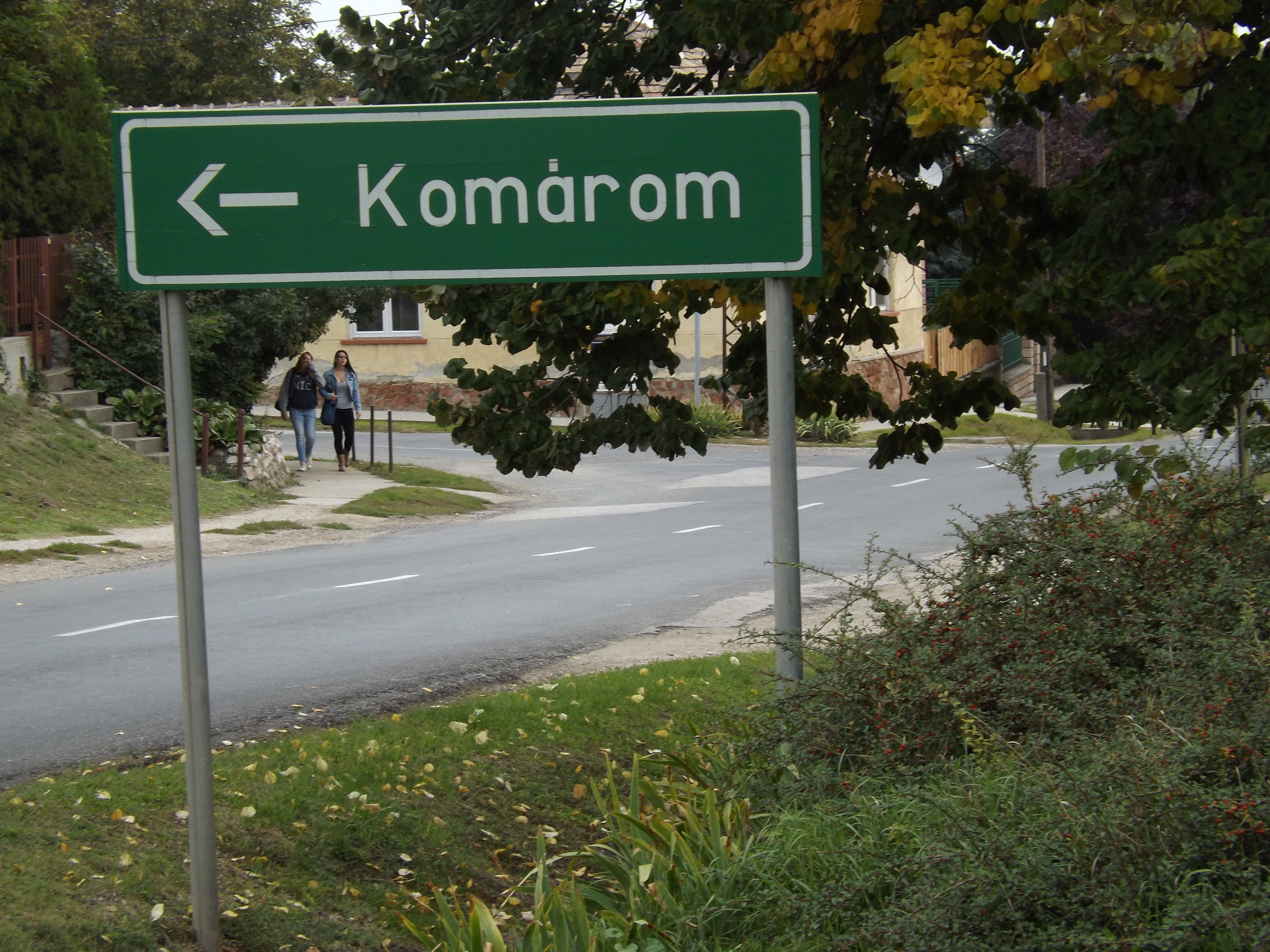
Kocs, droga w stronę Komáromu
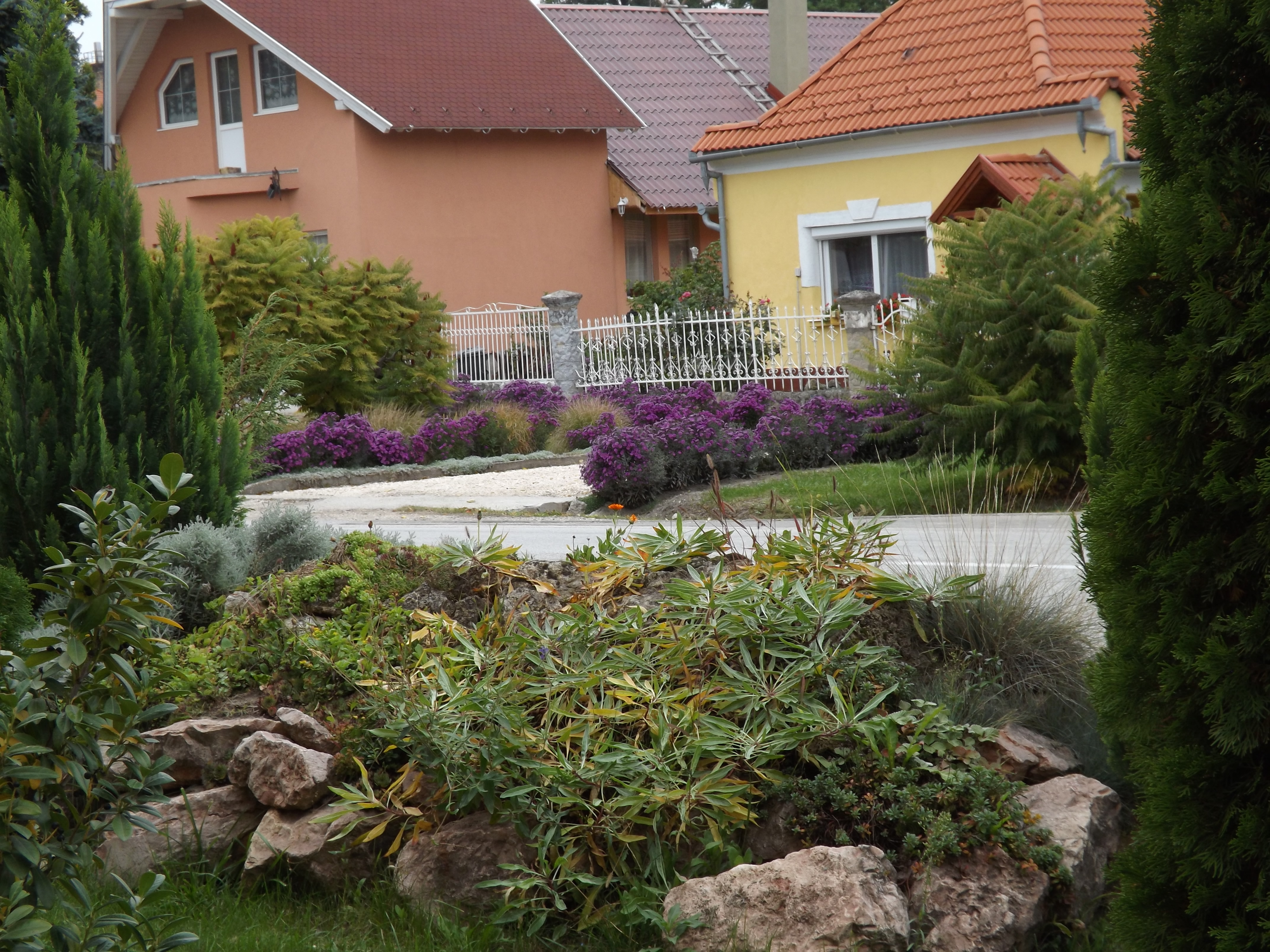
fragment ulicy Kossutha
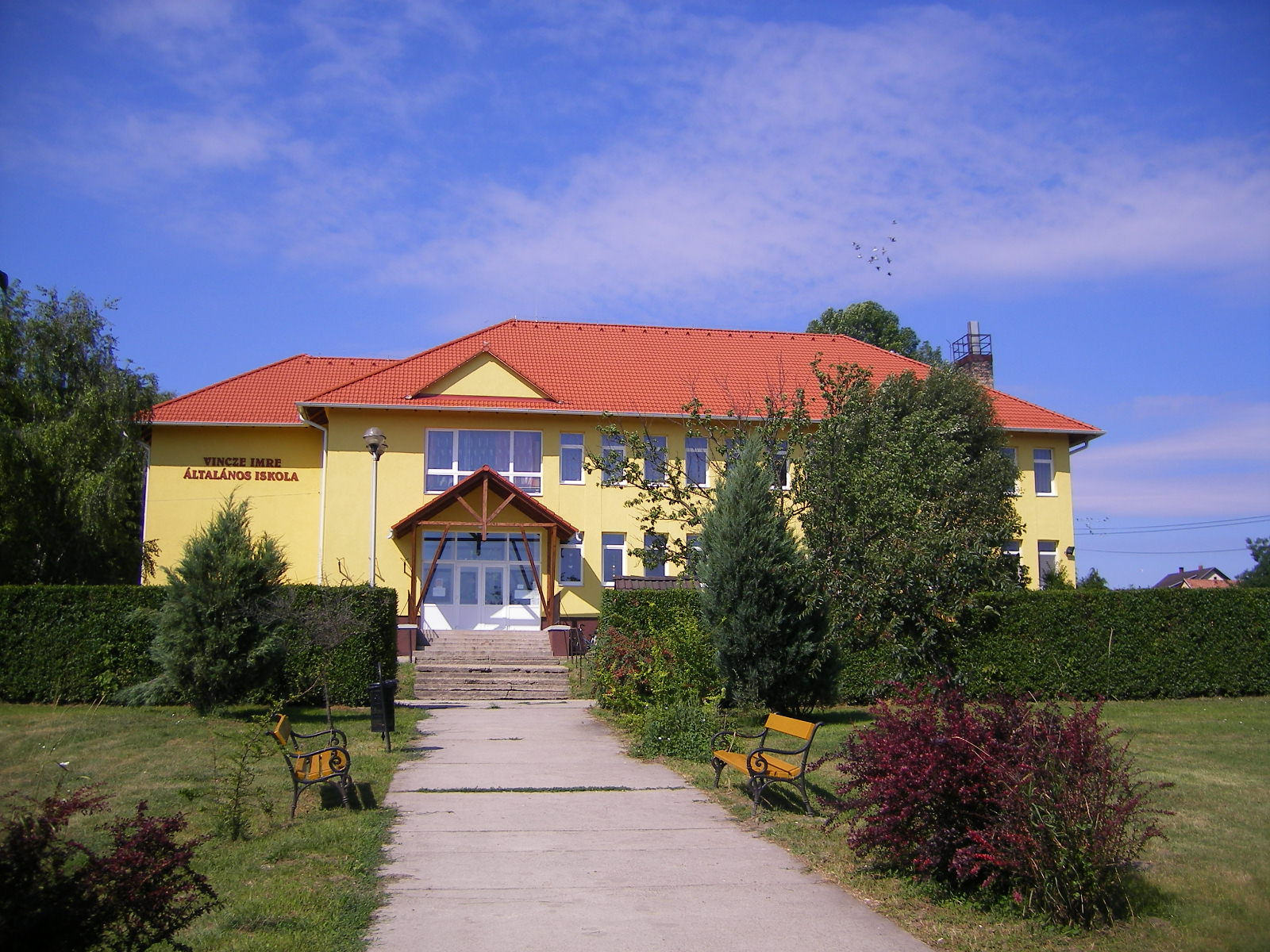
Szkoła Podstawowa im. Imrego Vincze
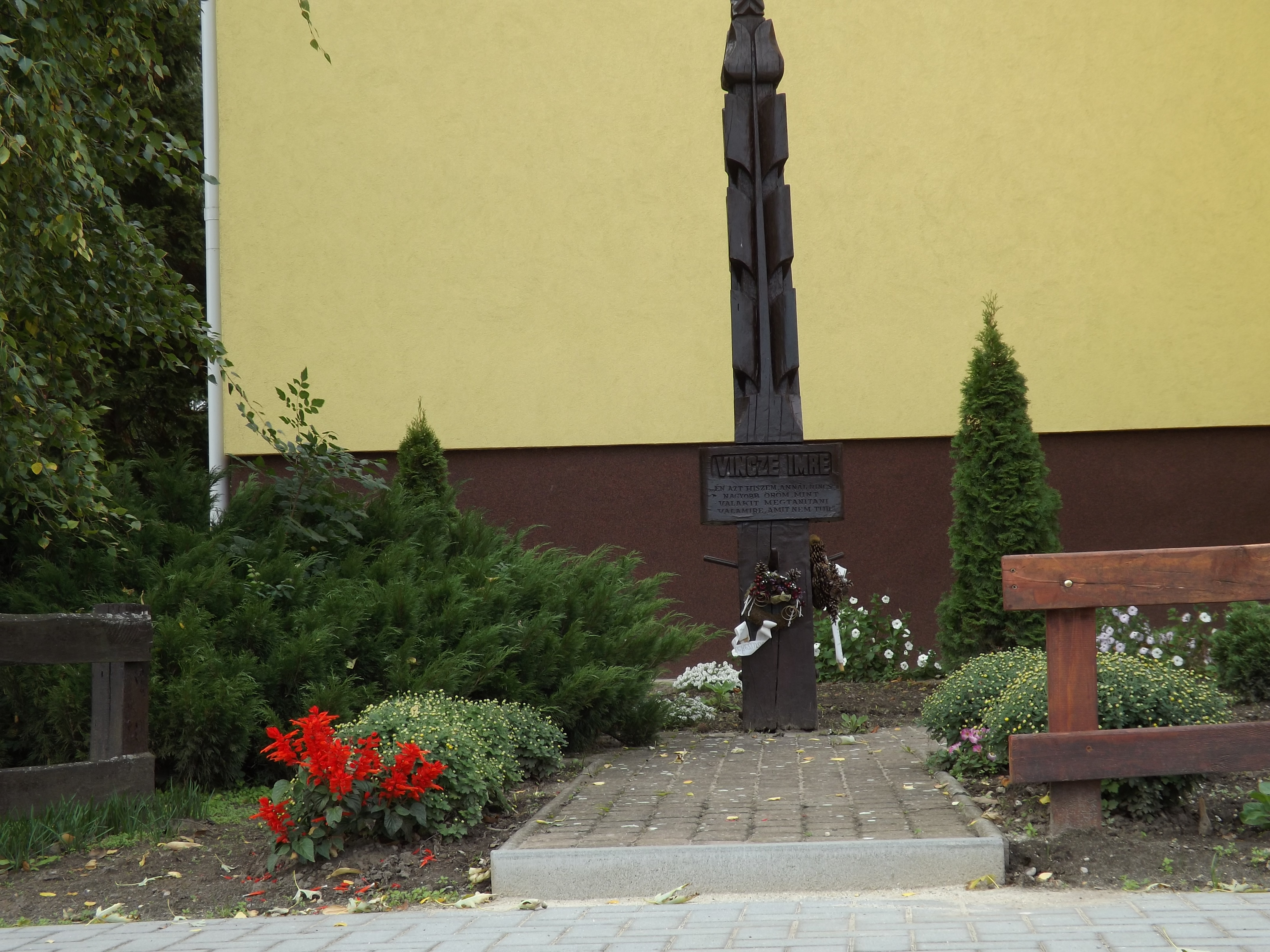
Obelisk upamiętniający Imrego Vincze
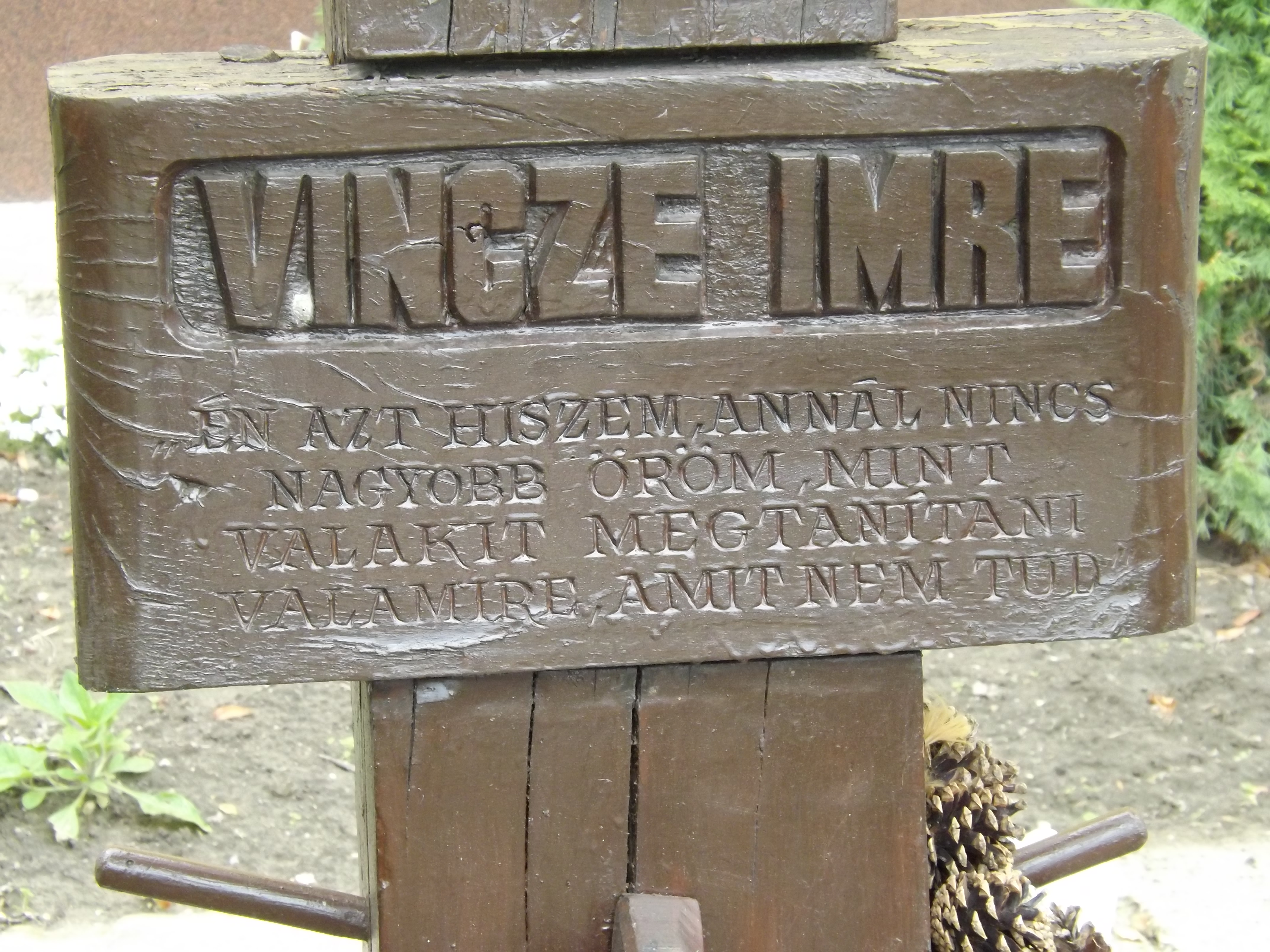
Tablica pamięci Imrego Vincze
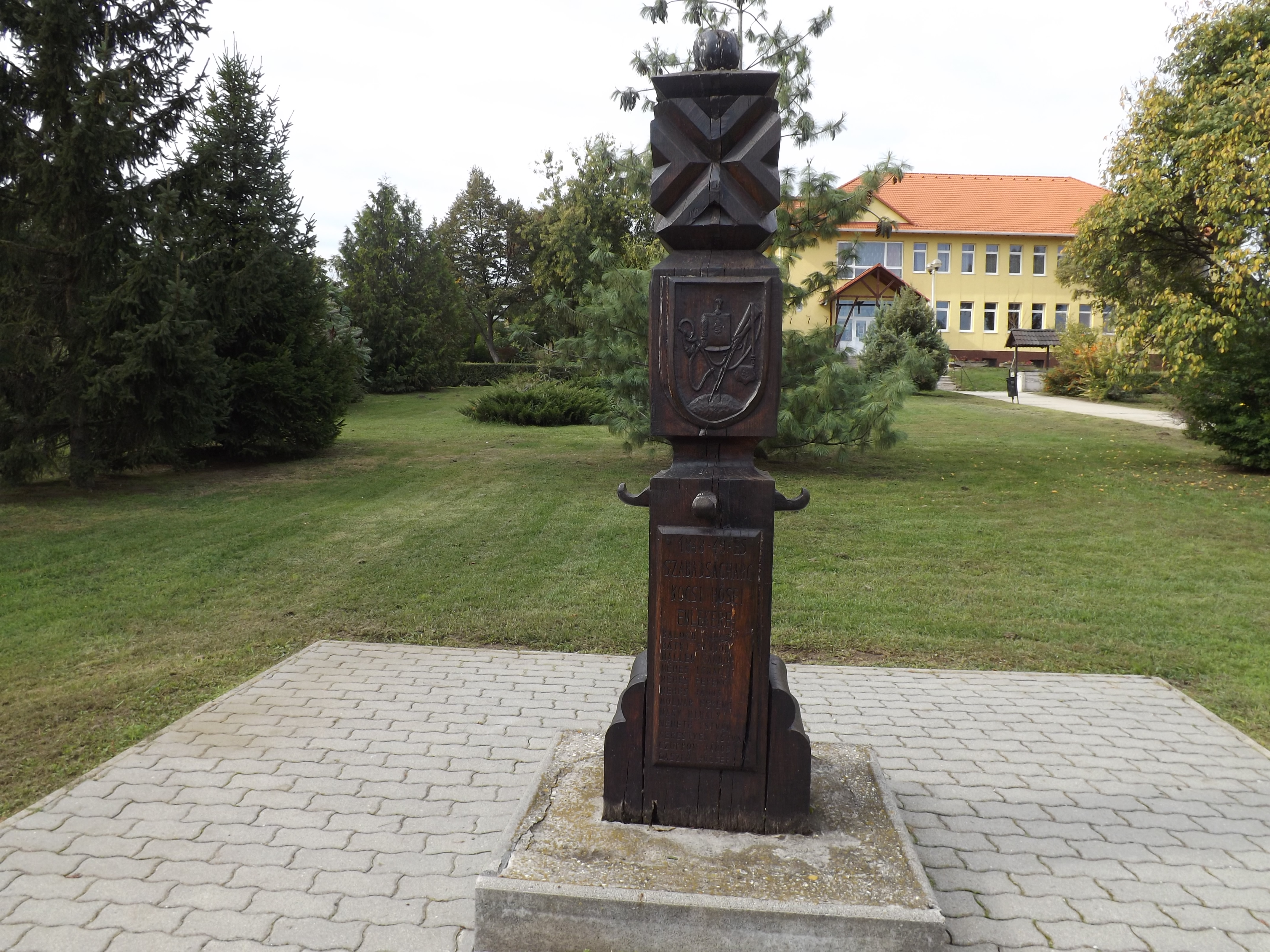
Pomnik ofiar powstania węgierskiego 1848-49 z Kocsu
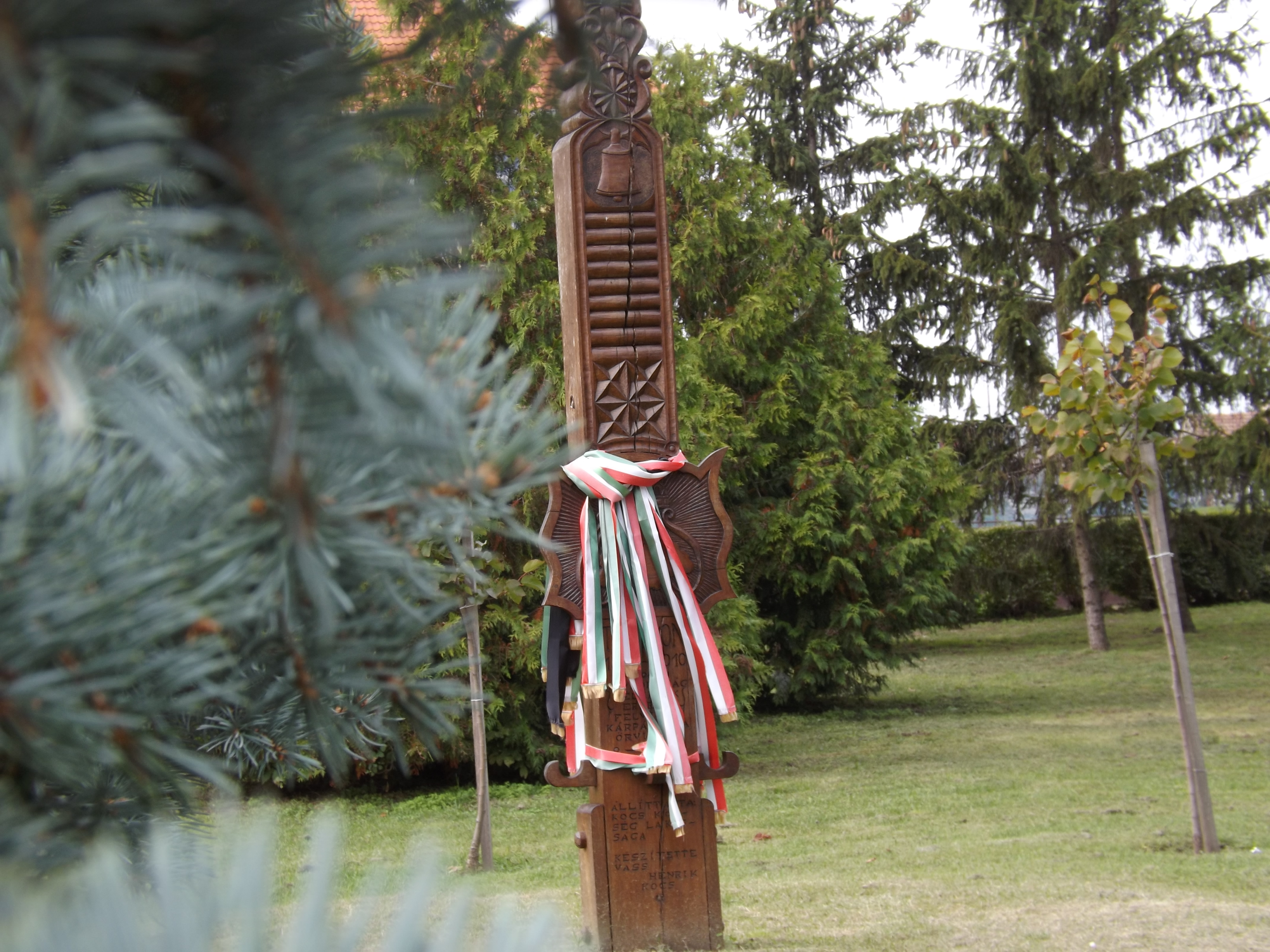
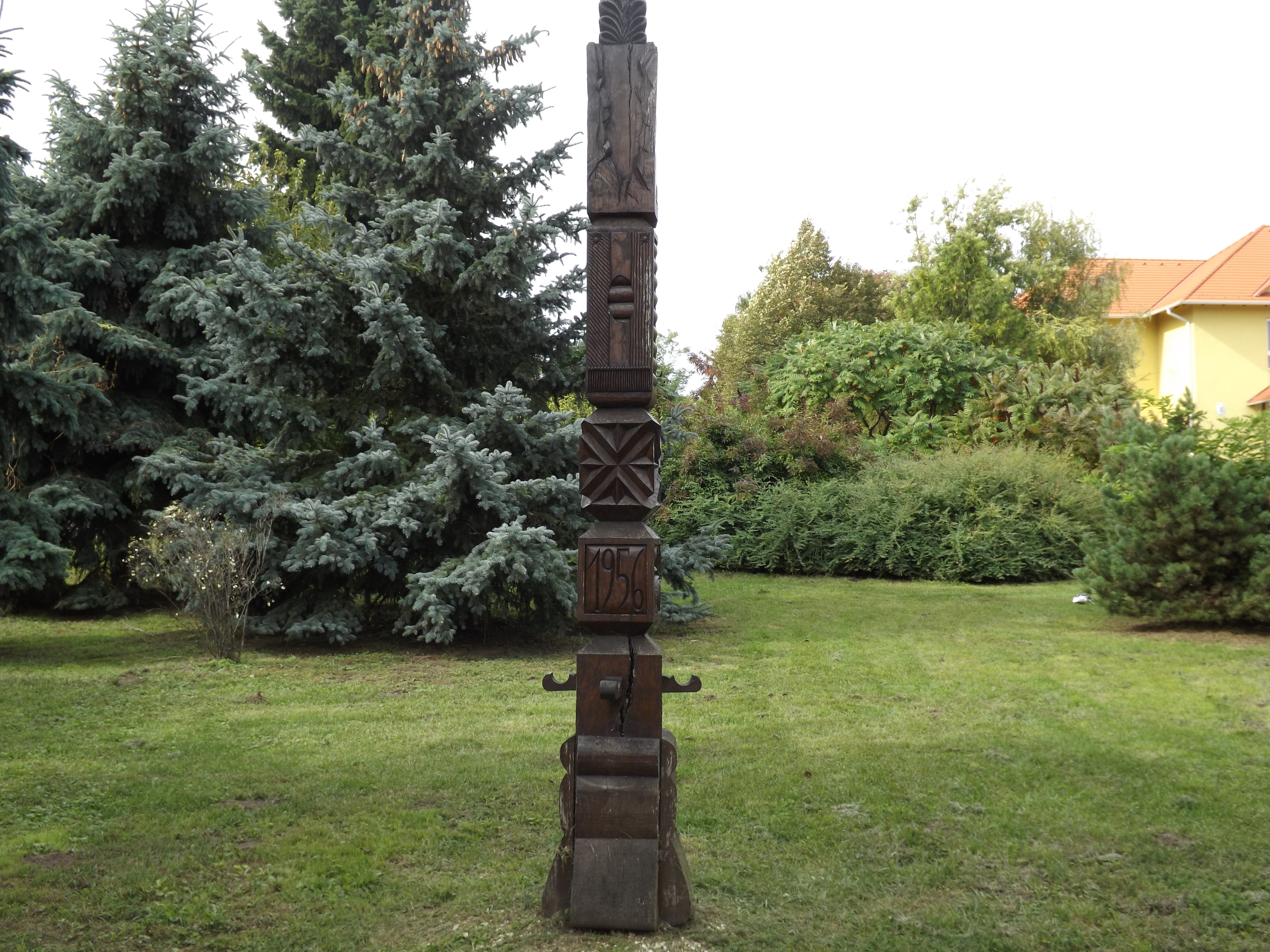
Pamiątka powstania węgierskiego 1956 roku

### Stare nagrobki na cmentarzu katolickim i ewangelickim

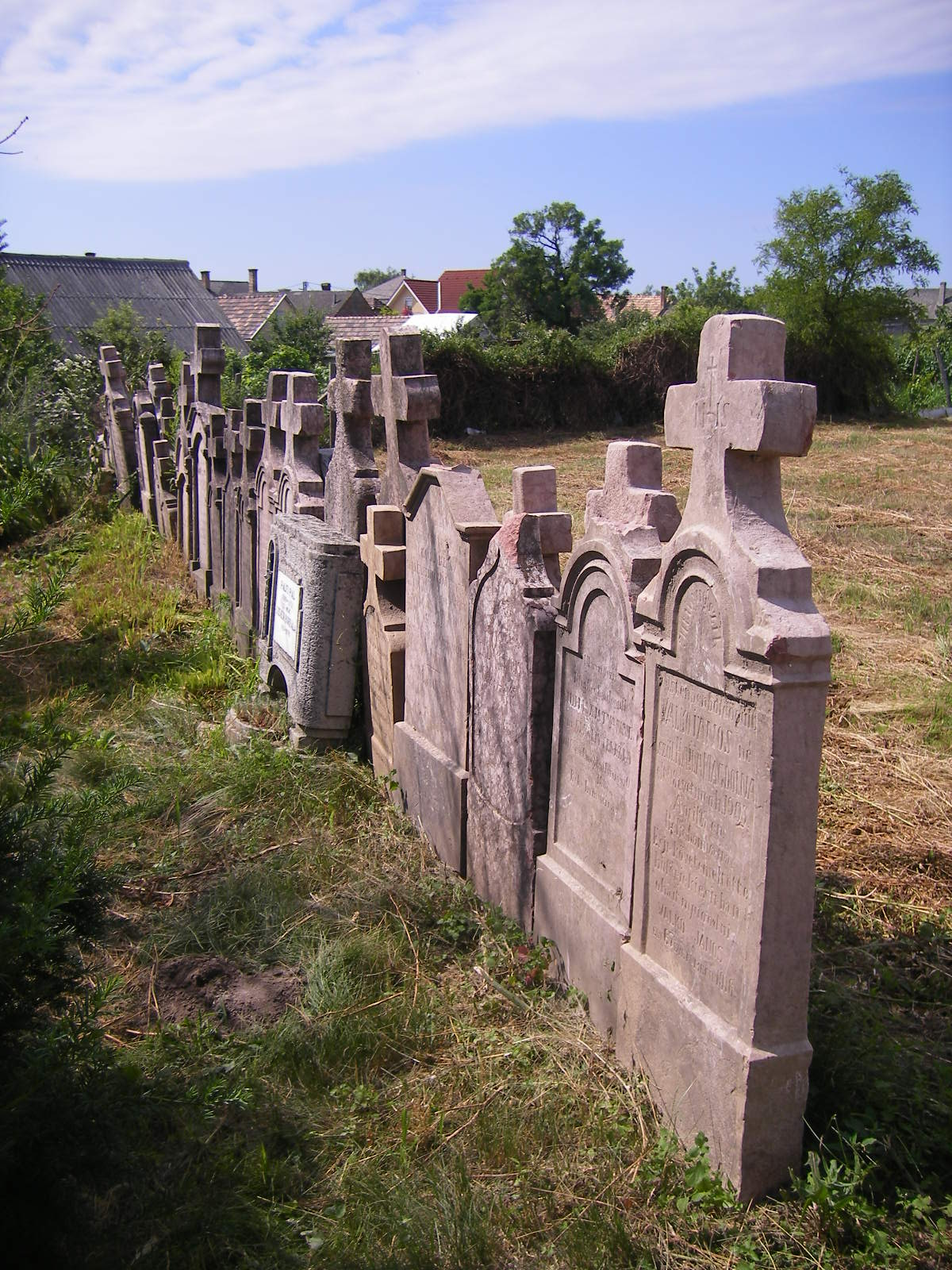
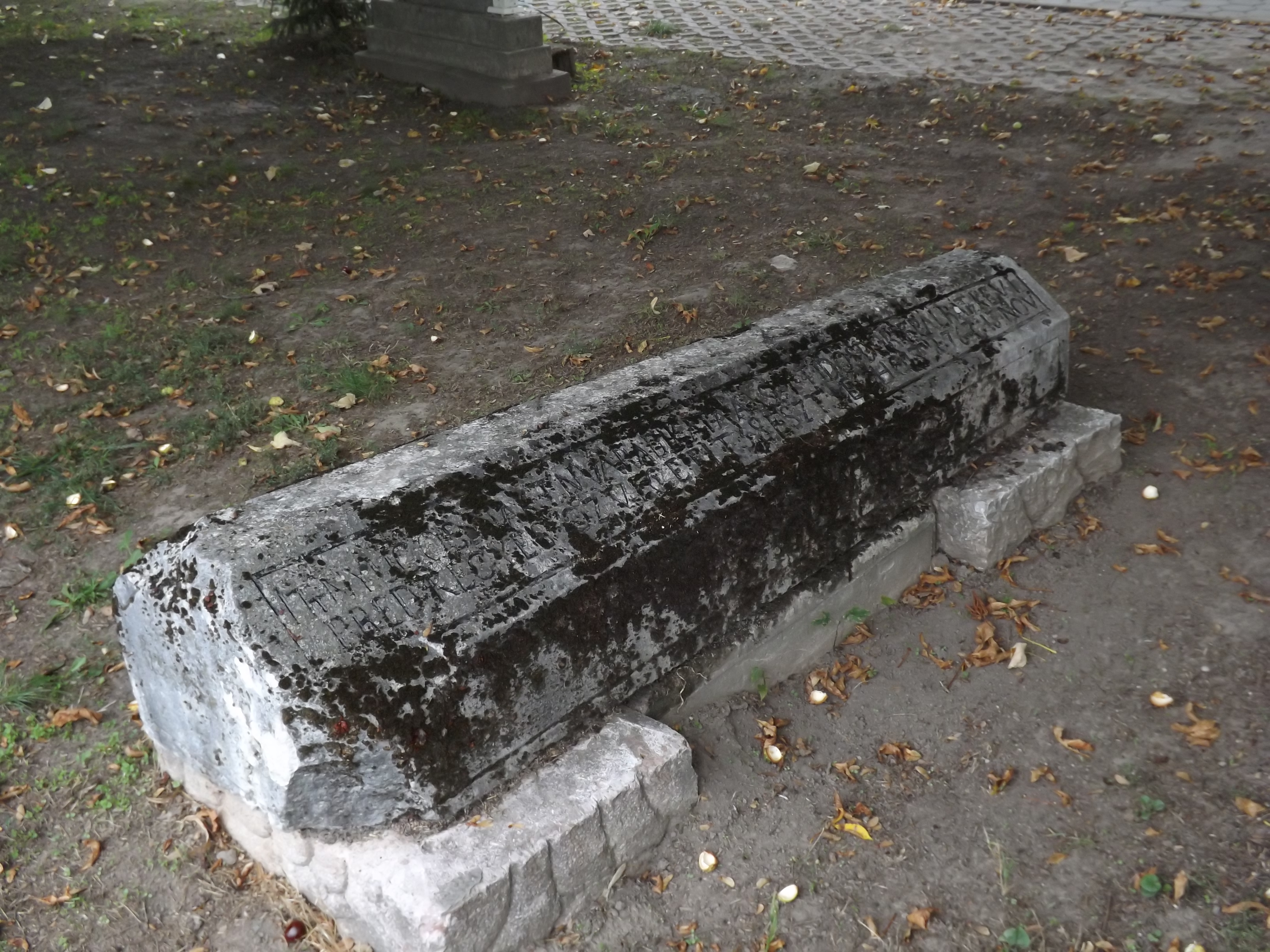
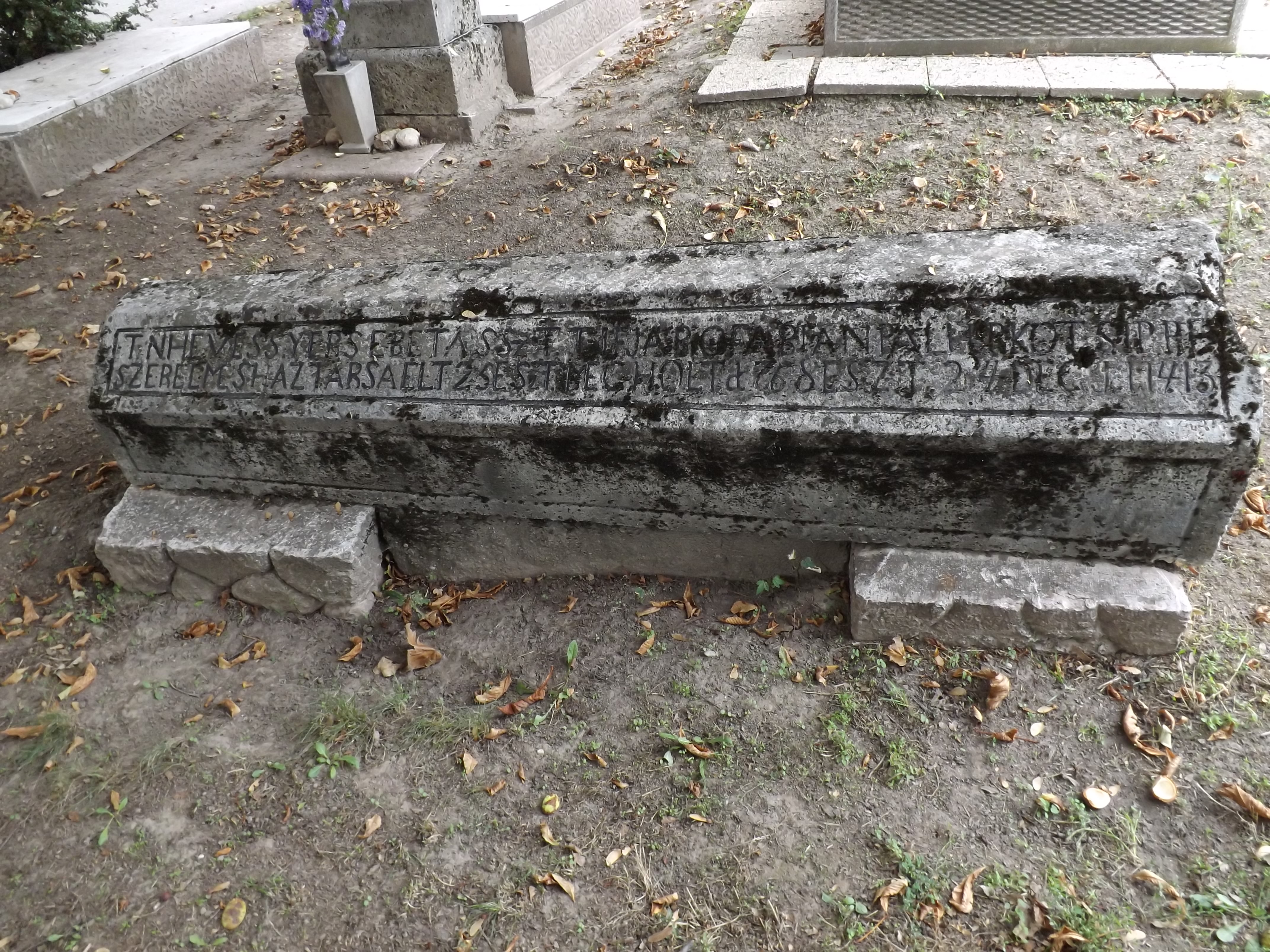
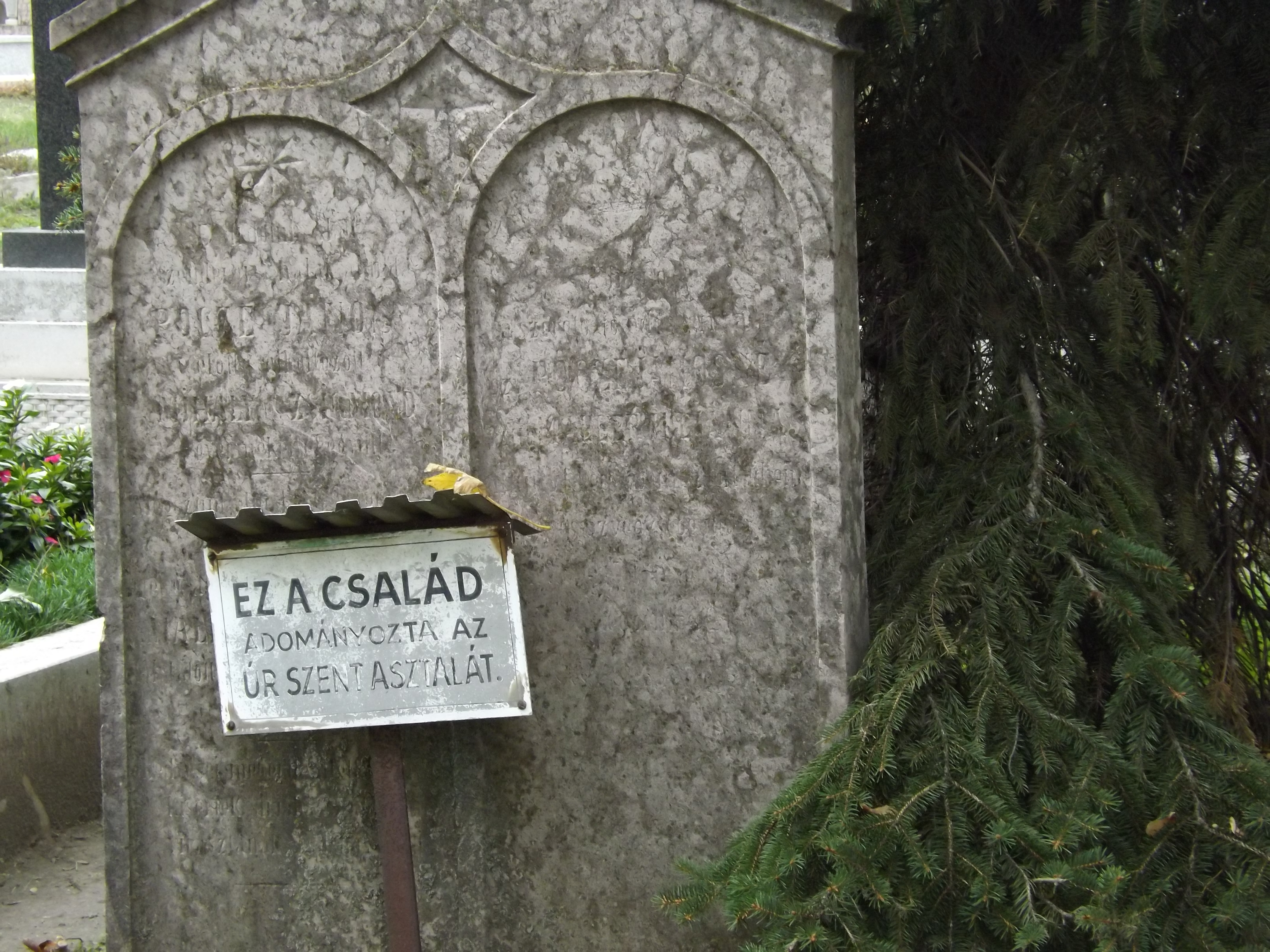

### Jezioro wędkarskie w Kocsu

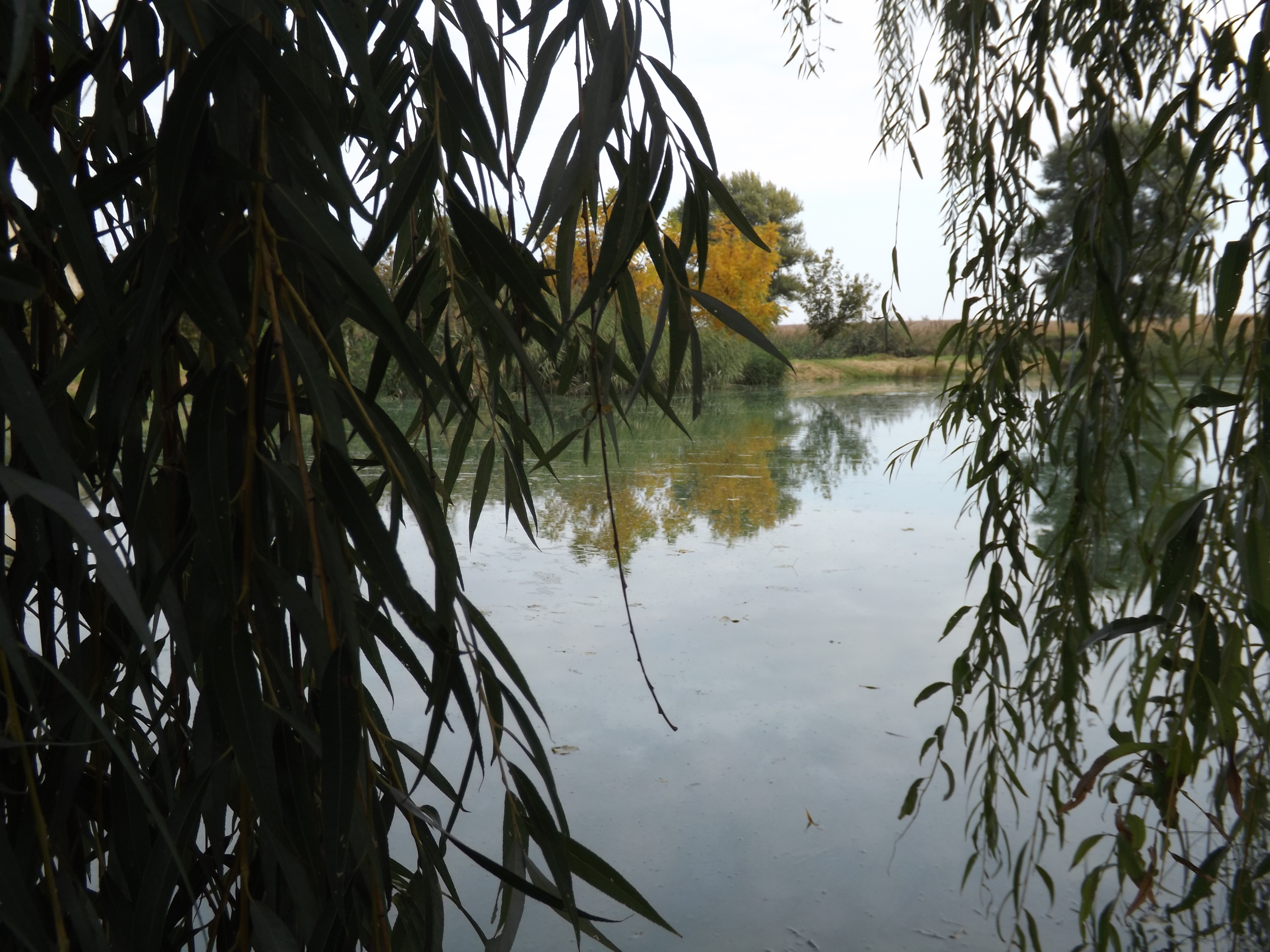
Kocs, jezioro wędkarskie
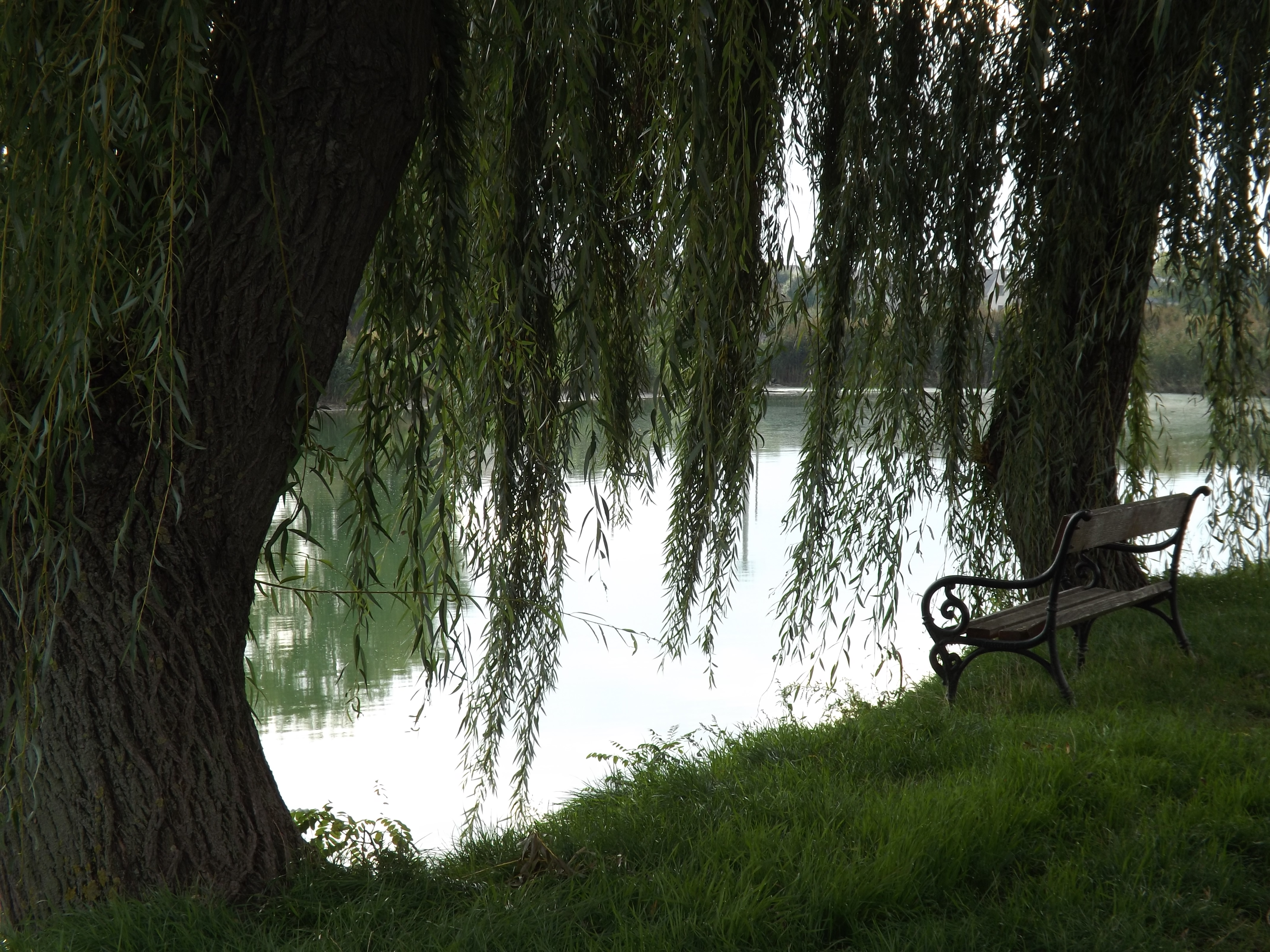
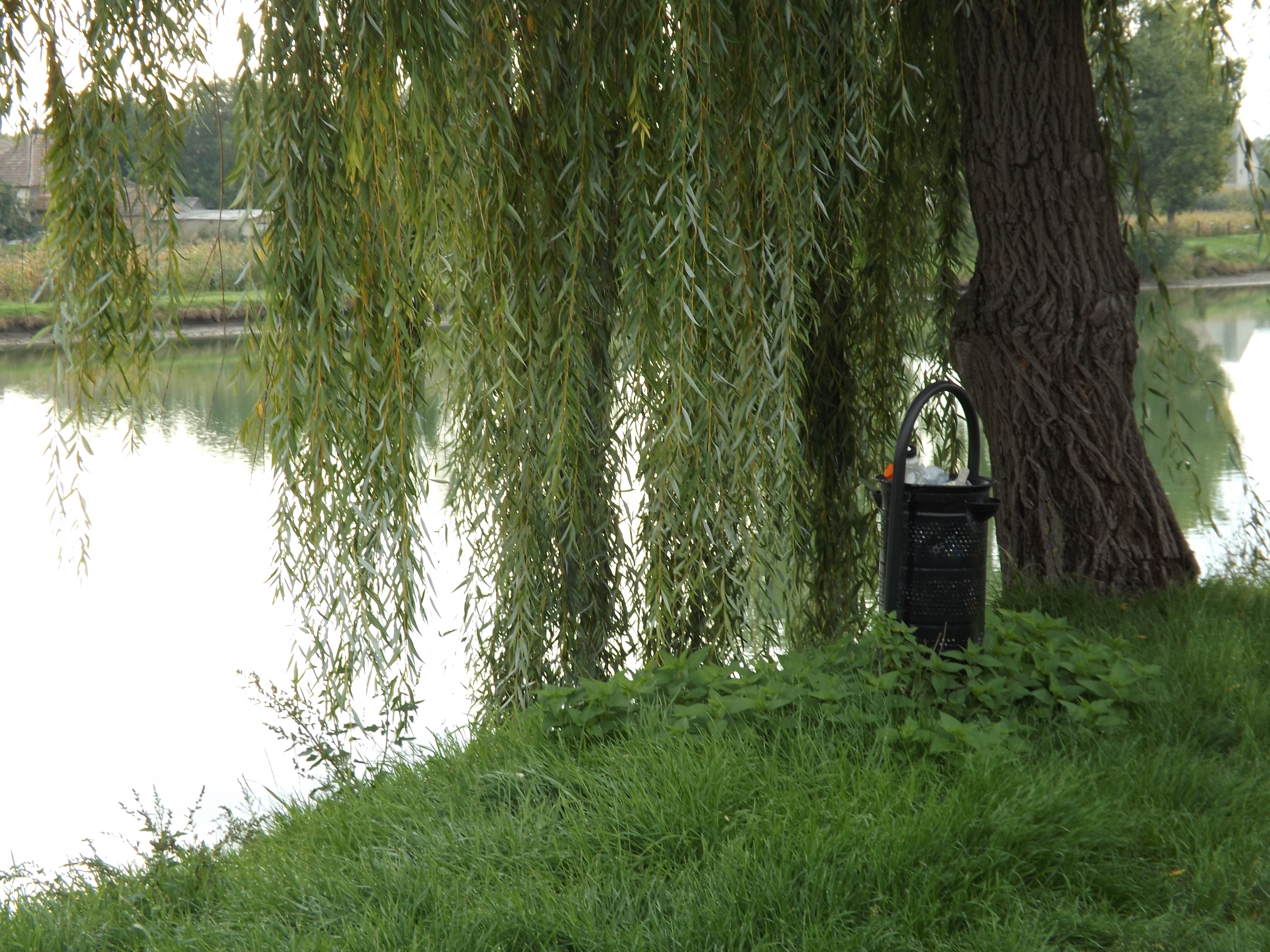
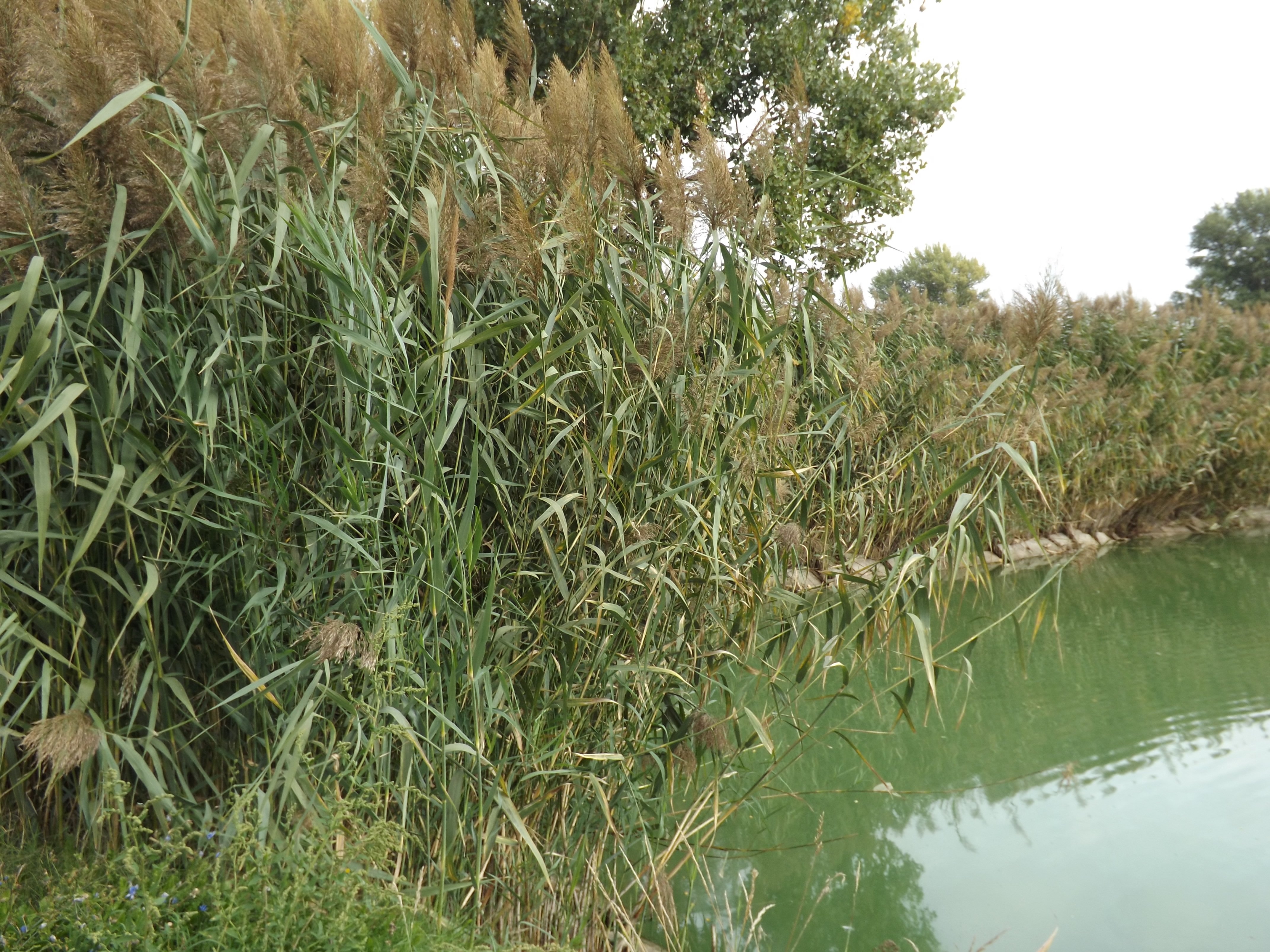
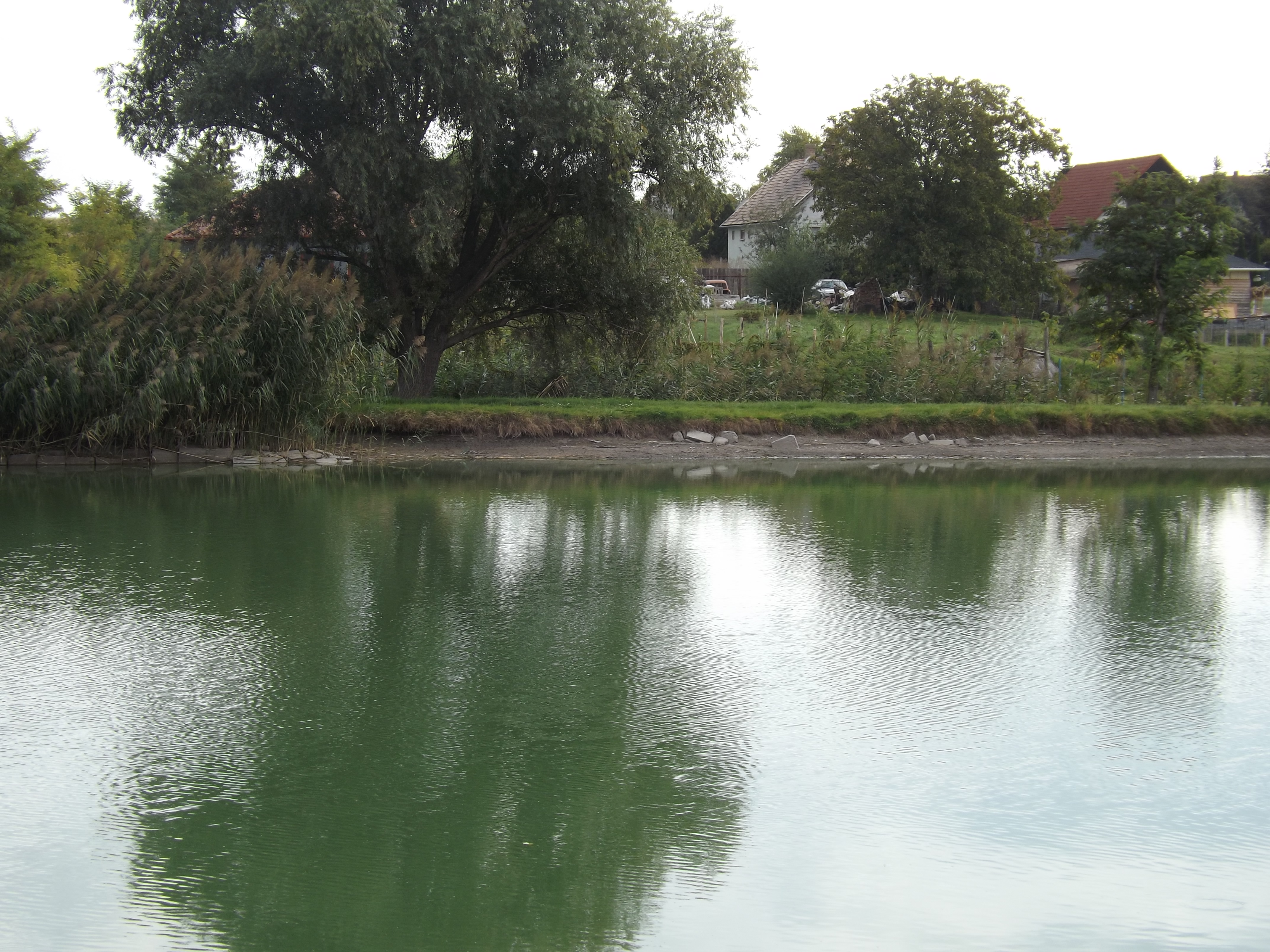
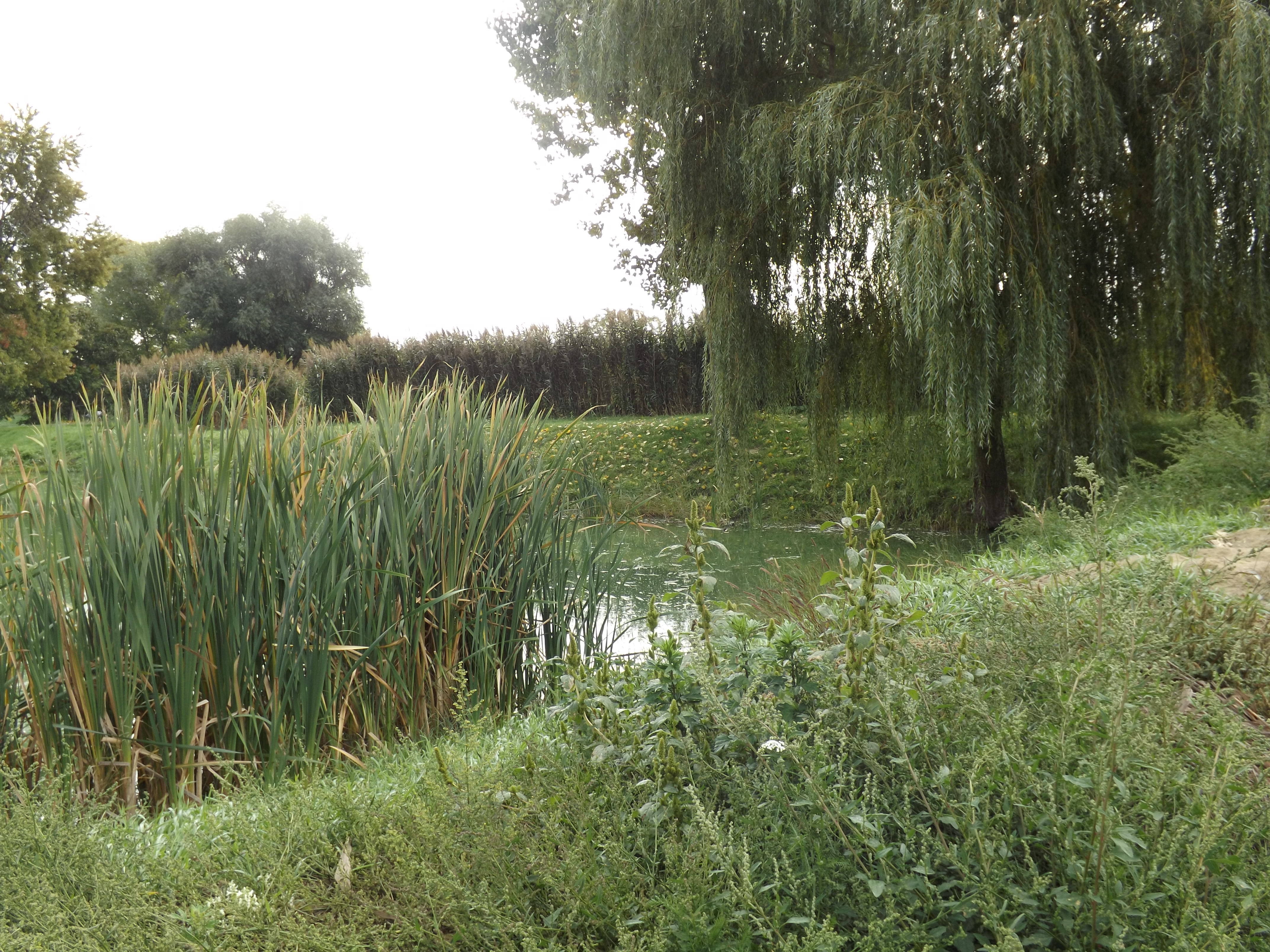